# La Flèche
Vous lisez un « article de qualité » labellisé en 2013.
Pour les articles homonymes, voir Flèche.
La Flèche est une commune française située dans le sud du département de la Sarthe en région Pays de la Loire. Sous-préfecture du département, chef-lieu d'arrondissement et de canton, siège de la communauté de communes du Pays Fléchois, elle compte 15 081 habitants selon le dernier recensement de 2022 (population légale en vigueur au 1er janvier 2025), ce qui en fait la deuxième commune sarthoise la plus peuplée. Implantée sur le Loir, au cœur du Maine angevin, la commune se caractérise par un réseau hydrographique très dense.
Née après l'an mil, la cité fléchoise prend son essor au début du XVIIe siècle sous l'impulsion de Guillaume Fouquet de La Varenne, puis par la création du collège Henri-IV, tenu par les Jésuites, qui deviendra le Prytanée national militaire sur décision de l’empereur Napoléon en 1808.
Important centre religieux au XVIIe siècle avec la présence de douze communautés religieuses sur son territoire, la cité de La Flèche est rattachée, comme dix-sept autres paroisses de l'ancienne province de l'Anjou, au département de la Sarthe. Elle s'agrandit en 1866 avec l'absorption de la commune de Sainte-Colombe, puis en 1965 avec le rattachement des communes de Verron et Saint-Germain-du-Val.
Ses habitants sont appelés les Fléchois.

## Géographie

Représentations cartographiques de la commune
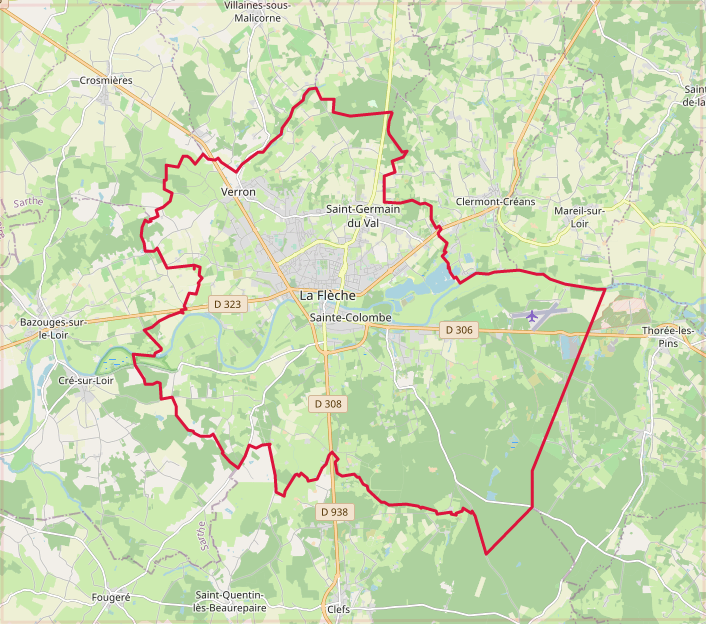
Carte OpenStreetMap.
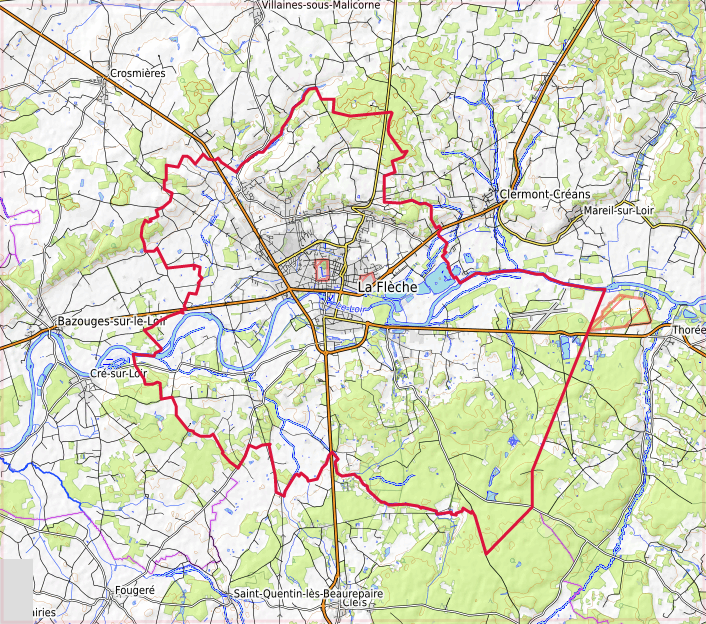
Carte topographique.

### Localisation
La Flèche, commune du sud du département de la Sarthe, est située dans la vallée du Loir, à l'ouest du Maine angevin. Elle se trouve, à vol d'oiseau, à 39 km du Mans, 44 km d'Angers, 66 km de Tours, 66 km de Laval et 220 km de Paris. Le chef-lieu de commune [réf. nécessaire] est localisé par l'Institut national de l'information géographique et forestière à la longitude 0° 04′ 34″ ouest et à la latitude 47° 41′ 59″ nord ; le méridien de Greenwich traverse la commune à hauteur de l'aérodrome de La Flèche - Thorée-les-Pins.

### Communes limitrophes
Les communes limitrophes sont Villaines-sous-Malicorne, Thorée-les-Pins, Bousse, Clermont-Créans, Crosmières, Mareil-sur-Loir, Bazouges Cré sur Loir et Baugé-en-Anjou.
| Villaines-sous-Malicorne, Crosmières | Bousse         | Clermont-Créans, Mareil-sur-Loir |
| Bazouges Cré sur Loir                | La Flèche      | Thorée-les-Pins                  |
| Bazouges Cré sur Loir                | Baugé-en-Anjou | Baugé-en-Anjou                   |

### Géologie et relief
La superficie de la commune est de 7 421 hectares ; son altitude varie entre 23 et 103 mètres. Le point le plus bas est situé à proximité du lieu-dit « les Navrans », où le Loir quitte le territoire communal en direction de Bazouges, tandis que le point le plus haut se situe au nord de la commune, dans le bois de la « Garenne des Sars ».
La commune est située au fond de la vallée du Loir, sur une vaste plaine alluviale sablonneuse délimitée au nord par des coteaux localement abrupts, lesquels sont couverts de colluvions de fond de vallée sèche constituées de marnes, sables et grès argileux issues de la décomposition du Cénomanien et du Turonien. Le plateau au nord de La Flèche est principalement recouvert de craie, le « tuffeau de Touraine », et d'argiles sableuses résiduelles à spongiaires issues du Turonien et du Coniacien. On trouve également des sables et grès de l'Éocène à l'extrémité nord de la commune.
Au sud du Loir, on trouve des sables et marnes du Cénomanien moyen et supérieur, ainsi que des meulières résiduelles du Bartonien à proximité du parc zoologique du Tertre rouge, et quelques affleurements de marnes bleues et calcaires marneux de l'Oxfordien.

### Hydrographie

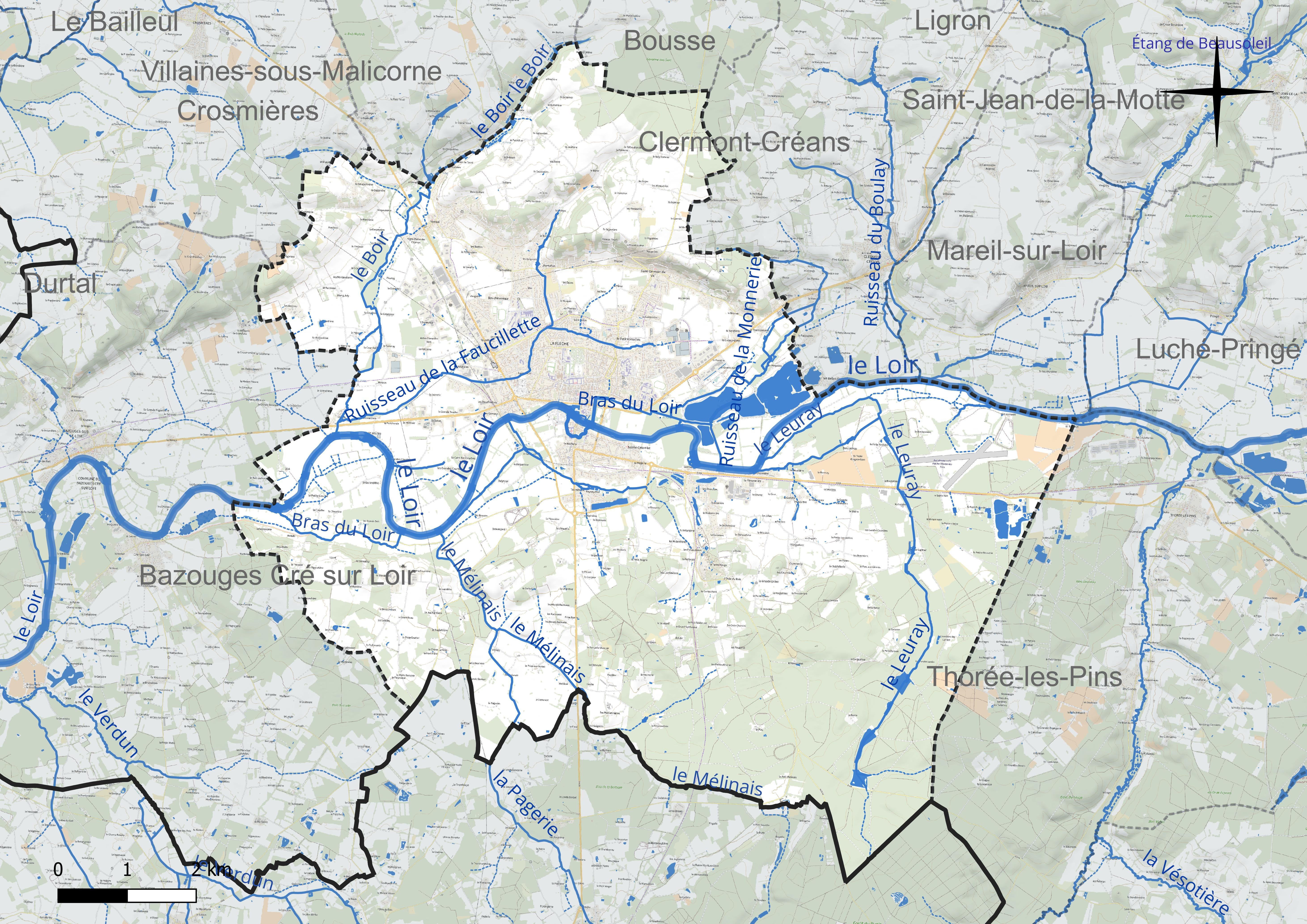
Réseau hydrographique de La Flèche.

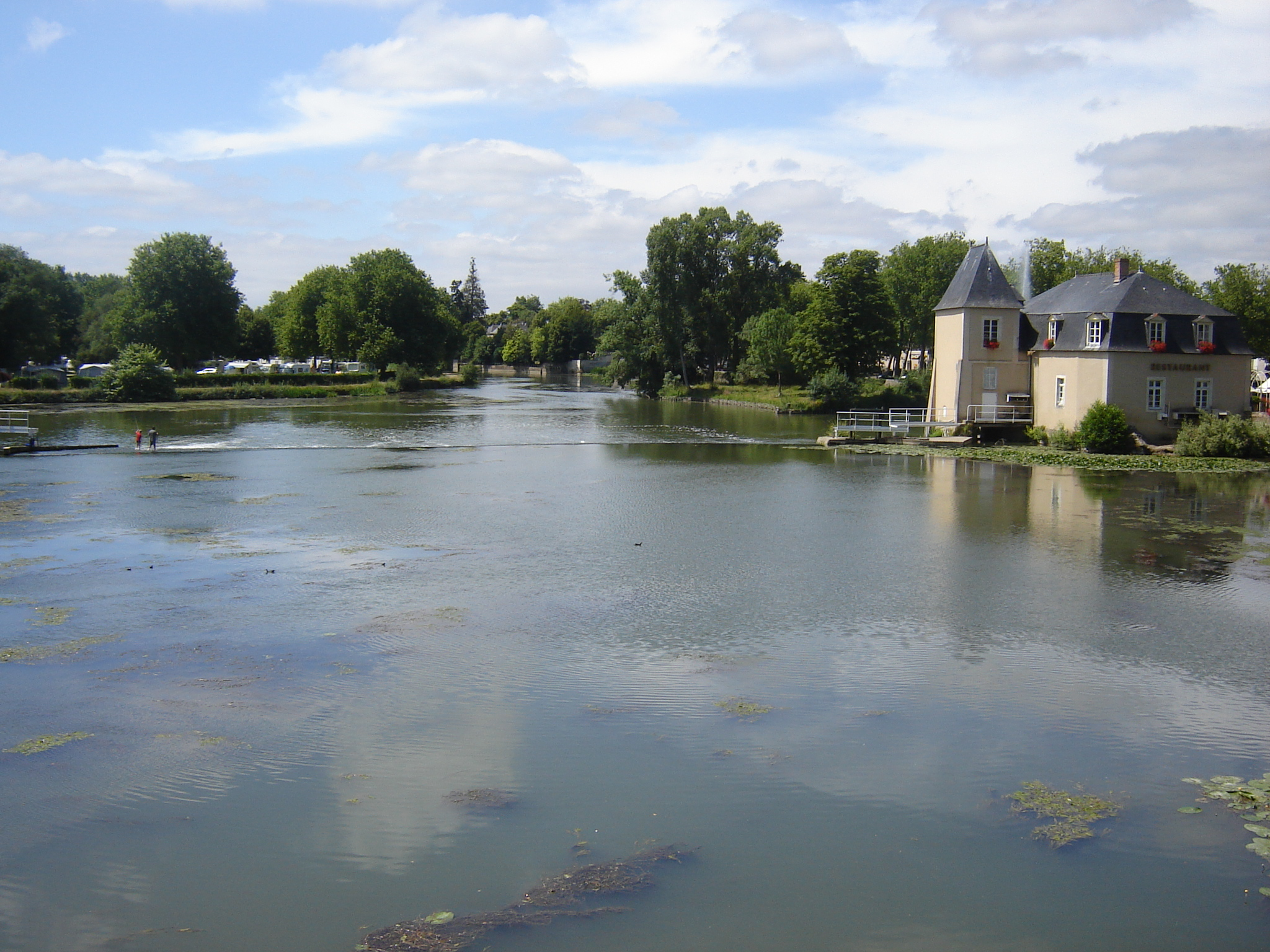
Le Loir à La Flèche, avec, à droite, le « Moulin des Quatre Saisons ».

La commune dispose d'un réseau hydrographique relativement dense. La cité était autrefois encerclée par des douves, dont certaines traces subsistent encore aujourd'hui en centre-ville. La Flèche est traversée d'est en ouest par le Loir, affluent de la Sarthe qu'il rejoint à Briollay et long de 317 km. Plusieurs ruisseaux affluents du Loir sont recensés sur le territoire de la commune.
Le ruisseau de Leuray, long de 9 km, s'écoule entièrement sur le territoire de la commune. Le ruisseau de Mélinais, et son affluent la Pagerie rejoignent le Loir sur sa rive gauche en aval de la commune. Longs respectivement de 10 km et 7 km, ils prennent tous deux leur source dans la commune voisine de Clefs. Le ruisseau de la Faucillette, s'écoule à travers le centre-ville sur près de 6 km avant de rejoindre le ruisseau le Boir, qui s'écoule de Villaines-sous-Malicorne jusqu'à Bazouges sur 8 km pour se jeter dans le Loir en rive droite.
Le petit ruisseau de la Monnerie qui prend sa source sur le coteau de Saint-Germain-du-Val, a donné son nom aux lacs de la Monnerie, base de loisirs constituée d'un lac de baignade et d'un lac de pêche.
Les nombreuses crues du Loir ont marqué l'histoire de la commune. Les inondations de janvier 1961 sont les plus importantes de la seconde moitié du XXe siècle à La Flèche, la rivière atteignant 2,50 mètres à l'échelle du pont des Carmes. La ville connut également des crues importantes en 1966, 1983, 1988 et 1995.

### Climat
Pour des articles plus généraux, voir Climat des Pays de la Loire et Climat de la Sarthe.
En 2010, le climat de la commune est de type climat océanique altéré, selon une étude du CNRS s'appuyant sur une série de données couvrant la période 1971-2000. En 2020, Météo-France publie une typologie des climats de la France métropolitaine dans laquelle la commune est exposée à un climat océanique et est dans la région climatique Moyenne vallée de la Loire, caractérisée par une bonne insolation (1 850 h/an) et un été peu pluvieux.
Pour la période 1971-2000, la température annuelle moyenne est de 11,6 °C, avec une amplitude thermique annuelle de 14,5 °C. Le cumul annuel moyen de précipitations est de 653 mm, avec 11,3 jours de précipitations en janvier et 6 jours en juillet. Pour la période 1991-2020, la température moyenne annuelle observée sur la station météorologique de Météo-France la plus proche, sur la commune de Thorée-les-Pins à 9 km à vol d'oiseau, est de 12,1 °C et le cumul annuel moyen de précipitations est de 744,6 mm,. Pour l'avenir, les paramètres climatiques de la commune estimés pour 2050 selon différents scénarios d'émission de gaz à effet de serre sont consultables sur un site dédié publié par Météo-France en novembre 2022.
| Mois                                  | jan.             | fév.             | mars           | avril         | mai             | juin         | jui.          | août           | sep.           | oct.            | nov.          | déc.             | année      |
| ------------------------------------- | ---------------- | ---------------- | -------------- | ------------- | --------------- | ------------ | ------------- | -------------- | -------------- | --------------- | ------------- | ---------------- | ---------- |
| Température minimale moyenne (°C)     | 2,4              | 2,1              | 3,8            | 5,6           | 8,8             | 11,9         | 13,5          | 13,3           | 10,4           | 8,3             | 5             | 2,8              | 7,3        |
| Température moyenne (°C)              | 5,3              | 5,8              | 8,5            | 11            | 14,4            | 17,7         | 19,6          | 19,5           | 16,2           | 12,7            | 8,4           | 5,8              | 12,1       |
| Température maximale moyenne (°C)     | 8,2              | 9,5              | 13,1           | 16,3          | 19,9            | 23,5         | 25,7          | 25,7           | 22             | 17,1            | 11,9          | 8,7              | 16,8       |
| Record de froid (°C) date du record   | −17,2 17.01.1987 | −13,4 10.02.1986 | −11,5 01.03.05 | −5 11.04.1973 | −2,4 05.05.1979 | 1,5 01.06.06 | 3 05.07.1965  | 4,5 28.08.1998 | 1,3 19.09.1962 | −4,5 30.10.1997 | −9 23.11.1993 | −15,8 29.12.1964 | −17,2 1987 |
| Record de chaleur (°C) date du record | 17 15.01.1975    | 21,5 27.02.19    | 25,5 31.03.21  | 28,5 20.04.18 | 32,6 12.05.1969 | 40 29.06.19  | 40,5 25.07.19 | 39 06.08.03    | 36 01.09.1961  | 30,2 02.10.23   | 22 07.11.15   | 18 07.12.00      | 40,5 2019  |
| Précipitations (mm)                   | 70,9             | 57               | 54             | 54,2          | 58,2            | 50,6         | 55,5          | 52,4           | 60,6           | 75,4            | 74,6          | 81,2             | 744,6      |

## Urbanisme

### Typologie
Au 1er janvier 2024, La Flèche est catégorisée comme « petite ville », selon la nouvelle grille communale de densité à sept niveaux, définie par l'Insee en 2022. Elle appartient à l'unité urbaine de La Flèche, une unité urbaine monocommunale constituant une ville isolée,. Par ailleurs la commune fait partie de l'aire d'attraction de La Flèche, dont elle est la commune-centre,. Cette aire, qui regroupe 11 communes, est catégorisée dans les aires de moins de 50 000 habitants,.

### Occupation des sols

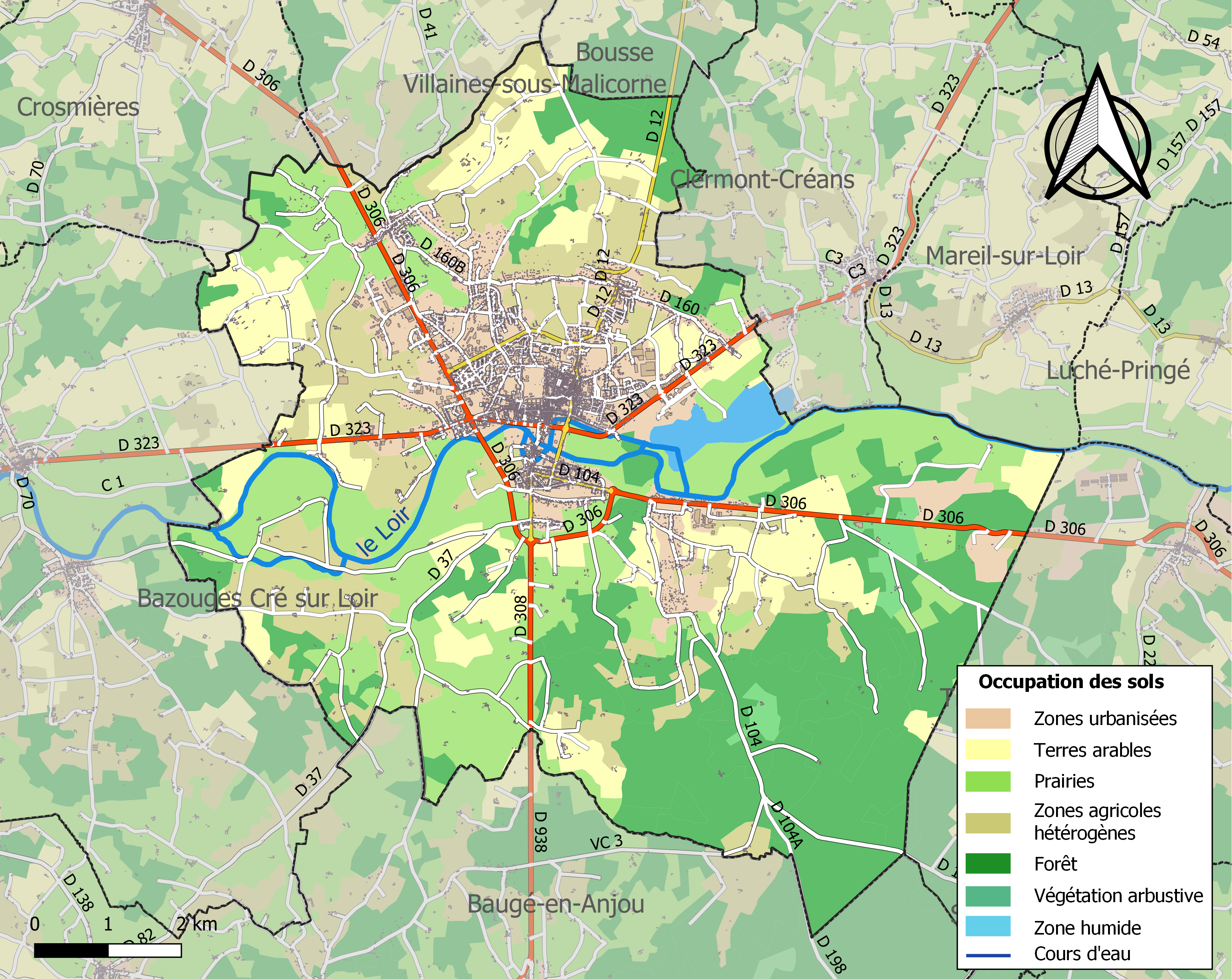
Carte des infrastructures et de l'occupation des sols de la commune en 2018 (CLC).

L'occupation des sols de la commune, telle qu'elle ressort de la base de données européenne d’occupation biophysique des sols Corine Land Cover (CLC), est marquée par l'importance des territoires agricoles (55,2 % en 2018), en diminution par rapport à 1990 (62,3 %). La répartition détaillée en 2018 est la suivante : 
forêts (27,4 %), prairies (23,9 %), zones agricoles hétérogènes (17,1 %), terres arables (13,5 %), zones urbanisées (9,2 %), zones industrielles ou commerciales et réseaux de communication (3,9 %), espaces verts artificialisés, non agricoles (1,5 %), milieux à végétation arbustive et/ou herbacée (1,2 %), eaux continentales (1,2 %), cultures permanentes (0,8 %), mines, décharges et chantiers (0,4 %). L'évolution de l’occupation des sols de la commune et de ses infrastructures peut être observée sur les différentes représentations cartographiques du territoire : la carte de Cassini (XVIIIe siècle), la carte d'état-major (1820-1866) et les cartes ou photos aériennes de l'IGN pour la période actuelle (1950 à aujourd'hui).

### Morphologie urbaine
D'origine médiévale, la ville de La Flèche reste jusqu'au début du XIXe siècle concentrée à l'intérieur de ses remparts, qui englobaient le château des Carmes, l'église Saint-Thomas et le collège royal des Jésuites. La ville s'étend hors les murs aux XVIIe et XVIIIe siècles et connaît ensuite plusieurs extensions, d'abord vers le sud et la rive gauche du Loir à l'occasion du passage de la voie ferrée et du rattachement de la commune de Sainte-Colombe en 1866. L'expansion urbaine se poursuit vers le nord au cours du XXe siècle, avec l'annexion des communes de Verron et Saint-Germain-du-Val en 1965, puis vers l'est ces dernières années avec le développement du parc d'activités de la Monnerie le long de la route du Mans.
Le centre-ville présente une architecture typique du XIXe siècle. Le tissu actuel est principalement composé de pavillons résidentiels, tandis que l'habitat collectif, peu développé, se concentre au nord-ouest, entre l'avenue Rhin-et-Danube et la rue de la Magdeleine ainsi que le long de la rue du Parc, et à l'est le long de la rue Henri-Dunant.

### Logement
En 2009, le nombre total de logements dans la commune était de 7 455, alors qu'il était de 6 842 en 1999.
Parmi ces logements, 91,7 % étaient des résidences principales, 2 % des résidences secondaires et 6,3 % des logements vacants. Ces logements étaient pour 64,9 % d'entre eux des maisons individuelles et pour 34 % des appartements.
La proportion des résidences principales, propriétés de leurs occupants était de 53,3 %, légèrement en hausse par rapport à 1999 (49,4 %). La part de logements HLM loués vides (logements sociaux) était toujours supérieure au seuil légal de 20 % : 25,5 % contre 25,8 % en 1999, leur nombre ayant augmenté de 1 622 à 1 744.
En 2009, sur les 6 836 ménages habitant la commune, 910 soit 13,3 % y vivaient depuis moins de deux ans, 1 399 ménages, soit 20,5 % y vivaient depuis deux à quatre ans, 1 244 ménages, soit 18,2 % y vivaient depuis cinq à neuf ans, et 3 284 ménages depuis plus de dix ans.
|                                                  | 1968  | 1975  | 1982  | 1990  | 1999  | 2009  |
| ------------------------------------------------ | ----- | ----- | ----- | ----- | ----- | ----- |
| Ensemble                                         | 4 545 | 5 209 | 6 090 | 6 364 | 6 842 | 7 455 |
| Résidences principales                           | 4 224 | 4 737 | 5 422 | 5 696 | 6 288 | 6 836 |
| Résidences secondaires et logements occasionnels | 117   | 205   | 153   | 255   | 189   | 148   |
| Logements vacants                                | 204   | 267   | 515   | 413   | 365   | 471   |

### Aménagements récents
- Construction de vingt-trois logements sociaux dans la rue des Ongrais à l'horizon 2014[C 3].
- Rénovation de la maison de quartier pour les associations de Verron[C 4].

### Projets d'aménagement
- La rénovation urbaine prévoit la réalisation de la seconde tranche des lotissements de la Gaillardière[C 5].
- Des travaux sont entrepris dans les locaux de l'ancien hôpital de la ville pour y intégrer les services du « pôle Petite Enfance » au début de l'année 2015[24].
- La communauté de communes du Pays Fléchois a fait l'acquisition de deux propriétés afin de poursuivre le développement de la zone commerciale de la Monnerie en bordure de la RD 323[24].
- L'aménagement du nouveau cinéma municipal entre la place Henri-IV et la rue Carnot a débuté début 2018[25].

### Voies de communication et transports

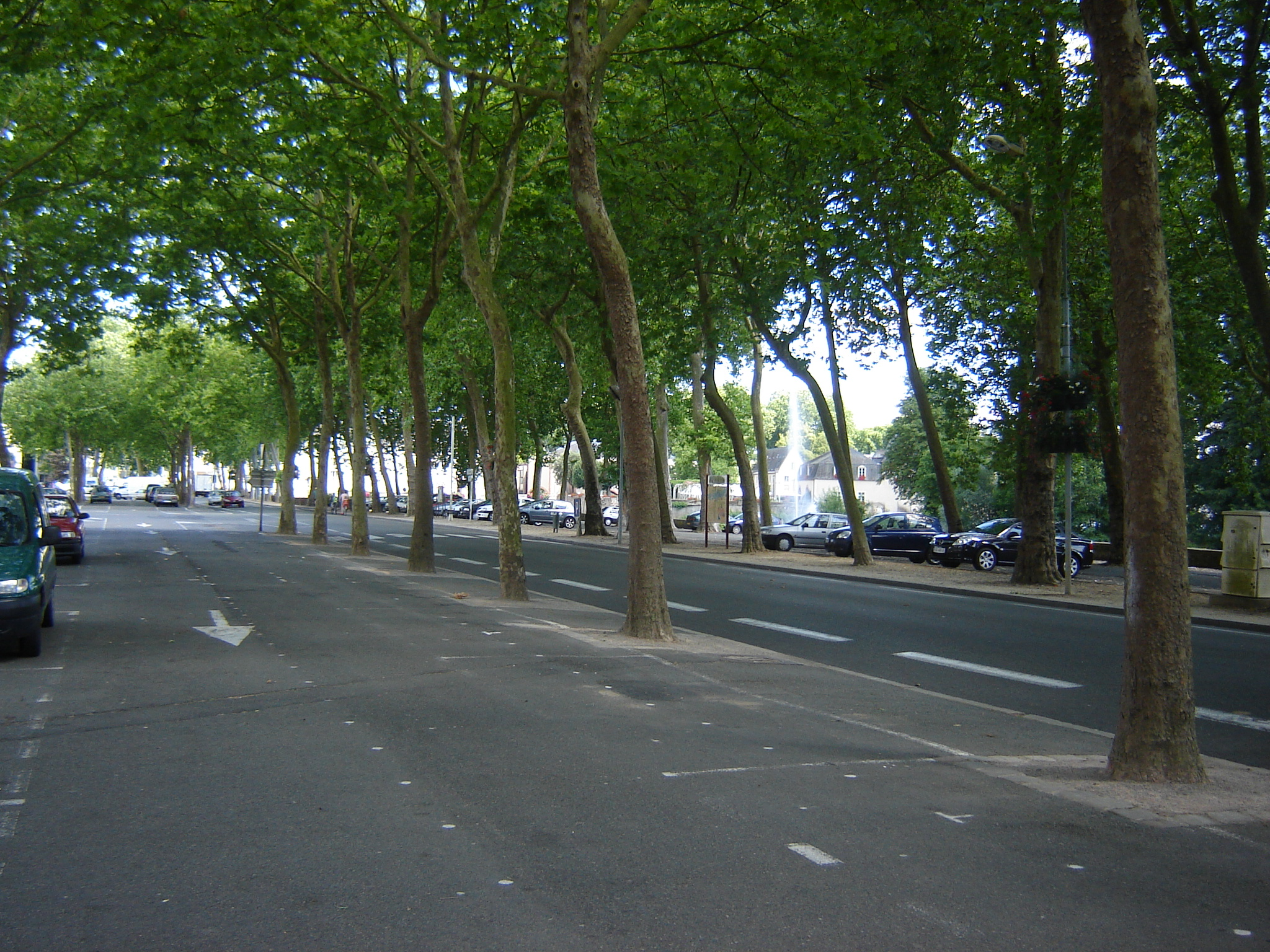
La promenade Foch, sur la D 323.

#### Voies routières
La commune est accessible de l'autoroute A11 — « l'Océane » qui relie Nantes à Paris — par les sorties no 10 Sablé-La Flèche, à hauteur du Bailleul, et no 11 Durtal-La Flèche ; préférer la première en provenance de Paris, la seconde en provenance de Nantes.
La Flèche est un carrefour important, au croisement de la RD 323, ancienne RN 23 reliant Paris à Nantes via Le Mans et Angers, et de la RD 306, ancienne RN 159 reliant Tours à Laval, qui relie la ville à Sablé et au Lude. D'autres routes départementales moins importantes desservent la commune : au sud, la RD 308, ancienne RN 138, mène à Baugé et Saumur, la RD 37 conduit à Fougeré et la RD 104 quitte La Flèche en direction de Savigné-sous-le-Lude ; au nord, la route départementale 41 mène à Villaines-sous-Malicorne et la RD 12 relie la commune à La Suze-sur-Sarthe.

#### Transports collectifs
La gare de La Flèche, mise en service en 1871, est dépourvue de desserte voyageurs depuis la fermeture au service voyageurs de la ligne La Flèche - Saumur en date du 3 mars 1969, et celle de la ligne de La Flèche à La Suze en date du 6 avril 1970. La gare SNCF la plus proche, celle de Sablé-sur-Sarthe, est située à 27 km, tandis que celle du Mans est située à 43 km.
La commune est aujourd'hui desservie par liaison autocar sur le réseau TER Pays de la Loire, avec la ligne 26 Le Mans ↔ La Flèche ↔ Saumur, qui assure plusieurs rotations quotidiennes dans les deux sens. Cette ligne routière du conseil régional est la deuxième en nombre de voyageurs pour la région Pays de la Loire avec plus de 120 000 voyageurs au cours de l'année 2011. La nouvelle gare routière de La Flèche, construite en 1997, est située sur le boulevard Montréal.
La Flèche est desservie par le réseau TIS, géré par le conseil général de la Sarthe, par la ligne 3 (La Flèche ↔ Sablé-sur-Sarthe) et la ligne 6 (La Flèche ↔ Le Mans) ainsi que par la ligne 2 (La Flèche ↔ Seiches-sur-le-Loir ↔ Angers) du réseau Anjoubus.
L'aéroport le plus proche, celui d'Angers, qui propose des vols à destination de Nice ou de Londres, est situé à 29 km.

#### Pistes cyclables
Achevée en 2011, la voie verte  Le Lude - La Flèche - Baugé sur OpenStreetMap. emprunte les anciennes voies ferrées qui reliaient La Flèche à Aubigné-Racan et Baugé, sur un parcours de 45 km:
- la branche la Flèche - Le Lude est intégrée à  l'itinéraire cyclable sur OpenStreetMap. V47 Vallée du Loir à vélo[33] ;
- l'autre branche La Flèche - Baugé est intégrée à  l'itinéraire cyclable V44 « la Vélobuissonière » sur OpenStreetMap., qui permet de rejoindre l'itinéraire cyclable « La Loire à vélo » au niveau de Saumur.

Plusieurs pistes et bandes cyclables sont aménagées, notamment le long des rues reliant le centre-ville aux quartiers plus excentrés. Depuis 2010, une piste cyclable de 1,5 km permet de relier le centre-ville à la base de loisirs de la Monnerie et aux commerces alentour.
En mars 2015, La Flèche devient la première municipalité de la région Pays de la Loire à recevoir le label « Ville et territoire vélotouristiques », décerné par la Fédération française de cyclotourisme et qui récompense toute collectivité territoriale qui offre aux pratiquants du vélo un accueil, des services et des équipements adaptés à la pratique du cyclotourisme.
Fin 2020, une  nouvelle voie verte sur OpenStreetMap. est inaugurée entre La Flèche et Durtal, via Bazouges-Cré-sur-Loir, sur le tracé de l'ancienne ligne d'une chemin de fer.

## Toponymie
Le nom de la localité est attesté sous les formes Feza, [de] Fecia en 1060-1081 (S.-Aubin, 254 et 361) ; [Apud] Fissam en 1087 (S.-Aubin, 746) ; Fleca en 1092 (Guillaume de Jumièges, p. 272) ; [Castrum quod] Fissa [dicitur] en 1083-1096 (Actus, p. 385) ; Fixiam en 1096 (S.-Aubin, 413 ; Orderic Vital, IV, 36) ; [Ad] Feciam vers 1100 (S.-Aubin, 751) ; Fissa en 1101 (S.-Aubin, 422) ; Feccia en 1103 (Latouche, Comté du Maine, p. 164) ; [Apud castrum] Fixe en 1120-1127 (S.-Aubin, 755) ; [Ad] Fisce [castrum] 1133 (S.-Aubin, 347) ; Flecchia, Flechiam [castrum possedit] au XIIe siècle (Orderic Vital, II, 256) ; Fissa, Fixa vers 1160 (Ronceray, 359 et 401) ; Fissa en 1154-1189 (S.-Aubin, 759) ; La Flicche en 1308 (arch. dép., H 588) ; La Fleche en 1314 (Bibl. nat., fr. 8736, fol. 93) ; La Fleiche en 1367 (Mélinais, p. 20) ; La Flesche, la Fleische en 1382 (Mélinais, p. 148) ; La Flaiche en 1429 (Revue du Maine, LXXV, 61),,.
L'altération en flèche, constatée dès le XIVe siècle (voir supra) serait due au nom commun flèche. La forme flesche du toponyme mentionnée en 1382 (voir supra) est d'ailleurs identique à celle du nom commun flesche attestée dès 1380.
Selon Albert Dauzat, la forme initiale serait *Fiscia (villa), qui n'est pas attestée. Dans ce cas, il s'agirait d'un nom de personne latin *Fiscius (non attesté, mais reconstruit d'après Fiscilius). Une autre hypothèse repose sur un *Fisca (de fiscus) qui indiquerait une appartenance au fisc royal, la forme avec la désinence -a sous-entendant la présence d'un appellatif toponymique féminin inconnu. Il faut peut-être y voir le sens de « péage », le nom de la ville désignerait alors un « lieu de péage » ou un « poste de contrôle, de péage ».
La commune de Sainte-Colombe qui fut rattachée à La Flèche en 1866, porta, durant la Révolution, le nom de Montrouge.

## Histoire

### Préhistoire et Antiquité

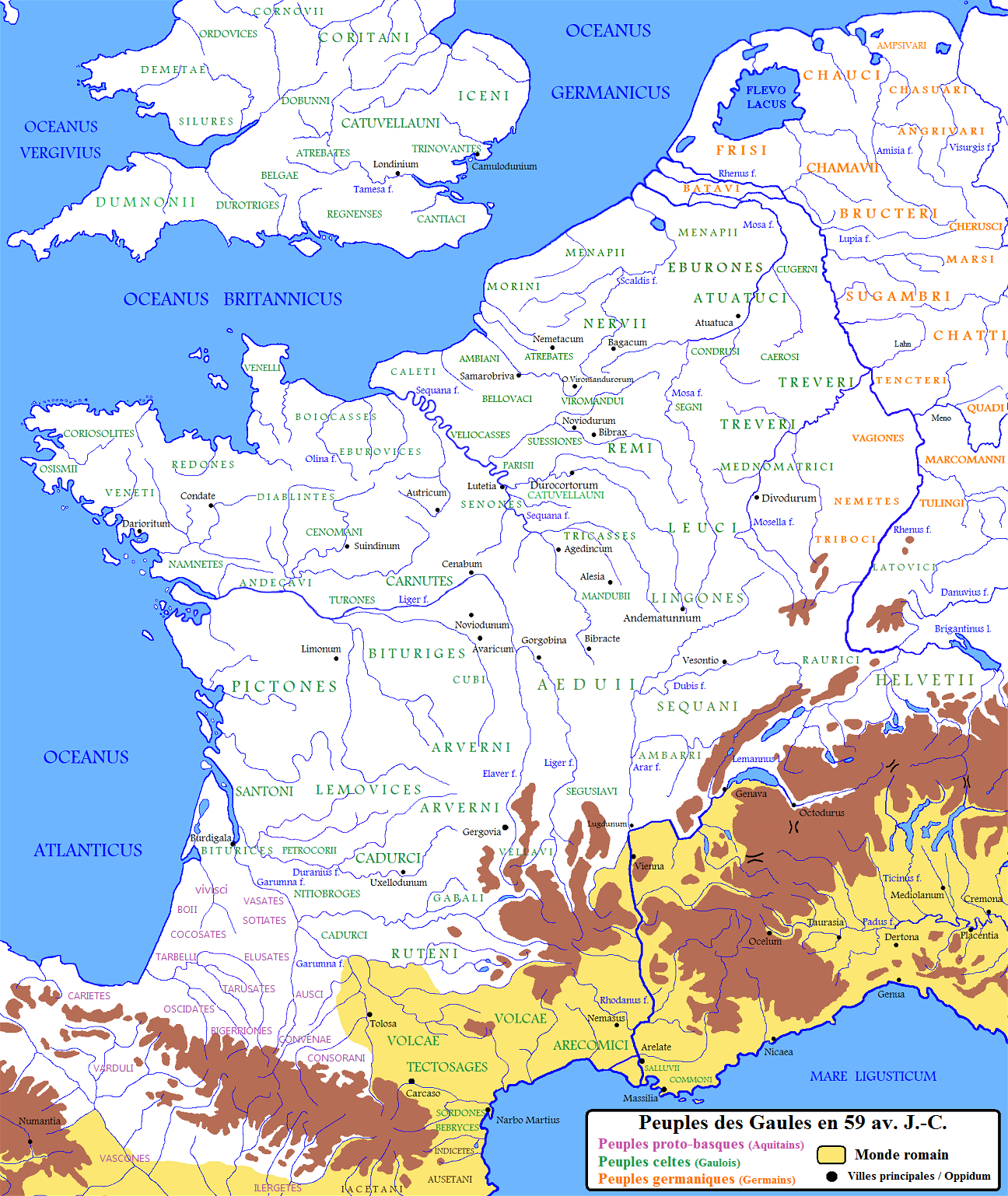
Les peuples gaulois avant la Conquête : La Flèche est située aux confins du territoire des Cénomans et de celui des Andécaves.

L'occupation humaine de la région semble très ancienne comme l'atteste la découverte d'outils néolithiques sur la commune de Cré-sur-Loir. Par ailleurs, la présence d'un grand nombre de mégalithes en Vallée du Loir tend à prouver une humanisation très ancienne et ininterrompue du pays fléchois.
Aux confins du territoire des Cénomans (le civitas cenomanorum) et de celui des Andécaves, le territoire actuel de La Flèche était rural. Une villa de l’époque gallo-romaine, c'est-à-dire une ferme importante, a été retrouvée sur le territoire de la commune, à l'emplacement de l'actuel quartier Saint-Jacques. Le rôle principal dans le pays fléchois était tenu par Cré, qui constituait un relais de la poste romaine, le Cursus publicus, sur la voie romaine du Mans à Angers. Cré demeure un lieu important jusqu'à l'époque carolingienne, puisqu'elle devient le chef-lieu d'une condita, circonscription administrative rurale comprise dans un pagus,,. Dans le même temps à La Flèche, la villa gallo-romaine donne peu à peu naissance à un village médiéval, dont l'église se trouve à l'emplacement de l'actuelle chapelle Notre-Dame-des-Vertus. D'autres sites de la périphérie fléchoise ont connu une occupation humaine très ancienne, ainsi que le montre la découverte d'une douzaine de sarcophages mérovingiens à proximité du coteau du Grand-Ruigné.

### De la fondation à la fin du Moyen Âge
La Flèche naît après l’an mil et voit rapidement son importance grandir. Vers 1050, Jean de Beaugency (vers 1047-95), fils cadet de Lancelin Ier seigneur de Beaugency et de Paula du Maine (dernière fille d'Herbert Eveille-Chien comte du Maine), recherche un site pour y construire un château dans son domaine de fissa, ou fisca. Il choisit d'établir sa forteresse sur une île du Loir, à l'emplacement de l'actuel château des Carmes. Il fait construire un pont afin de détourner une partie du trafic commercial allant de Blois à Angers par cet endroit. Passant au pied de la forteresse, les marchands seraient contraints de payer des droits de passage. Jean de Beaugency est considéré à ce titre comme le premier seigneur de La Flèche.
En 1078, La Flèche est assiégée par Foulques IV le Réchin, comte d'Anjou, soutenu par le duc Hoël II de Bretagne, qui reproche à Jean de Beaugency de soutenir les Normands, ennemis des comtes d'Anjou. Jean de Beaugency reçoit le soutien de Guillaume le Conquérant. Un cardinal et quelques religieux vont officier en tant que médiateurs et la paix est conclue avant même que les combats n'aient commencé. Cette paix ne scelle pas pour autant la réconciliation entre le seigneur fléchois et Foulques le Réchin, qui revient assiéger la forteresse en 1081 et finit par la prendre et la brûler. Jean de Beaugency passe alors à l'Anjou.
Son fils Hélie de la Flèche qui lui succède est le premier à porter le nom de ce lieu-dit. Il achète le comté du Maine à son cousin Hugues V d'Este vers 1090/1093 et contribue au développement de la ville, avec notamment la fondation de l'église et du prieuré Saint-Thomas en 1109, qu'il confie aux bénédictins de l'abbaye Saint-Aubin d'Angers. À sa mort, Hélie ne laisse qu'une fille, Erembourg, qui par son mariage vers 1110 avec Foulques V le Bel ou le Jeune d'Anjou (fils du Réchin et futur roi de Jérusalem) réunit définitivement le Maine à l'Anjou, et avec lui la seigneurie de La Flèche : ils sont les parents de Geoffroy V le Bel ou Plantagenêt (1113-51 ; comte d'Anjou et du Maine en 1129, duc de Normandie vers 1136/1144 par son mariage avec Mathilde d'Angleterre, la fille du roi d'Angleterre Henri Beauclerc) et les grands-parents d'Henri II Plantagenêt. La Flèche reste la propriété des Plantagenêt, comtes d'Anjou et rois d'Angleterre, jusqu'à la fin du XIIe siècle et son passage dans la famille des vicomtes de Beaumont-au-Maine . On ne sait pas avec certitude pourquoi eut lieu cette dévolution aux Beaumont, mais il est plausible que ce fut à l'occasion de l'alliance (vers 1212) entre Raoul VIII de Beaumont et une certaine Agnès, de famille inconnue mais que la tradition appelle de La Flèche et qu'on pense fille naturelle d'un Plantagenêt, par exemple Henri II ou ses fils Henri le Jeune, Richard Cœur-de-Lion, Jean sans Terre. Sous la domination des Plantagenêts, la seigneurie de La Flèche reçoit un certain nombre d'établissements religieux. Le prieuré Saint-André est fondé en 1171 par les moines de l'abbaye de Saint-Mesmin d’Orléans, sur des terres que leur avait cédé Henri II Plantagenêt, tandis que ce même Henri II établit l'abbaye Saint-Jean de Mélinais, située dans la forêt du même nom au sud-est de la ville, en 1180.
En 1230, alors que l'armée de Blanche de Castille (petite-fille maternelle d'Henri II ci-dessus) se rend en Bretagne pour y combattre les troupes du duc soutenu par Henri III d'Angleterre (autre petit-fils d'Henri II et d'Aliénor d'Aquitaine), son fils Saint-Louis, roi de France, séjourne pendant deux jours à La Flèche. Il se recueille devant la statue de « Notre-Dame-du-Chef-du-Pont », dont le nom vient de l'emplacement de la chapelle à l'entrée du pont des Carmes enjambant le Loir. Le sanctuaire fut également visité par Thomas Becket à peine un siècle plus tôt.
Le château de La Flèche est brûlé et bombardé par les Anglais en 1386. La forteresse est d'ailleurs assiégée plusieurs fois pendant la guerre de Cent Ans par ces mêmes Anglais, qui l'occupent jusqu'en 1418.

### Époque moderne

#### LeChâteau-NeufdeLa Flèche

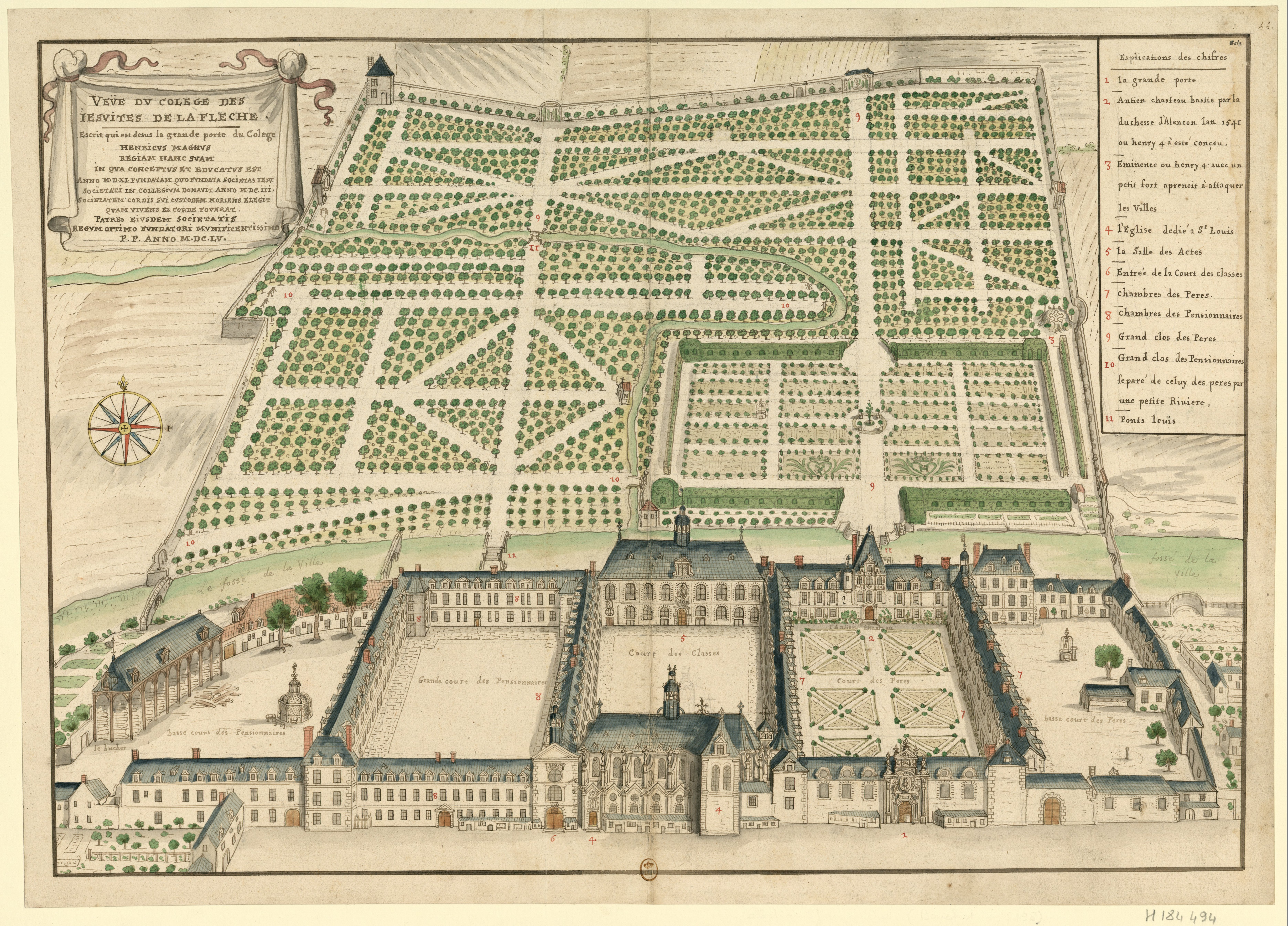
Le Collège Royal de La Flèche en 1695.

Jusqu'au milieu du XVIe siècle, La Flèche est une ville ignorée par ses seigneurs, qui n'y séjournaient pas ou très rarement : les vicomtes de Beaumont-au-Maine appartiennent alors aux familles de Brienne (Louis d'Acre, par son mariage vers 1253 avec Agnès de Beaumont, petite-fille d'Agnès et Raoul VIII ci-dessus), puis Chamaillard d'Anthenaise (Guillaume, par son mariage vers 1340 avec Marie de Brienne-Beaumont, arrière-arrière-petite-fille d'Agnès et Louis d'Acre), éteints dans les Alençon-Valois (le duc Pierre II, par son union en 1371 avec Marie Chamaillard, fille de Marie de Brienne et Guillaume Chamaillard) puis les Bourbon-Vendôme (le duc Charles de Vendôme, par son alliance en 1513 avec Françoise d'Alençon, arrière-arrière-petite-fille de Marie Chamaillard et Pierre II d'Alençon) jusqu'au roi Henri IV, fils d'Antoine de Bourbon et petit-fils de Françoise d'Alençon et Charles de Vendôme (cf. l'article Ste-Suzanne). Devenue veuve en 1537, Françoise d'Alençon décide de se retirer en sa seigneurie de La Flèche, venue de ses parents et qu'elle avait reçue en douaire de son mari Charles (IV) de Bourbon-Vendôme, où elle meurt en 1550. Le château féodal de La Flèche, bâti sur le Loir, est vétuste et sans confort après avoir été dévasté par les Anglais pendant la guerre de Cent Ans. Françoise d'Alençon fait alors entreprendre la construction d'une nouvelle demeure, le Château-Neuf, au nord de l'ancien château. En 1543, Françoise d'Alençon obtient de François Ier l'érection de plusieurs de ses baronnies, dont celle de La Flèche, en duché-pairie sous le nom de duché de Beaumont. À sa mort en 1550, son fils Antoine de Bourbon, père d'Henri IV, hérite de ses possessions, et notamment du Château-Neuf de La Flèche où le futur roi de France séjourne à plusieurs reprises au cours de sa jeunesse.
En 1589, année de l'accession d'Henri IV au trône de France, La Flèche, fief des Bourbons, est prise par Lansac, capitaine ligueur catholique. La ville est reprise quelques jours plus tard par le marquis de Villaines.

#### HenriIVet Fouquet de La Varenne, bienfaiteurs deLa Flèche

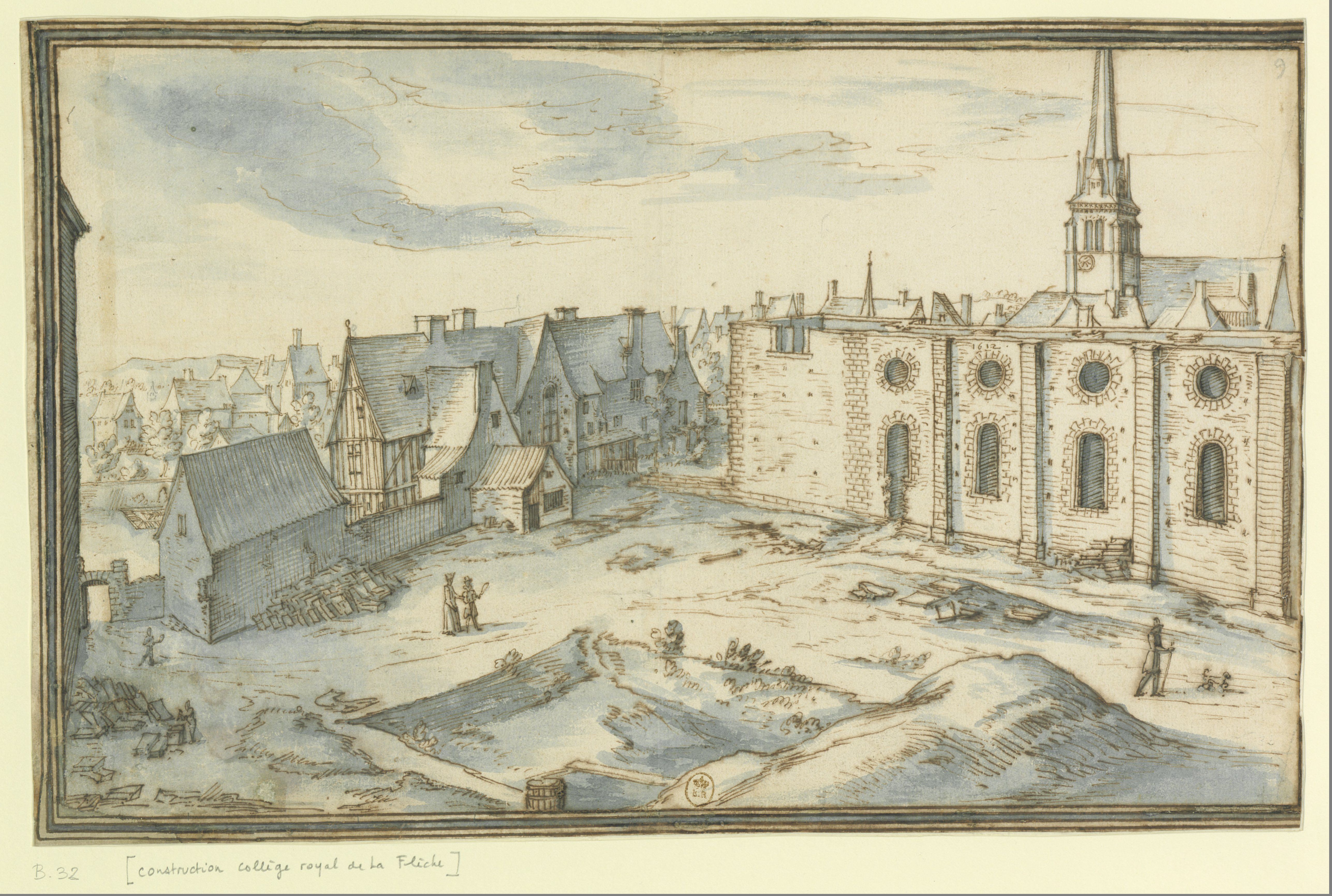
La construction du Collège royal, dessin d'Étienne Martellange en 1612.

Issu d'une famille bourgeoise de La Flèche, Guillaume Fouquet de La Varenne entre au service de Catherine de Bourbon, la sœur du futur roi Henri IV, en 1578. Deux ans plus tard, il devient portemanteau de celui qui n'est encore que le roi de Navarre. Jusqu'à l'assassinat d'Henri IV en 1610, Guillaume vit dans l'ombre du roi en prenant une part active aux événements importants du règne et en devenant l'un de ses plus fidèles conseillers.
La fin du XVIe siècle et le début du XVIIe siècle marquent le renouveau de la cité fléchoise. Seigneur de La Varenne (probablement la Garenne ou le Bois des Sars, dans le nord de la commune et à Bousse), devenu gouverneur de la ville et capitaine du château de La Flèche en 1589 (gouverneur-capitaine héréditaire en 1604), Guillaume Fouquet de La Varenne (1560-1616) dirige des travaux d’embellissement et de transformation de la ville : les fortifications sont restaurées entre 1593 et 1596, le pont sur le Loir est reconstruit entre 1595 et 1600, le pavage des rues est entrepris à partir de 1597. Il instaure des foires franches, exemptes de droits féodaux, et accorde aux Fléchois le droit d’apetissement sur les vins et boissons vendus intra muros. À une date indéterminée il devient le premier seigneur engagiste de La Flèche, et il l'est aussi de la baronnie de Ste-Suzanne en septembre 1604. Premier marquis de La Varenne en 1616, il construit à la Flèche le château de la Varenne, magnifique demeure entre le Loir, l'actuelle Grande-Rue et la rue de la Tour d'Auvergne. En 1595, Henri IV signe l'édit d'érection d'un siège présidial concentrant les affaires de Beaumont, Château-Gontier, Mamers, Sainte-Suzanne et Le Lude, ainsi que l'instauration de la cour prévôtale de La Flèche,.
Le 3 septembre 1603, Henri IV signe l'édit de Rouen qui autorise le retour des Jésuites en France, puis décide de leur céder son Château-Neuf de La Flèche afin qu'ils y créent un collège : c'est la naissance du collège royal Henri-le-Grand, qui accueille notamment dans ses murs celui qui deviendra un grand philosophe, René Descartes, ainsi que le futur premier évêque de Québec, François de Montmorency-Laval.
Par l'édit de Fontainebleau en 1607, Henri IV confirme son attachement pour le collège de La Flèche, en indiquant qu'il souhaite que son cœur soit prélevé sur sa dépouille après sa mort, puis placé dans l'église de ce collège. Au lendemain de la mort du roi, Guillaume Fouquet de La Varenne rappelle à la reine Marie de Médicis la promesse qu'avait faite Henri IV. Le cœur du défunt roi est alors confié aux Jésuites et apporté à La Flèche où le cortège fait son entrée au matin du 4 juin 1610, commandé par le duc de Montbazon. Une cérémonie est donnée en l'église Saint-Thomas avant que le cœur soit transféré vers le collège royal. En juin 1611, afin de célébrer l'anniversaire du transfert du cœur du roi au Collège de La Flèche, les pères jésuites organisent la Henriade, une fête de trois jours pendant laquelle une procession, une pièce de théâtre présentant la France en habit de deuil se recueillant sur le tombeau du roi, ainsi que la lecture de compositions en prose ou en vers entretiennent le souvenir d'Henri IV.
Le développement du collège se poursuit. En 1612, Marie de Médicis envoie le père Étienne Martellange à La Flèche afin qu'il préside à l'achèvement des travaux de l'église, dont les dépenses sont acquittées sur le trésor royal. Le 3 septembre 1614, le jeune Louis XIII et la régente se rendent à La Flèche et sont accueillis au Collège royal. Une fête somptueuse est ensuite organisée par Guillaume Fouquet, au cours de laquelle un ballet regroupant 800 danseurs est présenté au château de la Varenne. En septembre 1615, le roi établit la municipalité de La Flèche par un édit. En 1616, les terres de la Varenne sont réunies puis érigées en marquisat.

#### La Flèche et la fondation de Montréal

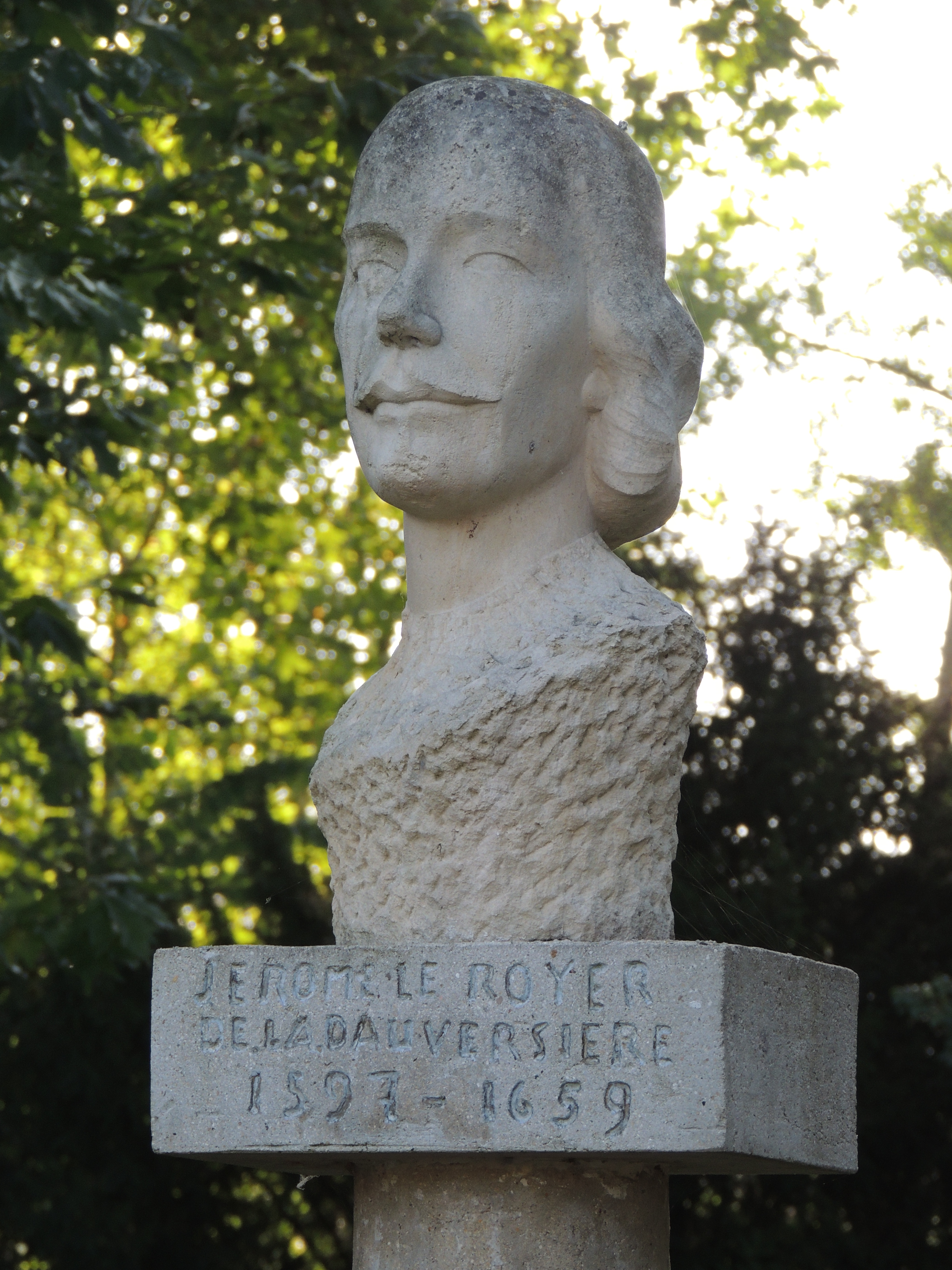
Buste de Jérôme Le Royer, sieur de La Dauversière, à l'entrée du parc des Carmes.

En 1597, Jérôme Le Royer de la Dauversière naît à La Flèche. Élève au collège des Jésuites, il est passionné par les récits que font les missionnaires jésuites de leur séjour en Nouvelle-France. Il succède ensuite à son père dans la charge de receveur des tailles. Le 2 février 1630, alors qu'il prie devant la statue de Notre-Dame-du-Chef-du-Pont de l'ancienne chapelle du château des Carmes, il se sent appelé à fonder une congrégation religieuse hospitalière au service des pauvres pour se rendre en Nouvelle-France. Quelques années plus tard, il rencontre Marie de La Ferre, avec qui il fonde la congrégation des Hospitalières de Saint-Joseph le 18 mai 1636,.
En 1640, il obtient de Jean de Lauzon qu'il lui cède la propriété de l'île de Montréal. L'année suivante, avec Jean-Jacques Olier et Pierre de Fancamp, il fonde la Société Notre-Dame de Montréal destinée à fonder une ville fortifiée en Nouvelle-France dans le but d'y instruire les peuples indiens. Il rencontre à Paris Paul de Chomedey de Maisonneuve qui accepte de s'engager avec lui et de financer son projet. Jérôme Le Royer et les autres membres de la Société Notre-Dame cherchent alors à recruter des hommes prêts à s'embarquer,.
Du Port Luneau de La Flèche, une cinquantaine d'hommes prennent le départ en juillet 1641 pour la Nouvelle-France, via Nantes et La Rochelle, sous le commandement de Maisonneuve. Quelques sœurs hospitalières de Saint-Joseph, dont Jeanne Mance, embarquent en leur compagnie afin d'y créer l'Hôtel-Dieu de Montréal. Arrivés à Québec, les colons y passent l'hiver, avant de remonter le Saint-Laurent. Ils atteignent l'île de Montréal le 17 mai 1642, où ils fondent Ville-Marie,. À la fin de l'année 1651, Maisonneuve revient en France dans le but d'y recruter suffisamment d'hommes pour assurer la pérennité de Ville-Marie. C'est ainsi qu'on assiste à La Flèche, du 23 mars au 17 mai 1653, à l’engagement de plus d'une centaine d'hommes pour la Nouvelle-France, dans ce qu'on a appelé la « Grande Recrue »,. Ces hommes étaient, pour la plupart, originaires de La Flèche même ou des villages voisins. Sur les 121 engagés fléchois, seuls 71 prennent le départ de Saint-Nazaire le 20 juin. Jérôme Le Royer ne se rendra jamais en Nouvelle-France, mais il reste bien l'instigateur de la fondation de Ville-Marie, devenue Montréal.
De 1959 à 1971, la banlieue Sud de Montréal abritait la cité de Laflèche, familièrement connue sous l'appellation de ville Laflèche.

#### La FlècheduXVIIeauXVIIIesiècle

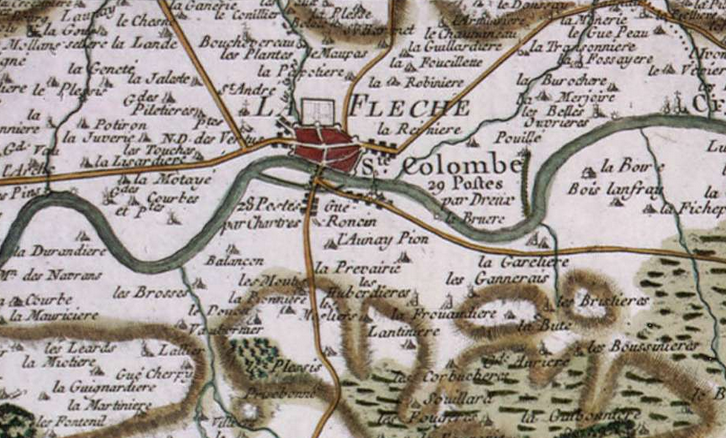
La Flèche et ses environs sur la carte de Cassini.

La sénéchaussée de La Flèche en Anjou au XVIIIe siècle.

Aux XVIIe et XVIIIe siècles, La Flèche est connue pour sa dévotion et surnommée la « Sainte-Flèche », en raison de la présence de nombreux couvents sur son territoire. À cette époque, on compte une douzaine de congrégations à La Flèche, en dehors des Jésuites, pour un nombre de 300 religieux, hommes et femmes, à la fin du XVIIe siècle. Installés dans une vieille bâtisse à proximité des remparts de la ville, la communauté des Pères Carmes obtient le 1er décembre 1640 la cession du vieux château féodal de La Flèche de la part du roi Louis XIII. Les Visitandines s'installent à La Flèche en 1646 et fondent un monastère, qui devient l'hôpital de la ville au lendemain de la Révolution.
Les relations entre les Jésuites et les seigneurs de la ville se tendent à plusieurs reprises au cours du XVIIe. À partir de 1630, un conflit oppose René Ier Fouquet de La Varenne (1586-1656), deuxième fils de Guillaume ci-dessus et deuxième marquis de La Varenne, aux Pères jésuites, en raison du droit réclamé par René de pêcher dans les douves du Collège et de son refus de payer aux Jésuites les 12 000 livres que son père Guillaume leur avait laissées par testament. Devant l'intransigeance des Jésuites, René et ses gentilshommes prennent les armes, ce qui entraîne la fermeture du Collège pendant plusieurs jours. Après quatre années d'affrontement judiciaire, le conflit est réglé par le paiement d'une somme de mille écus de la part des Jésuites envers le marquis, mettant fin ainsi à un épisode qui avait pris le nom de « guerre des grenouilles ».
Les barons engagistes de La Flèche et de Sainte-Suzanne, marquis de La Varenne, continuent dans la descendance de René Ier Fouquet de La Varenne jusqu'à la Révolution : ses fils et fille René II († 1697 en duel), Claude (1635-1699) et Catherine-Françoise (vers 1625-1661 ; x 1644 Hubert de Champagne 2e marquis de Villaines-la-Juhel), puis leurs descendants Choiseul-Praslin, Anne-Marie de Champagne (1712-1783), fille aînée du marquis René-Brandelis et petite-fille du marquis Hubert, ayant marié en 1732 César-Gabriel de Choiseul duc de Praslin (1712-85), d'où postérité (cf. Villaines).
Le 12 avril 1643, conformément au souhait d'Henri IV, le cœur de Marie de Médicis est transféré à La Flèche et rejoint celui de son ancien époux dans la chapelle du Collège royal.

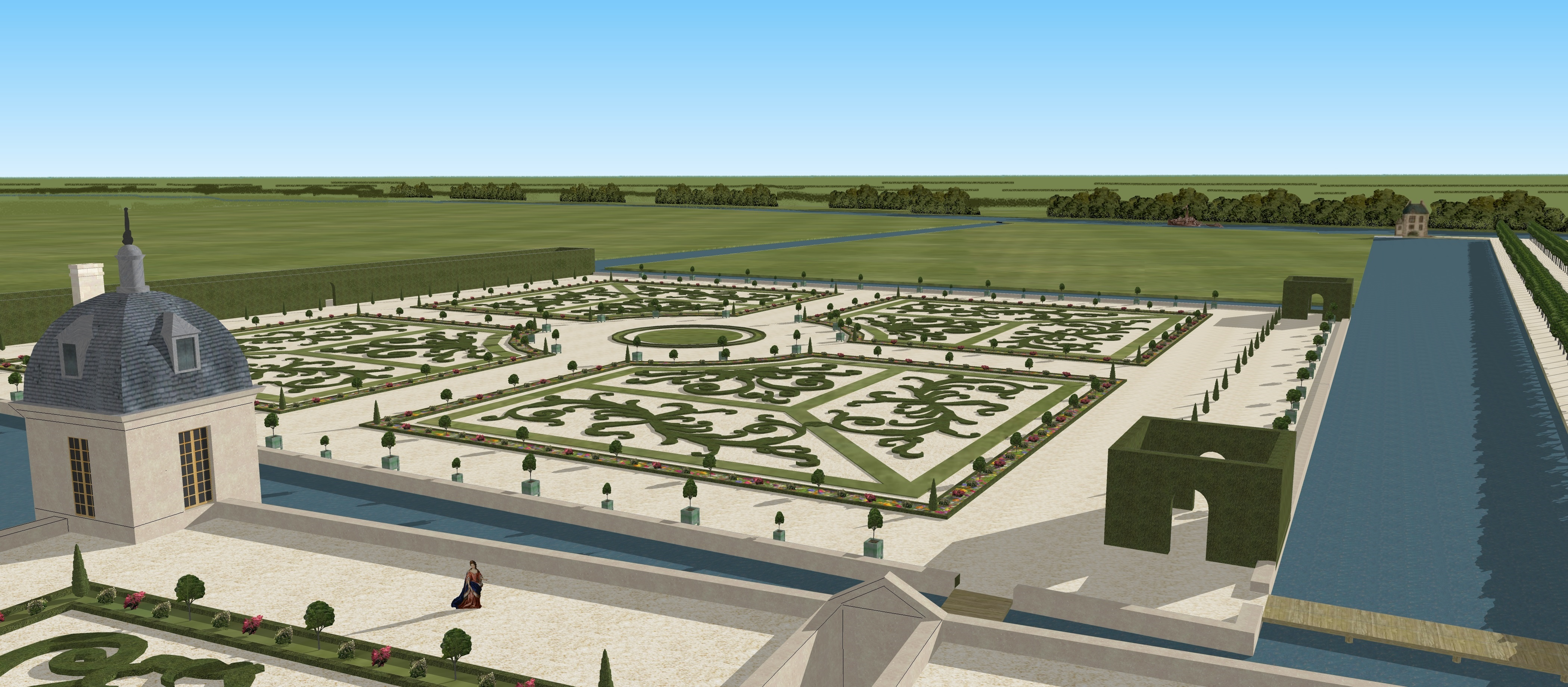
Restitution de la vue sur le grand parterre du château de La Flèche (Sarthe), vers 1695, d'après le dessin de Boudan.

Entre 1648 et 1649, le petit-fils d'Henri IV et de Gabrielle d'Estrées, François de Vendôme dit « le Roi des Halles », est caché au presbytère de La Flèche par le curé de Saint-Thomas, Pierre Hamelin, après s'être évadé du château de Vincennes où il était enfermé depuis cinq ans pour avoir pris part à la cabale des Importants de 1643 contre le cardinal Mazarin.
La Flèche se trouve à la tête d’un itinéraire reliant le Perche à la vallée de la Loire, par la vallée du Loir. Ce trafic existe encore au début du XIXe siècle, avec des cargaisons composées de bois de la forêt de Bercé, de matériaux de construction et de vins de l’Anjou.
En 1762, le collège de La Flèche est fermé, comme tous les autres établissements jésuites de France, après l'expulsion de la Compagnie de Jésus du royaume. La direction du collège est alors confiée à un groupe d'abbés. En 1764, des lettres patentes du roi Louis XV y établissent une école de cadets préparatoire à l'École royale militaire du Champ de Mars. En 1776, Louis XVI confie la direction de l'établissement aux Doctrinaires sous le nom de « Collège royal et académique ». Les anciennes halles en bois sont reconstruites en pierre à deux reprises, en 1737 et 1772, afin d'y établir l'hôtel de ville.
Au début du XVIIIe siècle, La Flèche compte 5 200 habitants. À la fin de l'Ancien Régime, La Flèche est une sénéchaussée secondaire de la province d'Anjou, dépendante de la sénéchaussée principale d'Angers dans la généralité de Tours. L'élection de La Flèche s'étendait sur une centaine de paroisses.

### La Révolution et l'Empire

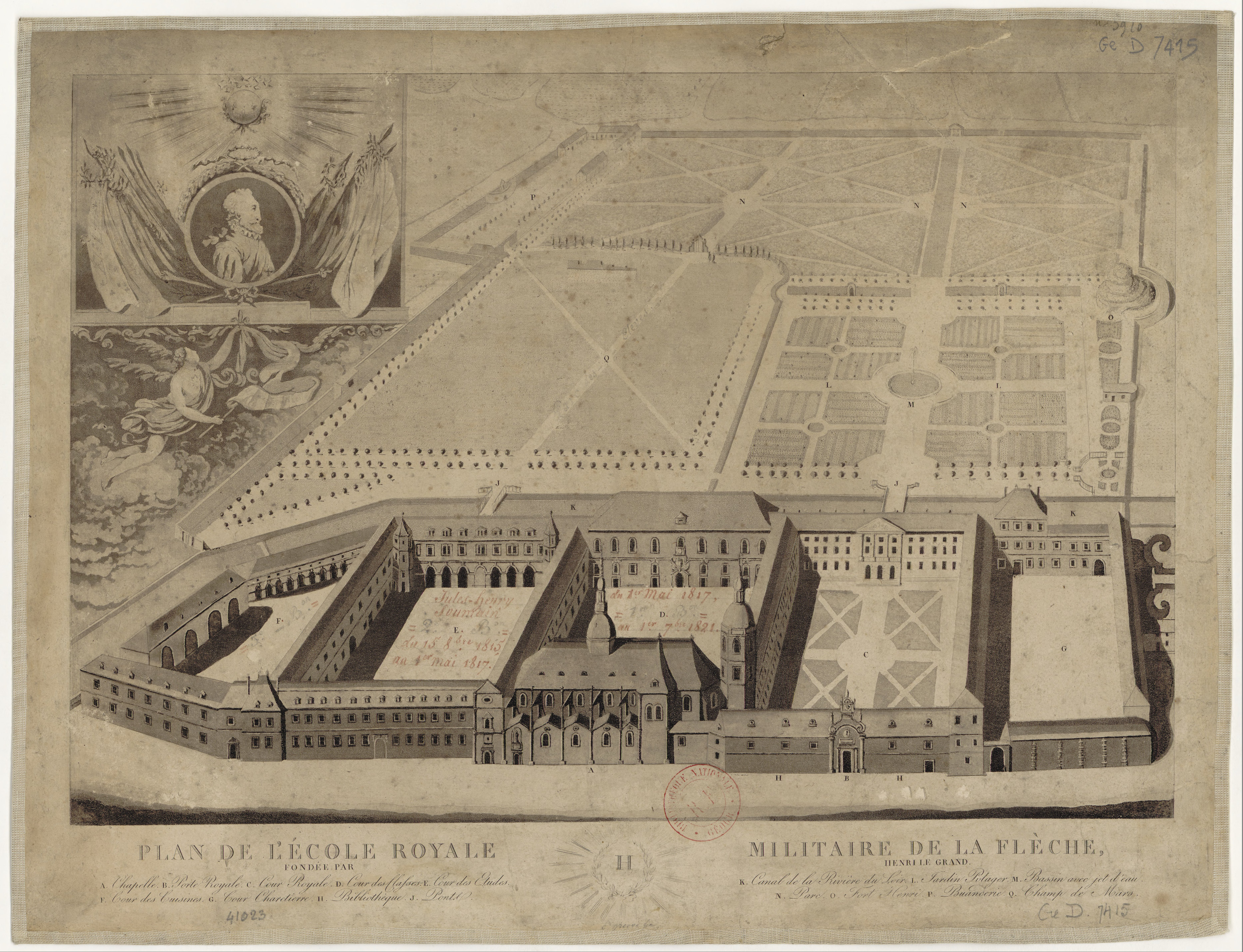
Plan ancien de l'École militaire de La Flèche.

Lors de la création des départements français en 1790, La Flèche, comme dix-sept autres paroisses de l'ancienne province de l'Anjou, est rattachée au département de la Sarthe. Ce nouveau département est divisé en neuf districts, dont celui de La Flèche. Après la loi du 28 pluviôse an VIII qui institue les arrondissements, La Flèche devient une sous-préfecture de la Sarthe.
Pendant les premières années de la Révolution, La Flèche est peu touchée par les évènements révolutionnaires, car bien que traversée par la route royale de Paris à Nantes, la ville reste à l'écart des grands courants. La guillotine est utilisée une seule fois à La Flèche, le 28 novembre 1792. L'année 1793 est marquée par le début de l'insurrection vendéenne en réponse à la levée en masse décidée par la Convention le 23 février. Le 17 mars, le département de la Sarthe demande aux Fléchois de marcher contre la Vendée. Trois compagnies de gardes nationaux quittent ainsi la ville dès le lendemain pour rejoindre les contingents du Lude et de Baugé et poursuivre leur marche en direction de Saumur. Le 24 juin, cinq cavaliers royalistes sèment la panique en ville et brûlent l'arbre de la liberté. En septembre, la suppression du collège de La Flèche en tant qu'école militaire est décidée. Un atelier de cordonniers travaillant pour l'armée y est installé dans les jours qui suivent. Le 24 septembre 1793, les cœurs royaux d'Henri IV et de Marie de Médicis, conservés dans l'église Saint-Louis, sont jetés au bûcher sur ordre du représentant en mission Didier Thirion. Le docteur Charles Boucher, chirurgien à La Flèche, recueille les cendres que ses héritiers restituent au Prytanée militaire en 1814.
Les Fléchois assistent au passage des Vendéens à deux reprises lors de la Virée de Galerne. À son retour de Normandie, l'armée vendéenne séjourne à La Flèche le 1er décembre lors de la préparation du siège d'Angers. Repoussés par les troupes républicaines les 3 et 4 décembre, les Vendéens battent en retraite en direction de La Flèche, où ils parviennent le 8 décembre 1793. La défense de la ville était assurée par les hommes du général Chabot qui avait également détruit une des arches du pont sur le Loir. Les Vendéens, commandés par La Rochejaquelein, contournent la ville en franchissant le Loir au niveau d'un gué, avant d'attaquer les troupes républicaines de Chabot. Pris à revers, les républicains s'enfuient. Les Vendéens rétablirent le pont et séjournèrent quelques jours à La Flèche, le temps de se refaire avant de repartir en direction du Mans le 10 décembre et de détruire le pont derrière eux. Néanmoins le même jour, le général Westermann reprend la ville et écrase l'arrière-garde des royalistes. Les blessés et les malades vendéens laissés à La Flèche sont massacrés par les soldats. Selon les généraux républicains environ 1 000 Vendéens meurent à La Flèche ou ses environs.
Napoléon Ier décide de transférer le Prytanée militaire de Saint-Cyr dans l'ancien collège de La Flèche par un décret impérial rendu à Saint-Cloud le 24 mars 1808. Le transfert devient effectif au mois de juin suivant.
Après la seconde abdication de Napoléon en 1815, La Flèche est occupée pendant plusieurs semaines entre juillet et août par les troupes prussiennes du 10e régiment de hussards.

### LeXIXesiècle(1815-1914)

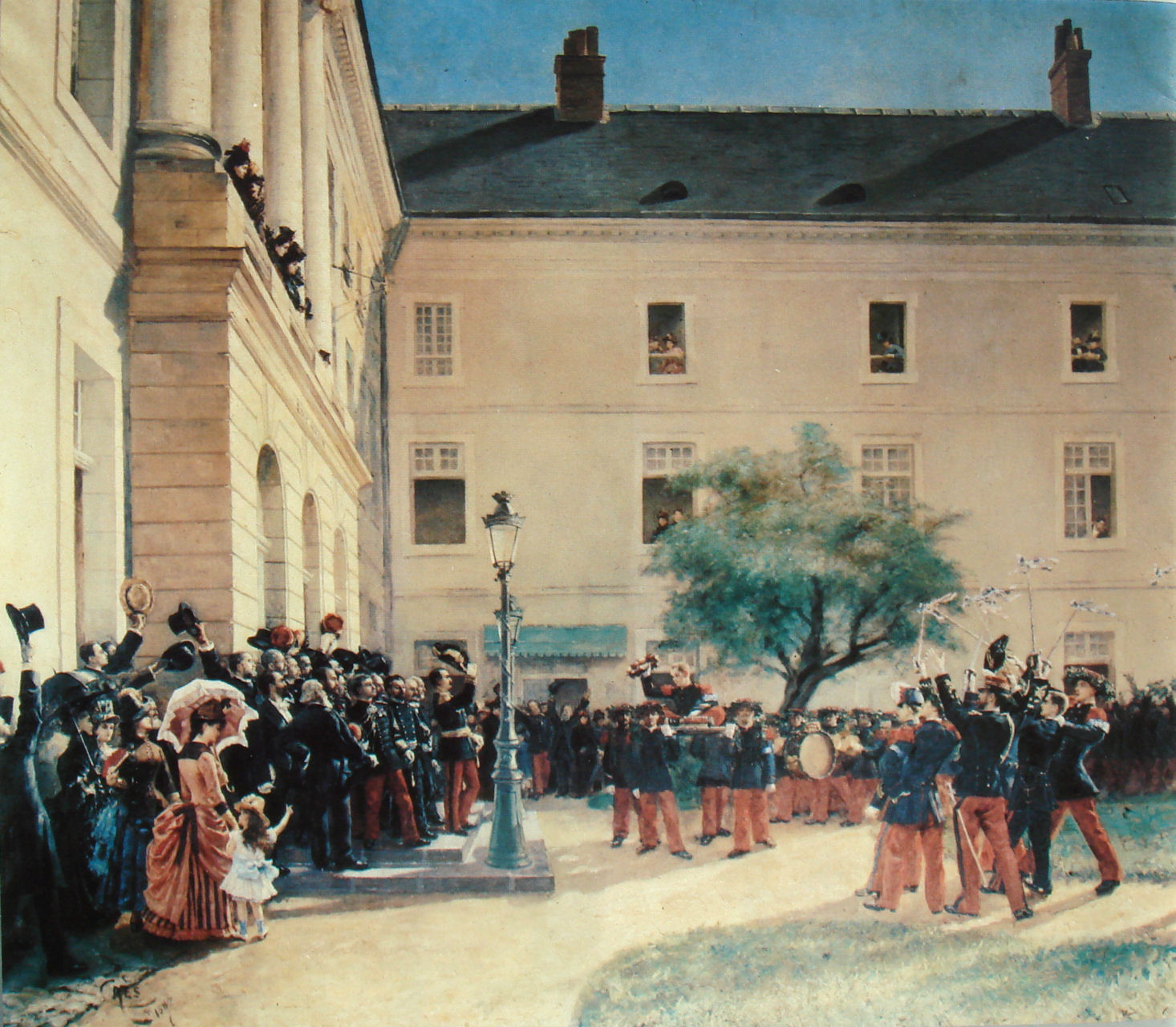
Le Triomphe du Prix d'Honneur, par Charles Crès, 1887.

La ville se modernise au cours du XIXe siècle. Sous le mandat de François-Théodore Latouche, de grands travaux d'urbanisme sont entrepris : le pont des Carmes est reconstruit, l'aménagement des quais et du centre-ville est achevé, le « boulevard du Centre », actuel boulevard Latouche, est percé. C'est en 1857 que la statue en bronze d'Henri IV, réalisée par le sculpteur Jean-Marie Bonnassieux, est érigée au centre de la place qui porte désormais son nom. En 1866, la commune de Sainte-Colombe est intégrée à celle de La Flèche. Les Fléchois assistent à l'arrivée du gaz pour l'éclairage en 1869 et à celle du téléphone en 1897. En 1901, le premier réseau de distribution d'eau potable est inauguré.
Le chemin de fer arrive à La Flèche en 1871 avec l'ouverture de la ligne d'Aubigné et la construction de la gare. Au début du XXe siècle, la commune était une étoile ferroviaire, ce qui permit le développement du quartier de la gare sur la rive gauche du Loir. Les cinq branches de cette étoile, gérées par la compagnie de Paris à Orléans, se dirigeaient vers Sablé, La Suze, Aubigné, Angers et Baugé. Quelques années après l'arrivée du train, il fut décidé la construction de la ligne de tramway entre Cérans-Foulletourte et La Flèche afin d'établir une liaison directe entre Le Mans et la commune. Cette ligne fut mise en service le 27 juin 1914 par la compagnie des Tramways de la Sarthe.
La présence du Prytanée, qui comptait environ 400 élèves au début du XXe siècle, et de la caserne de la Tour-d'Auvergne, inaugurée en 1877, donnaient à la ville une vocation militaire. La caserne vit se succéder plusieurs bataillons, dont le 3e bataillon du 117e RI, en garnison de 1900 à 1902, puis de 1907 jusqu'au début de la Première Guerre mondiale.

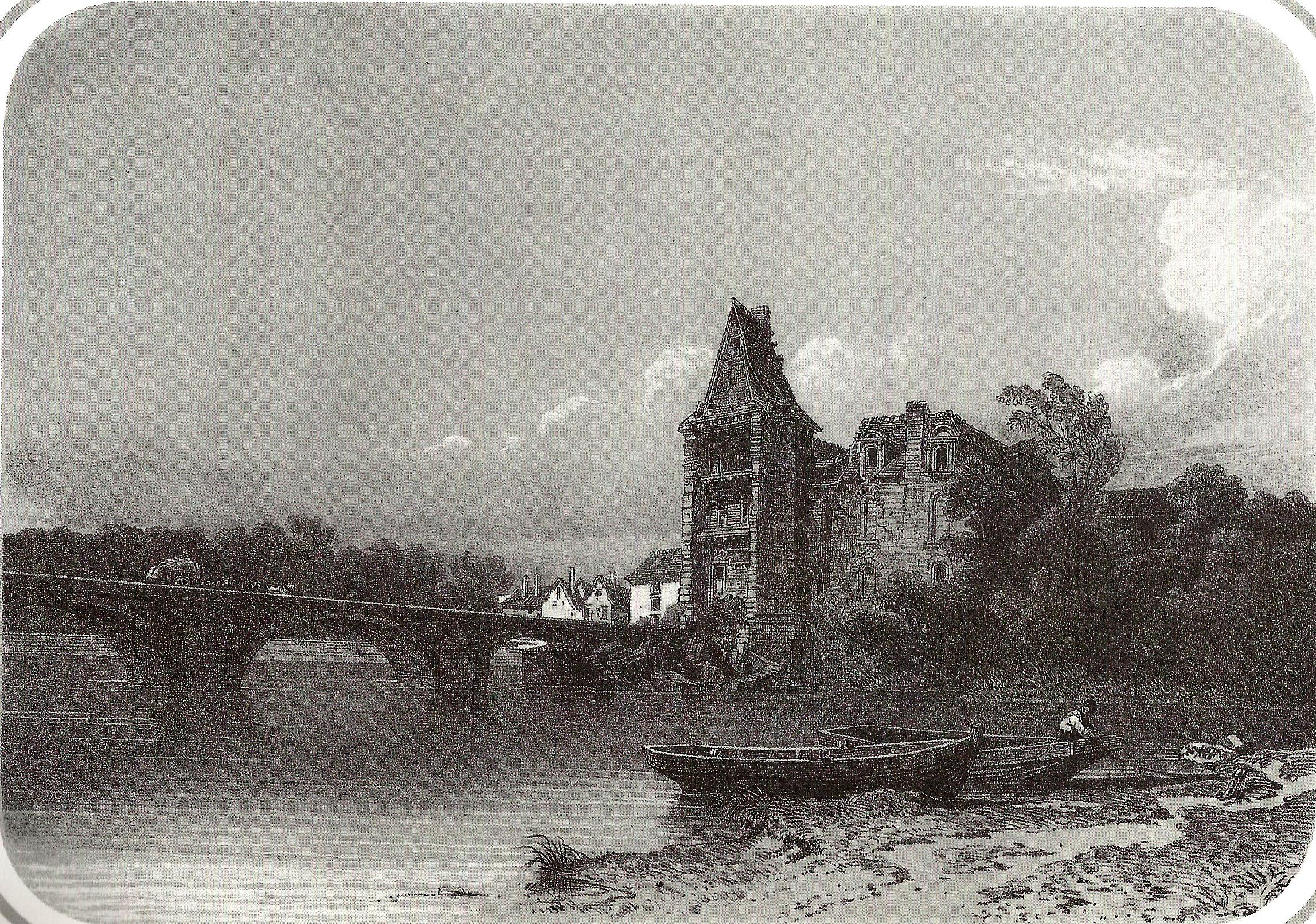
Reste du château de La Flèche, gravure de Thomas Drake, 1856.

Lors de la guerre franco-allemande de 1870, une ambulance est établie au Prytanée afin de soigner les blessés. Elle accueille jusqu'à 670 blessés à la fin de l'année 1870. L'armée prussienne atteint La Flèche et Saint-Germain-du-Val le 19 janvier 1871. Quelques combats ont lieu dans la région au cours des premiers jours de l'occupation, coûtant notamment la vie d'un élève du Prytanée.
Le 1er juin 1901, le président de la République Émile Loubet se rend à La Flèche pour une visite officielle au cours de laquelle il découvre le Prytanée, avant d'inaugurer le service de distribution d'eau potable de la ville.
Peu après la mort de son propriétaire Émile Bertron-Auger en 1906, le château des Carmes est mis en vente. Un marchand de biens en fait l'acquisition le 30 septembre 1907, sous réserve de le rétrocéder à la ville de La Flèche lorsque celle-ci en manifesterait le désir. En attendant l'acquisition effective du château, les conseillers municipaux fléchois élaborent plusieurs projets d'utilisation des nouveaux locaux, dont l'installation d'une école publique de filles, ce que la préfecture refuse. L'accord concernant le rachat du château des Carmes par la mairie est ratifié par les élus le 27 mars 1909. Il est alors décidé d'y transférer les locaux de la mairie, qui étaient jusqu'alors située dans l'ancienne Halle-au-Blé.

### Époque contemporaine (1914 à nos jours)

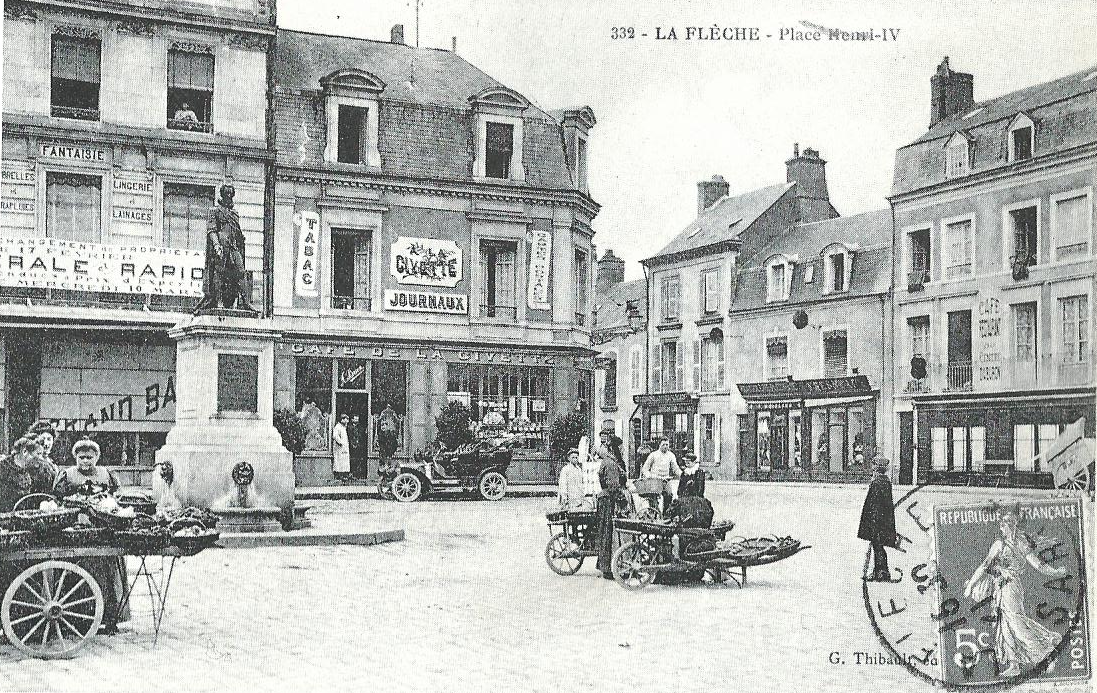
La place Henri-IV au début du XXe siècle.

#### Première Guerre mondiale
Le dimanche 2 août 1914, au lendemain de l'ordre de mobilisation générale, de nombreux Fléchois assistèrent au départ par train spécial du bataillon du 117e régiment d'infanterie en garnison à la caserne de La Tour-d'Auvergne depuis 1907. Le docteur René Buquin, maire depuis 1912, est également concerné par la mobilisation de l’armée française. Le commandant André assura dès lors les fonctions de maire par intérim. Pendant les quatre années du conflit, La Flèche accueillit de nombreux réfugiés en provenance des régions touchées par les combats. Plusieurs hôpitaux temporaires furent également mis en place à destination des blessés revenant du front. La Première Guerre mondiale coûta la vie à 339 Fléchois. Un monument aux morts fut dressé en leur honneur et inauguré le 27 mai 1923 en présence du maréchal Foch.

#### Entre-deux-guerres
Le 1er mars 1919, le château des Carmes, qui abritait l'hôtel de ville, est ravagé par un violent incendie. Il est reconstruit quelques années plus tard et les bureaux de la mairie y sont installés à l'automne 1928. La ville se modernise avec la poursuite des travaux d'adduction d'eau et l'installation de l'électricité : les principales rues de la ville sont équipées au début de l'année 1923.
En 1921, les bâtiments désaffectés de la caserne de la Tour d'Auvergne sont annexés au Prytanée afin de faire face à l'augmentation du nombre d'élèves au sein de l'école militaire. Ces bâtiments sont renommés « quartier Gallieni » en 1944.
Le déclin du rail à La Flèche s'amorce dès les années 1930. La ligne de tramway Foulletourte-La Flèche est supprimée le 31 décembre 1932, seulement dix-huit ans après sa mise en service ; en 1938, c'est le tour des lignes La Flèche-Aubigné, La Flèche-Sablé et La Flèche-Angers.

#### Seconde Guerre mondiale

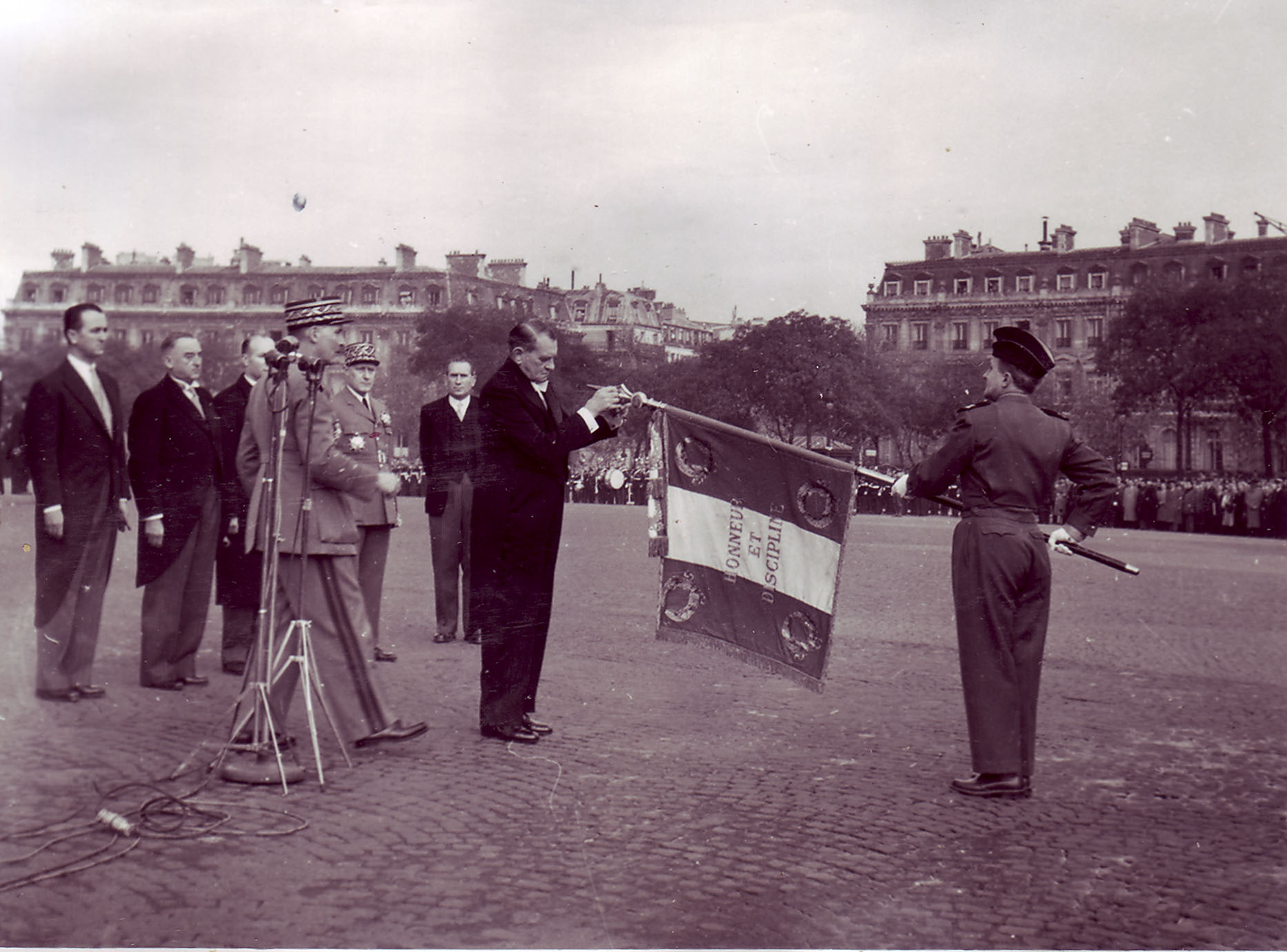
Le président René Coty remet la croix de guerre des TOE au drapeau du Prytanée national militaire en 1954.

Le mercredi 19 juin 1940, les Allemands font leur entrée dans La Flèche et en organisent l'occupation dès le lendemain, en installant la kommandantur à l'hôtel de ville. Le 22 juin, les soldats allemands du 615e régiment d'artillerie arrivent en garnison à La Flèche, où ils resteront onze mois. De nombreux immeubles sont réquisitionnés pour loger les occupants ou y installer leurs services : le foyer du soldat, le « Soldatenheim », est installé dans un immeuble de la Grande-Rue ; les bureaux de l'organisation Todt dont le quartier général se situait au château de Mervé, sur la commune de Luché-Pringé, sont installés rue Saint-Jacques. En avril 1942, on dénombrait 364 prisonniers de guerre fléchois retenus en Allemagne. Le STO, organisé par le régime de Vichy après l’échec de la relève, requiert le départ de 56 Fléchois pour l'Allemagne en 1943.
L'avancée de l'armée allemande oblige élèves et professeurs à évacuer le Prytanée le 16 mai 1940 pour s'installer provisoirement à Billom, puis à Valence. En septembre 1942, le « Petit Prytanée », qui regroupe les classes de la 6e à la 1re, s'exile à Briançon. Le « Grand Prytanée » (classes préparatoires) retrouve ses locaux fléchois en octobre 1943, tandis que le Petit Prytanée demeure à Briançon jusqu'en janvier 1945.
La Flèche est la cible de plusieurs attaques aériennes de la part des Alliés à partir du mois de juin 1944. Les infrastructures de transport sont particulièrement visées : la gare est ainsi bombardée les 8 et 13 juin, puis le 4 juillet. Dans la soirée du 7 août 1944, deux cheminots fléchois font dérailler un train dans la forêt du Mélinais, sur la ligne La Flèche-Saumur. Les Allemands quittent La Flèche dans la nuit du 7 au 8 août. La ville est définitivement libérée le 10 août 1944 par l'armée américaine.
Les combats ne cessent pas immédiatement dans la région. Le 11 août, le sous-lieutenant Paul Favre, professeur-adjoint au Prytanée, meurt sous les balles allemandes au cours d'une opération organisée par le commandant Tête, médecin au Prytanée, accompagné de plusieurs FFI. Les résistants avaient été avertis que les Allemands se rassemblaient dans un bois situé à quelques kilomètres du bourg de Thorée-les-Pins pour y détruire des munitions.
Le conseil municipal fléchois est suspendu le 21 août 1944 et remplacé par une délégation provisoire chargée des affaires communales. La délégation, composée de seize personnes, se réunit trois jours plus tard et choisit pour président le docteur Jean Lhoste, alors en déportation. La délégation provisoire gérera la ville durant huit mois, jusqu'aux élections municipales d'avril-mai 1945.

#### L'après-guerre
En 1961, la municipalité fléchoise fait l'acquisition des dix-sept hectares du domaine du château de Bouchevereau, sur lesquels le ministère de l'Éducation nationale fait édifier une cité scolaire rassemblant divers établissements. Bâtie en plusieurs tranches durant six années, la cité scolaire de Bouchevereau est inaugurée par le ministre Edgar Faure le 3 mars 1969.
Le 1er janvier 1965, La Flèche poursuit son expansion territoriale, avec l'annexion des communes de Verron et Saint-Germain-du-Val, un siècle après Sainte-Colombe.
La fermeture de la ligne La Flèche-Le Mans en avril 1970 marque la fin du transport des voyageurs par voie ferroviaire à La Flèche. La construction d'une rocade au sud-ouest de la ville afin de désengorger le centre-ville est entreprise en 1982. Les travaux de la nouvelle voie, impliquant la construction d'un nouveau pont sur le Loir, le troisième de la ville, durent trois années. La rocade est inaugurée le 19 décembre 1985 sous le nom d'avenue Charles-de-Gaulle.
À la fin du XXe siècle, La Flèche s'engage dans une politique de modernisation et d'embellissement de la ville. La municipalité lance de grands travaux d'urbanisme, avec notamment l'extension de la mairie entre 1993 et 1994, la construction de la gare routière en 1997, la rénovation de la Grande Rue en 1999 et celle de la place Henri IV l'année suivante, le fleurissement de la ville ou encore l'aménagement d'une base de loisir au bord du lac de la Monnerie en 2000. Ces travaux d'aménagement urbain se sont poursuivis avec la rénovation des façades de l'église Saint-Thomas en 2010 puis les travaux de restauration de la Halle au Blé au cours de l'année 2012.

## Politique et administration

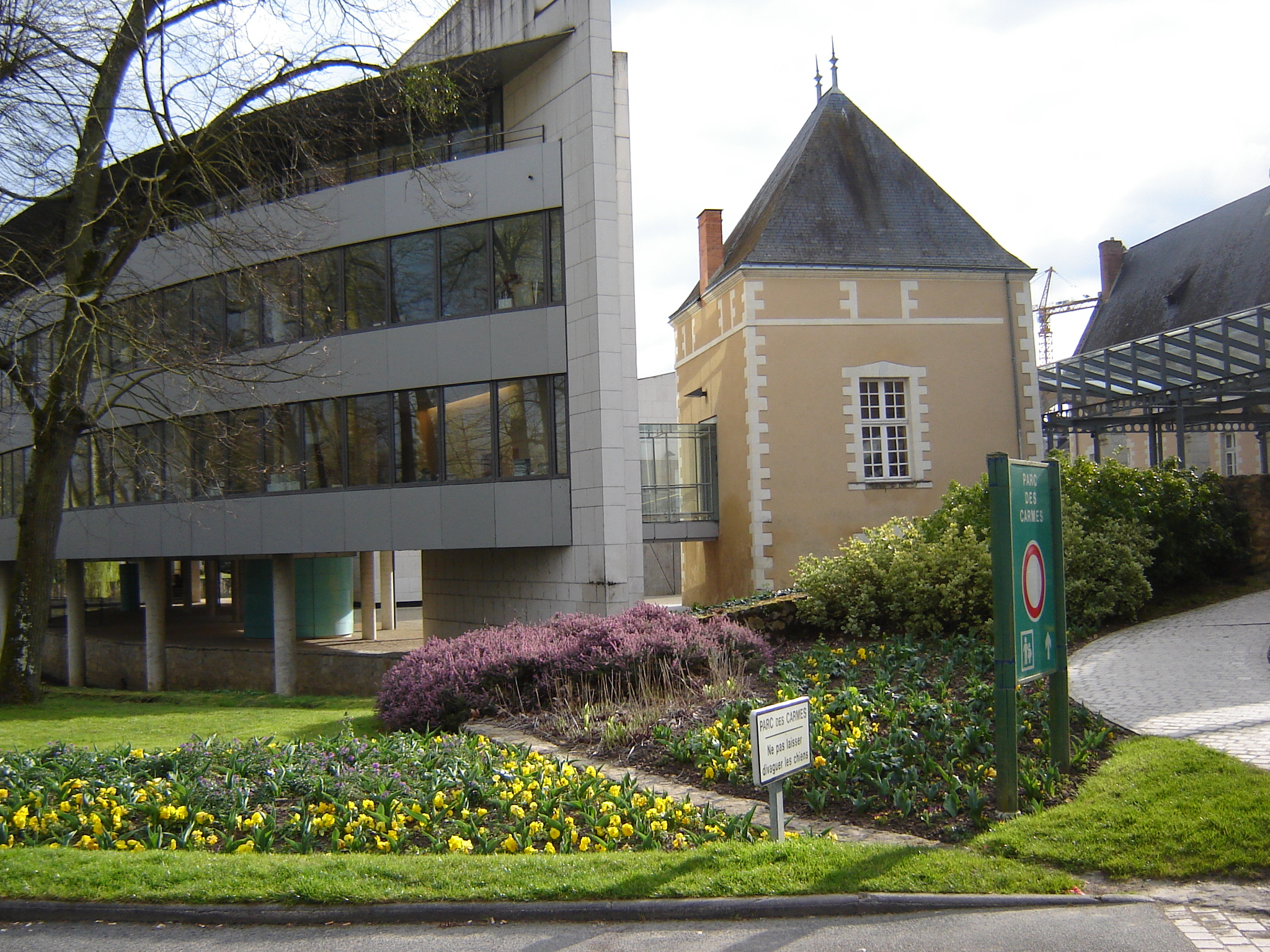
Les bâtiments de la mairie de La Flèche.

### Situation administrative
D'un point de vue administratif, La Flèche est une sous-préfecture du département de la Sarthe. Elle est associée avec douze autres communes au sein de la communauté de communes du Pays Fléchois, dont elle est le siège. La Flèche relève de la 3e circonscription législative de la Sarthe, dont le député est, depuis les élections de 2012, Guy-Michel Chauveau, également maire de la commune entre 1989 et 2020.

### Tendances politiques et résultats
Les scrutins à La Flèche favorisent le plus souvent la gauche, comme le laissent apparaître les résultats des dernières consultations. La municipalité est d'ailleurs gérée par la gauche depuis les élections municipales de 1959.
À l'élection présidentielle de 2012, le taux de participation au premier tour était de 79,56 %, François Hollande (PS) obtenait 30,14 % des suffrages, devançant Nicolas Sarkozy (UMP) avec 28,29 %, Marine Le Pen (FN) avec 16,50 % et François Bayrou (MoDem) avec 9,62 %. Le résultat du second tour confirmait celui du premier, François Hollande arrivant une nouvelle fois en tête (51,94 %) devant Nicolas Sarkozy (48,06 %), pour un taux de participation relativement stable (79,95 %).
Aux élections législatives de 2012, Guy-Michel Chauveau (DVG), également maire de La Flèche, arriva en tête au premier tour avec 46,58 % des voix, devant la député sortante Béatrice Pavy (UMP) avec 29,09 %. Le second tour confirma cette tendance, Guy-Michel Chauveau devançant Béatrice Pavy (56,76 % contre 43,24 %) comme sur l'ensemble de la circonscription.

### Administration municipale
Le nombre d'habitants au dernier recensement étant compris entre 10 000 et 19 999, le nombre de membres du conseil municipal est de 33.
Depuis les élections municipales de 2020, vingt-huit sièges sont pourvus par les élus de la liste « La Flèche Territoire de Projets », qui a recueilli 69,92 % des suffrages au premier tour. Le groupe d'opposition « Ensemble pour le renouveau de La Flèche », menée par le candidat Christophe BEAUPÈRE compte cinq élus.

### Liste des maires
Depuis 1945, seulement six maires ont été élus à La Flèche :
| Période      | Période      | Identité                | Étiquette   | Qualité |
| ------------ | ------------ | ----------------------- | ----------- | --- |
| mai 1945     | octobre 1947 | Fernand Guillot         | SFIO        | Professeur de mathématiques au Prytanée Conseiller général de La Flèche (1945 → 1982)                                             |
| octobre 1947 | mars 1959    | Jean de Montgascon      | MRP         | Exploitant forestier et agricole Sénateur de la Sarthe (1946 → 1948)                                                              |
| mars 1959    | mars 1977    | Fernand Guillot         | Soc.ind.    | Professeur de mathématiques au Prytanée Conseiller général de La Flèche (1945 → 1982)                                             |
| mars 1977    | mars 1989    | Jean Virlogeux          | PS puis PSD | Professeur de géographie |
| mars 1989    | mai 2020     | Guy-Michel Chauveau,    | PS          | Enseignant Député de la Sarthe (3e circ.) (1981 → 1993, 1997 → 2002 et 2012 → 2017) Conseiller général de La Flèche (2008 → 2012) |
| mai 2020     | En cours     | Nadine Grelet-Certenais | PS          | Éducatrice spécialisée Sénatrice de la Sarthe (2017 → 2020) Conseillère générale puis départementale de La Flèche (2012 → 2017)   |

### Instances judiciaires
La Flèche possède un tribunal d'instance, situé à proximité de l'église Saint-Thomas, et dépend du tribunal de grande instance du Mans et de la cour d'appel d'Angers. Elle dépend par ailleurs du tribunal pour enfants et du conseil de prud'hommes du Mans, du tribunal administratif et de la cour administrative d'appel de Nantes.

### Politique de développement durable

#### Agenda 21
La commune a engagé une politique de développement durable en lançant une démarche d'Agenda 21 en 2009. Les premières actions de l'agenda 21 local ont été mises en place dès 2013.

#### Environnement
La municipalité vise à réduire ses consommations énergétiques, notamment dans le domaine de l'éclairage public avec la mise en place d'ampoules basse-consommation, l'allumage d'un seul réverbère sur deux la nuit en centre-ville et la suppression de l'éclairage nocturne dans certains quartiers. La commune a fait le choix de la construction de bâtiments basse consommation (BBC) pour la réalisation de grands projets tels que le centre d'hébergement de la Monnerie, et s'est engagée à supprimer les traitements phytosanitaires pour l'entretien des espaces verts et des cimetières en favorisant l'emploi du désherbage thermique, à vapeur ou manuel. Les services techniques de la ville sont équipés de véhicules roulant au gaz naturel.
La collecte et la valorisation des déchets sont du ressort de la communauté de communes du Pays Fléchois. Des circuits de collecte des déchets ont été mis en place ainsi que des points de collecte dans différents lieux de la ville. Les Fléchois disposent par ailleurs de deux déchèteries, situées sur les communes de Crosmières et Thorée-les-Pins. Les déchets des conteneurs et des sacs jaunes (plastique, métal) et bleus (papiers, cartons) sont transférés au centre de tri de Tiercé (Maine-et-Loire) avant d'être envoyés dans des centres de valorisation et de recyclage. Les déchets ménagers sont quant à eux transférés vers l’incinérateur de Lasse (Maine-et-Loire). La qualité du ramassage des ordures de la communauté de communes a été reconnue en 2010 par le label QualiTri, délivré par l'ADEME.
Par ailleurs, l'ensemble des communautés de communes qui forment le Pays Vallée du Loir se sont engagées dans une dynamique de développement durable avec l'établissement d'un plan décennal de développement durable (P3D) qui définit un ensemble de 45 actions à mener dans le cadre d'une politique plus respectueuse de l'environnement.
La Flèche est également associée à des projets de protection de sites naturels. Elle participe au projet Natura 2000 avec le site « Vallée du Loir de Vaas à Bazouges et abords » qui regroupe quinze communes. Par ailleurs, dix zones naturelles d'intérêt écologique faunistique et floristique (ZNIEFF) sont recensées sur le territoire de la commune.

#### Parcs et espaces verts
La commune compte près de 65 ha d'espaces verts, dont le jardin des Carmes, et 5 000 arbres. Dans son palmarès 2012, le Conseil national des villes et villages fleuris de France a attribué trois fleurs à la commune au Concours des villes et villages fleuris. Toutes les plantes et fleurs utilisées pour garnir les massifs sont issues des serres municipales. Le projet de fleurissement couvre tous les quartiers de la ville et suit les quatre saisons. Pour protéger les espaces verts, la ville a adopté une charte au cours de l'année 2012.

### Jumelages
| Ville | Ville          | Pays | Pays        | Période                   |
| ----- | -------------- | ---- | ----------- | ------------------------- |
|       | Chippenham,    |      | Royaume-Uni | depuis le 26 février 1983 |
|       | Markala,       |      | Mali        | depuis 2002               |
|       | Obernkirchen,  |      | Allemagne   | depuis le 29 juin 1969    |
|       | Saint-Lambert, |      | Canada      | depuis 1971               |
|       | Złotów         |      | Pologne     |                           |

Par ailleurs, La Flèche est depuis 1944, à la fin de la Seconde Guerre mondiale, la marraine de guerre de Thury-Harcourt (1 825 habitants), détruite par les bombardements à la suite du débarquement allié en Normandie (Calvados).

## Population et société

### Démographie

#### Évolution démographique
L'évolution du nombre d'habitants est connue à travers les recensements de la population effectués dans la commune depuis 1793. Pour les communes de plus de 10 000 habitants les recensements ont lieu chaque année à la suite d'une enquête par sondage auprès d'un échantillon d'adresses représentant 8 % de leurs logements, contrairement aux autres communes qui ont un recensement réel tous les cinq ans,.
En 2022, la commune comptait 15 081 habitants, en évolution de −0,54 % par rapport à 2016 (Sarthe : −0,25 %, France hors Mayotte : +2,11 %). Le maximum de la population a été atteint en 2008 avec 15 359 habitants.
La forte hausse de la population enregistrée entre 1861 et 1866 s'explique par le rattachement de la commune de Sainte-Colombe à celle de La Flèche cette même année, Sainte-Colombe comptant 2 411 habitants au recensement de 1861. De même, la forte augmentation constatée entre les recensements de 1962 et 1968 s'explique par le rattachement des communes de Verron et de Saint-Germain-du-Val à celle de La Flèche en 1965. Verron apporta 539 habitants à la population fléchoise, tandis que Saint-Germain-du-Val en apporta 914.
| 1793  | 1800  | 1806  | 1821  | 1831  | 1836  | 1841  | 1846  | 1851  |
| ----- | ----- | ----- | ----- | ----- | ----- | ----- | ----- | ----- |
| 4 897 | 5 099 | 5 098 | 5 387 | 6 421 | 6 440 | 7 009 | 6 831 | 7 048 |

| 1856  | 1861  | 1866  | 1872  | 1876  | 1881  | 1886  | 1891   | 1896   |
| ----- | ----- | ----- | ----- | ----- | ----- | ----- | ------ | ------ |
| 7 147 | 7 077 | 9 292 | 9 341 | 9 405 | 9 424 | 9 841 | 10 249 | 10 477 |

| 1901   | 1906   | 1911   | 1921  | 1926  | 1931   | 1936   | 1946   | 1954   |
| ------ | ------ | ------ | ----- | ----- | ------ | ------ | ------ | ------ |
| 10 519 | 10 663 | 10 830 | 9 522 | 9 842 | 10 115 | 10 101 | 11 293 | 11 275 |

| 1962   | 1968   | 1975   | 1982   | 1990   | 1999   | 2006   | 2011   | 2016   |
| ------ | ------ | ------ | ------ | ------ | ------ | ------ | ------ | ------ |
| 11 092 | 13 768 | 14 516 | 14 752 | 14 953 | 15 241 | 15 321 | 15 108 | 15 163 |

| 2021   | 2022   | - | - | - | - | - | - | - |
| ------ | ------ | - | - | - | - | - | - | - |
| 14 937 | 15 081 | - | - | - | - | - | - | - |

#### Pyramide des âges
En 2018, le taux de personnes d'un âge inférieur à 30 ans s'élève à 33,1 %, soit en dessous de la moyenne départementale (34,6 %). À l'inverse, le taux de personnes d'âge supérieur à 60 ans est de 31,5 % la même année, alors qu'il est de 28,2 % au niveau départemental.
En 2018, la commune comptait 7 186 hommes pour 7 716 femmes, soit un taux de 51,78 % de femmes, légèrement supérieur au taux départemental (51,34 %).
Les pyramides des âges de la commune et du département s'établissent comme suit.
| Hommes | Classe d’âge | Femmes |
| ------ | ------------ | ------ |
| 1,0    | 90 ou +      | 2,8    |
| 8,5    | 75-89 ans    | 13,4   |
| 18,3   | 60-74 ans    | 18,9   |
| 21,2   | 45-59 ans    | 21,6   |
| 14,4   | 30-44 ans    | 13,6   |
| 19,6   | 15-29 ans    | 15,3   |
| 17,0   | 0-14 ans     | 14,5   |

| Hommes | Classe d’âge | Femmes |
| ------ | ------------ | ------ |
| 1      | 90 ou +      | 2,3    |
| 7,9    | 75-89 ans    | 10,6   |
| 17,8   | 60-74 ans    | 18,6   |
| 20,2   | 45-59 ans    | 19,3   |
| 17,1   | 30-44 ans    | 16,8   |
| 17,3   | 15-29 ans    | 15,6   |
| 18,7   | 0-14 ans     | 16,8   |

#### Les ménages
En 2009, la commune comptait 6 836 ménages, de un à six individus, voire plus. La part des ménages d'une à deux personnes est plus importante à La Flèche que dans la moyenne nationale (73,7 % contre 66,7 %). Voici ci-dessous, les données en pourcentage de la répartition de ces ménages par rapport au nombre total de ménages.
| Ménages de :          | 1 personne | 2 pers. | 3 pers. | 4 pers. | 5 pers. | 6 pers. ou + |
| --------------------- | ---------- | ------- | ------- | ------- | ------- | ------------ |
| La Flèche             | 36,3 %     | 37,4 %  | 11,5 %  | 9,1 %   | 4,1 %   | 1,5 %        |
| France métropolitaine | 33,7 %     | 33,0 %  | 14,6 %  | 12,3 %  | 4,6 %   | 1,7 %        |
| Sources des données:' |            |         |         |         |         |              |

### Enseignement

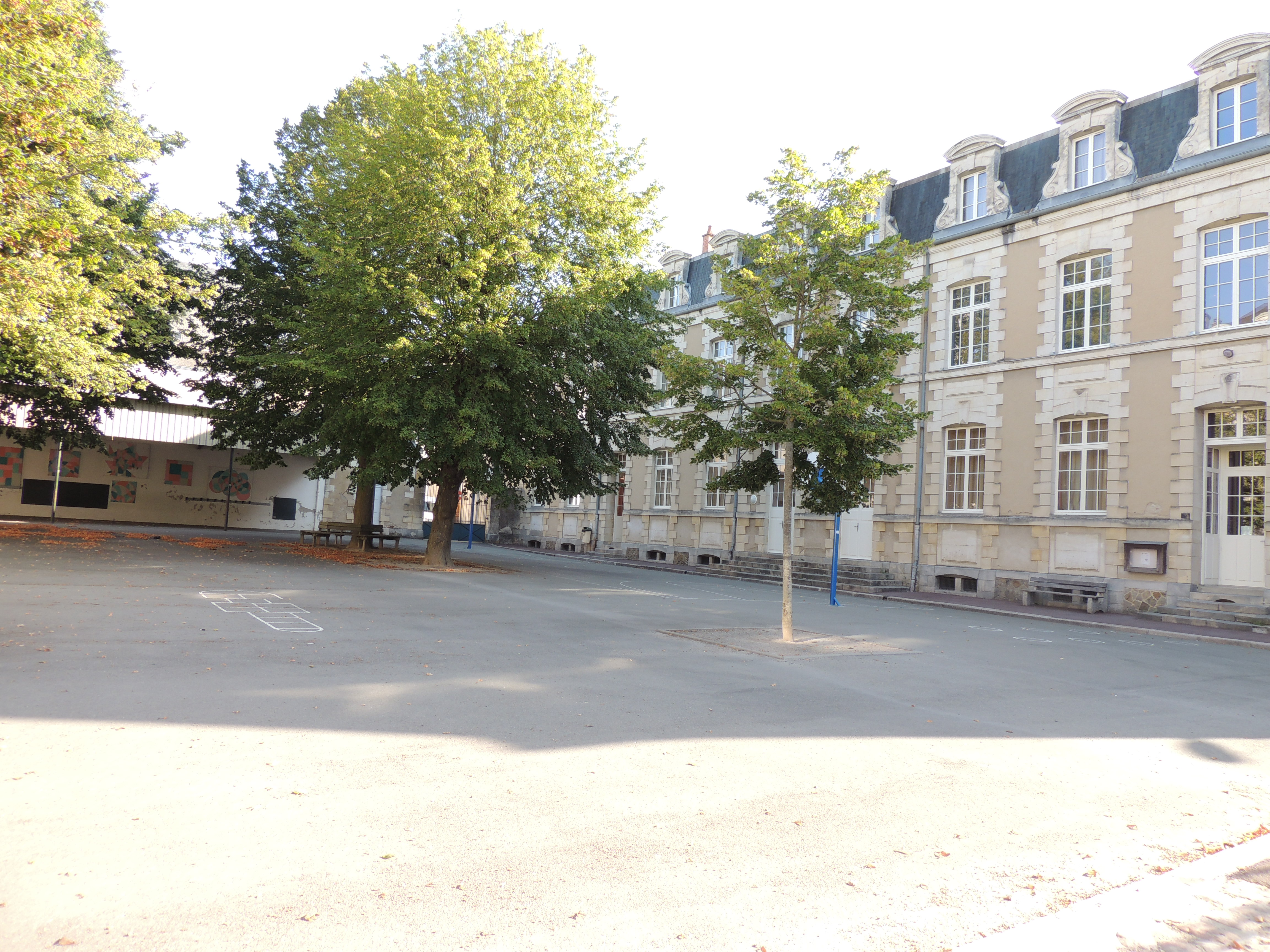
La cour de l'école primaire René-Descartes.

La Flèche est située dans l'académie de Nantes.
La commune administre neuf écoles maternelles ou élémentaires : d'Estournelles-de-Constant, Henri-Dunant, Pape-Carpantier, André-Fertré, Lazare-de-Baïf, Léo-Delibes, Descartes, Jules-Ferry, Pasteur. Les Fléchois disposent de deux collèges, Petit Versailles et le Vieux Chêne, et de deux lycées, le lycée polyvalent d'Estournelles-de-Constant, qui inclut une section d'enseignement professionnel (lycée Ampère) : ils constituent la cité scolaire Bouchevreau, et le Prytanée national militaire, un des six lycées de la défense français.
La commune compte également plusieurs établissements privés : deux écoles primaires (Sacré-Cœur - Saint-Jacques et Sainte-Colombe - Guéroncin), ainsi que le collège-lycée Notre-Dame.

### Manifestations culturelles et festivités

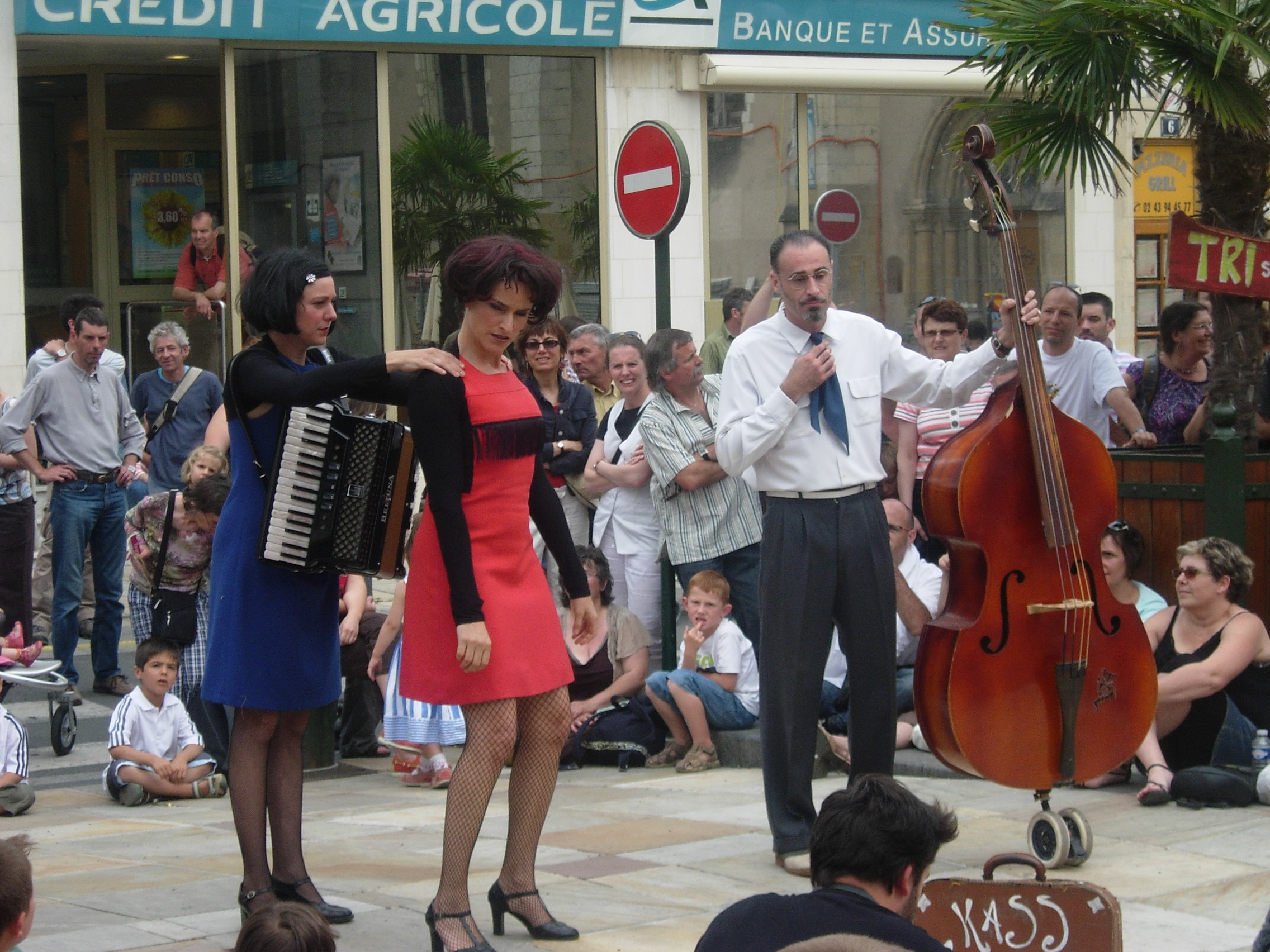
Une représentation lors du festival des Affranchis en 2009.

Fondée en 1970, « Le Carroi » est une association subventionnée et missionnée par la municipalité fléchoise chargée de l'animation culturelle de la ville. Le Carroi propose une cinquantaine d'activités et organise de nombreuses manifestations comme le festival Les Affranchis ou les Vendredis Musicaux ainsi que des expositions.
Le festival Les Affranchis a lieu chaque année à La Flèche. Créé en 1993, il se déroule le deuxième week-end de juillet et rassemble des compagnies de théâtre et des arts de la rue. Les spectacles sont organisés dans différents lieux de la ville : places, cours d'école, impasse, spectacles itinérants. Les Vendredis musicaux donnent lieu chaque été à une série de concerts le vendredi soir sur la place Henri-IV. La ville accueille également des concerts de musique classiques dans le cadre des concerts en régions de la Folle Journée, festival qui se déroule chaque année à Nantes depuis 1995.
Un salon du mariage, dont la 15e édition s'est tenue en 2012, est organisé à l'automne par l'association des commerçants fléchois. Dans le cadre des festivités de Noël, cette même association met en place une patinoire synthétique sur la place Henri-IV depuis 2010.
La Fête des vendanges se tient chaque année au mois de septembre. La foire exposition est organisée en avril à la Pépinière et regroupe une centaine d'exposants. Une fête foraine, la foire des Cendres, se déroule en février-mars durant deux semaines.

### Santé
La Flèche dispose d'une offre de soins complète. On y trouve treize médecins généralistes et de nombreux spécialistes, dentistes, kinésithérapeutes ou ostéopathes, ainsi qu'un laboratoire d'analyses médicales et sept pharmacies. La commune s'est dotée en janvier 2011 d'une Maison de santé qui concentre plusieurs généralistes, des infirmières, un gynécologue-obstétricien ainsi qu'une sage-femme. Depuis octobre 2012, la maison de santé fléchoise accueille de nouveaux spécialistes. La Flèche accueille également un centre de médecine du travail.
Les Fléchois bénéficient des services du Pôle Santé Sarthe et Loir, situé sur la commune du Bailleul et né en 2007 de la fusion des centres hospitaliers de La Flèche et Sablé-sur-Sarthe. Cet établissement offre 276 places et lits. Le palmarès 2011 des « hôpitaux les plus sûrs » place le Pôle Santé Sarthe et Loir au 8e rang national pour les centres hospitaliers de moins de 300 lits.
L'établissement d'hébergement pour personnes âgées dépendantes (EHPAD) de La Flèche, composante du Pôle Santé Sarthe et Loir, offre une capacité de 138 lits organisé en trois résidences. Il est doté d'un pôle d'activité et de soins adaptés (PASA) et propose également un accueil de jour pour les personnes atteintes de démence et de pathologies de la mémoire. La Flèche accueille également un institut de formation en soins infirmiers (IFSI) et un institut de formation des aides soignants (IFAS), dépendant tous les deux du Pôle Santé Sarthe et Loir. Ces deux instituts sont situés dans les locaux de l'ancien hôpital de La Flèche.

### Établissements culturels

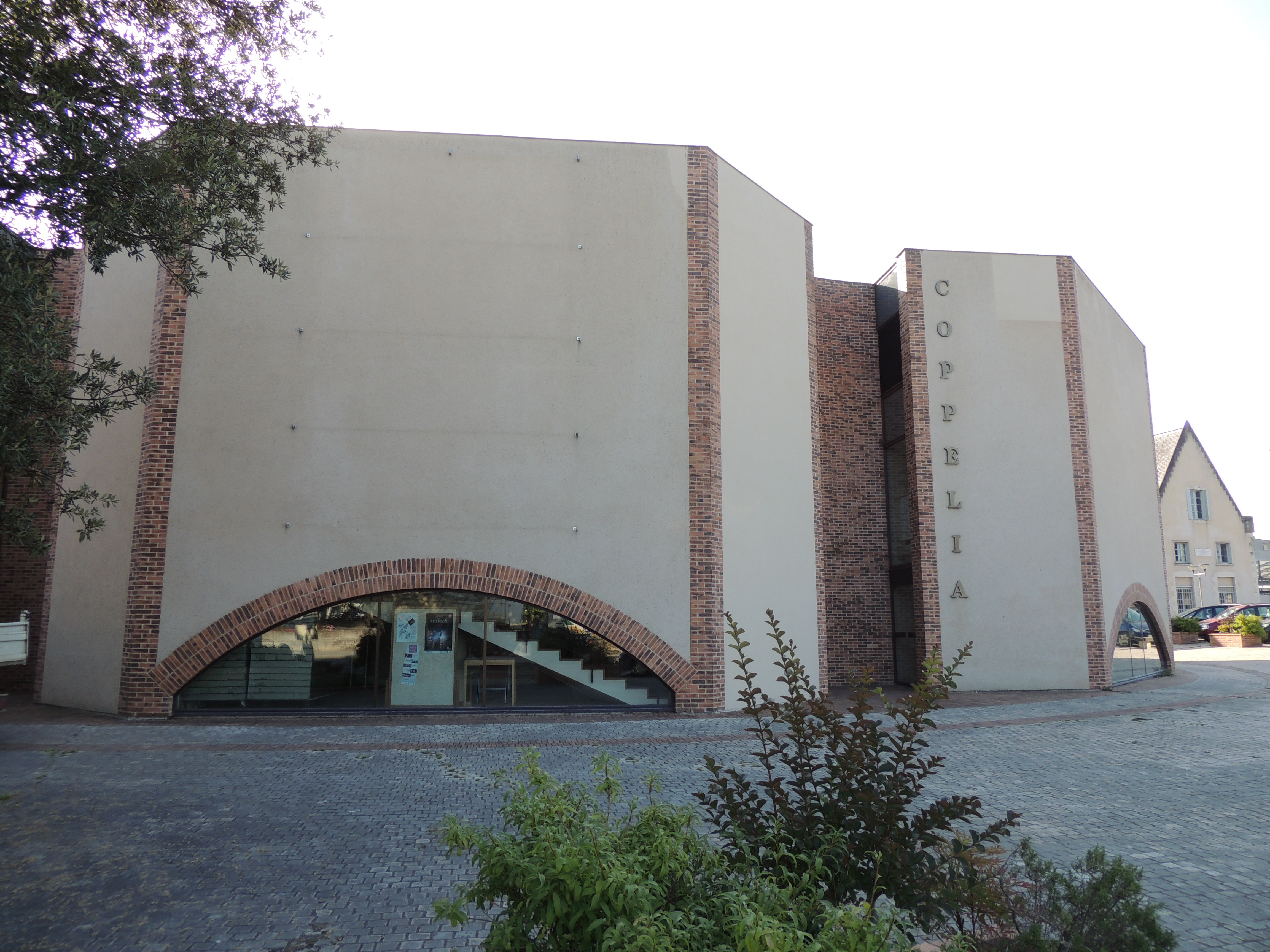
La salle Coppélia de La Flèche.

La salle Coppélia, inaugurée en décembre 1982, est la plus grande salle de spectacle fléchoise avec ses 750 places assises. Elle fut ainsi baptisée par la municipalité en hommage au ballet Coppélia, ou la Fille aux yeux d'émail du compositeur fléchois Léo Delibes.
Situé au premier étage de la Halle, le théâtre de la Halle-au-Blé, surnommé « La Bonbonnière », est un petit théâtre à l'italienne aménagé suivant les plans de l'architecte Pierre-Félix Delarue. Il compte 135 places assises et se compose d'un parterre en hémicycle surmonté de deux balcons superposés. Les décors de la salle et de la coupole furent réalisés par le Fléchois Adrien-Louis Lusson, architecte et décorateur. Fermé au public en septembre 1947 à cause de sa vétusté, le théâtre a été entièrement restauré et inauguré le 11 mars 1999. À cette occasion, la municipalité a décidé de le rebaptiser « théâtre de la Halle-au-Blé ». Il accueille de nombreux spectacles au cours de la saison culturelle, principalement des représentations théâtrales.
Le cinéma Le Kid, inauguré en 1984 dans les locaux de l'ancien cinéma l'Eden, bénéficie d'un classement « art et essai ». Il est équipé de deux salles de projection numérique et 3D, comptant respectivement 158 et 81 places. La bibliothèque municipale Jacques-Termeau met à disposition un fonds de 50 000 ouvrages. Une ludothèque est ouverte aux adultes et aux enfants à partir de 6 ans, avec une collection de 500 jeux de société. Enfin, l'école municipale de musique, située dans la cour de l'école Descartes, accueille plus de 300 élèves.

### Sports

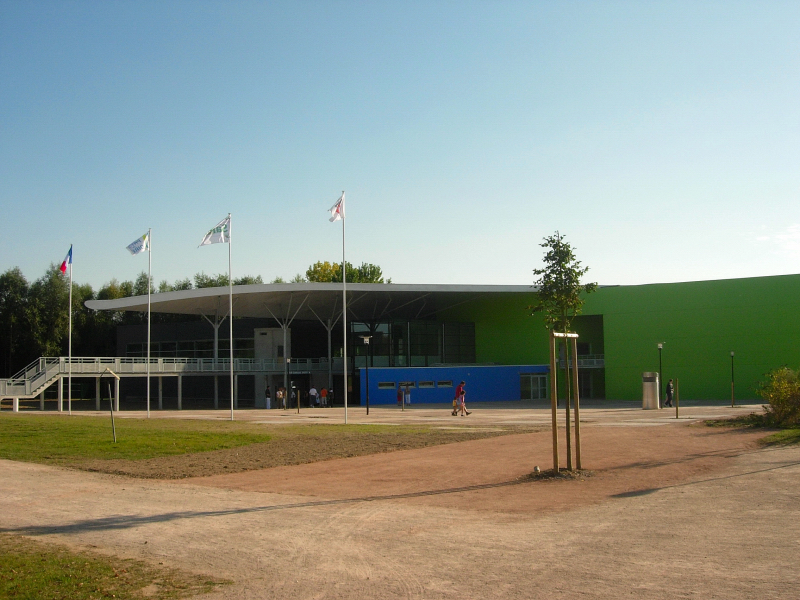
Le complexe sportif de la Monnerie.

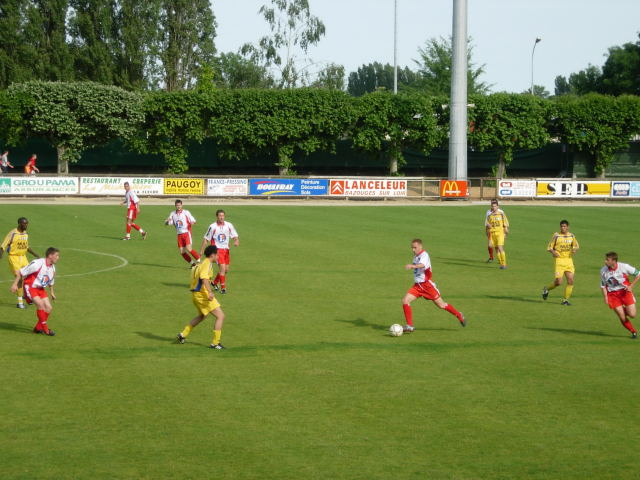
Les joueurs du Racing Club Fléchois (en rouge et blanc) au stade Montréal.

En décembre 2017, La Flèche reçoit le label « Ville sportive », décerné par le Comité régional olympique et sportif des Pays de la Loire, et ce pour une durée de deux ans, dans la catégorie des villes de plus de 15 000 habitants. La commune compte cinquante-cinq clubs ou associations sportives. La boule de fort, sport traditionnel angevin, est pratiquée à La Flèche comme dans les autres communes de l'ancienne province de l'Anjou.
Le stade Montréal, principal stade de la ville, accueille les matchs de l'équipe de football locale, le Racing Club Fléchois, qui évolue dans le groupe Pays de la Loire du National 3 pour la saison 2017-2018. Le club s'est qualifié pour les 32e de finale de la Coupe de France à trois reprises au cours de son histoire (en 1996, 2002 et 2005). Deux autres stades sont implantés à La Flèche : le stade de la Pépinière, qui comprend trois terrains de football ainsi qu'un terrain de rugby, et le stade Bouchevreau, ceint par une piste synthétique et qui accueille des compétitions d'athlétisme.
Le complexe sportif de la Monnerie est un espace multisport qui permet la pratique de différents sports comme le basket-ball, le handball, le volley-ball, le badminton, le tennis de table, le tir à l'arc, l'escalade, l'athlétisme en salle ou encore des activités de danse et de remise en forme. La commune dispose de trois autres gymnases : le complexe sportif du Petit-Versailles, le gymnase du Québec et le gymnase Montréal.
Le centre aquatique L'Îlébulle, inauguré en 2010 se compose d'un bassin sportif de 25 m, d'un espace ludique de 210 m2 et d'un espace forme de 150 m2. La ville compte également deux complexes tennistiques (en salle et en extérieur), d'un boulodrome, d'un skatepark, d'un stand de tir à l'arc, d'une base de canoë-kayak ainsi que d'un bassin de slalom, d'une piste de motocross et d'un aérodrome. La base de loisirs de la Monnerie permet, outre la baignade, la pratique de la voile, du roller, de la course à pied et de la course d'orientation. La Flèche est dotée depuis mars 2012 d'un Centre d'hébergement éducatif et sportif (CHES), « Les berges de la Monnerie », équipé de 73 places réparties en 36 chambres dont certaines sont adaptées aux personnes à mobilité réduite.

### Médias
La commune édite un magazine mensuel d'informations locales, En Flèche, distribué à tous les Fléchois. Il est également possible de le consulter sur le site de la ville. La municipalité met à disposition des malvoyants et des non-voyants une édition au format MP3 enregistrée par l'association fléchoise « Les donneurs de voix ». En 2012, La Flèche a reçu le label « Ville Internet @@ ».
Les Nouvelles - L'Écho Fléchois est un journal hebdomadaire qui fait partie du groupe Publihebdos. En 2011, ce journal était diffusé à environ 8 000 exemplaires. Le Hic, hebdomadaire de petites annonces, propose une édition locale (Sablé-La Flèche) diffusée gratuitement. Les quotidiens Ouest-France et Le Maine libre disposent de locaux dans la commune et diffusent une édition locale spécifique au pays fléchois.
Les Fléchois reçoivent, outre certaines stations de radio nationales, les programmes de France Bleu Maine, radio locale de service public, depuis le 1er juin 2010. La radio locale Radio Prévert diffuse également sur La Flèche depuis 2011.
La Flèche est couverte par les programmes de France 3 Pays de la Loire ainsi que de la chaîne locale LMTV.
Depuis avril 2015, un nouveau média est apparu en territoire fléchois, avec un mensuel nommé Côté La Flèche. Traitant des sorties et loisirs, il propose un agenda complet des activités à faire dans le mois à venir. Émanation des Nouvelles - L'Echo Fléchois, il appartient également au groupe Publihebdos.

### Cultes
Le doyenné de La Flèche, rattaché au diocèse du Mans, comprend cinq paroisses dont celles de La Flèche et de Saint-Germain-du-Val. Les Fléchois disposent de plusieurs lieux de cultes catholiques : l'église Saint-Thomas de La Flèche, l'église Sainte-Colombe, l'église de Saint-Germain-du-Val, l'église de Verron, la chapelle de la Providence et la chapelle Notre-Dame-des-Vertus.
L'église Saint-Louis du Prytanée national militaire est un lieu de culte de la paroisse dépendant du diocèse aux Armées françaises.

## Économie

### Revenus de la population
En 2010, le revenu fiscal médian par ménage était de 24 278 €, ce qui plaçait La Flèche au 24 405e rang parmi les 31 525 communes de plus de 39 ménages en métropole. 47,9 % des foyers fiscaux étaient imposables, ce qui est inférieur à la moyenne départementale (52,9 %).
|                   | Revenus moyens par ménage | Revenu médian | Proportion de foyers imposables |
| ----------------- | ------------------------- | ------------- | ------------------------------- |
| La Flèche         | 19 926 €                  | 17 369 €      | 47,9 %                          |
| Sarthe            | 21 256 €                  | 17 973 €      | 52,9 %                          |
| Moyenne nationale | 23 433 €                  | 18 749 €      | 54,3 %                          |

### Emploi
En 2009, la population âgée de 15 à 64 ans s'élevait à 9 519 personnes, parmi lesquelles on comptait 69,4 % d'actifs dont 60,3 % ayant un emploi et 9,1 % de chômeurs.
On comptait 7 536 emplois dans la zone d'emploi, contre 7 227 en 1999. Le nombre d'actifs ayant un emploi résidant dans la commune étant de 5 784, l’indicateur de concentration d'emploi est de 130,3 %, ce qui signifie que la zone d'emploi offre 1,3 emploi pour chaque habitant actif.

### Secteurs d’activité
La mission économique de la communauté de communes du Pays Fléchois, qui vise à favoriser le développement du tissu économique local, a été mise en place en novembre 1985.
Au 31 décembre 2010, La Flèche comptait 1 082 établissements : 73 dans l’agriculture-sylviculture-pêche, 89 dans l'industrie, 63 dans la construction, 686 dans le commerce-transports-services divers et 171 étaient relatifs au secteur administratif. Parmi ces établissements, 575 n'ont aucun salarié (51,7 %), tandis que 106 ont dix salariés ou plus (10,4 %). En 2011, 91 entreprises ont été créées à La Flèche, principalement dans le secteur du commerce et des services divers (70,3 %). Parmi les entreprises créées, 62 l'ont été par des auto-entrepreneurs.
Cinq zones d'activités sont implantées dans le Pays Fléchois, dont trois sur le territoire communal : le parc d'activités de l'Espérance et le parc d'activités de La Jalètre, tous deux situés à l'ouest en direction de Sablé-sur-Sarthe, ainsi que le parc d'activités de la Monnerie autour de la D323 en direction du Mans. Parmi les principales entreprises fléchoises, plusieurs sont leaders dans leur domaine, notamment dans le secteur industriel. La société Hannecard est leader en France dans la fabrication de rouleaux garnis de caoutchouc ou de polyuréthanes et la protection de surfaces. L'imprimerie Brodard et Taupin, fondée en 1824, imprime et conçoit 45 millions de livres par an, dont la plupart au format poche. L'usine Ardagh MP West France, qui compte plus de 500 salariés, est spécialisée dans la fabrication et l'impression d'emballages métallisés légers. Les procédés de fabrication sont mis au point par le centre de recherche du groupe, situé sur la commune voisine de Crosmières.
Comme dans de nombreuses agglomérations, des zones commerciales sont apparues en périphérie de la ville. La plus importante d'entre elles s'est développée autour du centre commercial E.Leclerc, situé en bordure de la route départementale D323 en direction du Mans. On y retrouve de grandes enseignes du sport, de l'habillement, de l'équipement de la maison, de réparation automobile ou de jouets, ainsi qu'une enseigne de hard-discount et plusieurs établissements de restauration rapide ou de loisirs. D'autres zones commerciales se sont développées à l'ouest de la ville, elles concentrent principalement des enseignes de distribution et de bricolage. Le centre-ville, et notamment la Grande-Rue, concentre également de nombreuses enseignes commerciales, principalement d'habillement.
Le marché de La Flèche a lieu tous les mercredis matin sur les rives du Loir et la place de la Libération. Il réunit 200 exposants chaque semaine et se place au deuxième rang des marchés sarthois. Un autre marché, plus modeste et exclusivement alimentaire, se tient tous les dimanches sur la place du Marché-au-Blé.

### Tourisme
Située au sein de la Vallée du Loir, qui bénéficie du label pays d'art et d'histoire depuis 2006,, La Flèche est membre de l'association Les Plus Beaux Détours de France. La commune possède un secteur touristique relativement développé grâce à son patrimoine historique, sa base de loisirs et son zoo, troisième site touristique de la région Pays de la Loire en nombre de visiteurs en 2018. Un camping est situé au sud de la commune, en bord du Loir. L'offre hôtelière se compose de cinq établissements, dont deux hôtels classés trois étoiles, pour une capacité totale de 104 chambres.

## Culture locale et patrimoine
La commune possède sept monuments répertoriés à l'inventaire des monuments historiques et 140 lieux et monuments répertoriés à l'inventaire général du patrimoine culturel.
Elle possède par ailleurs 81 objets répertoriés à l'inventaire des monuments historiques et 473 objets répertoriés à l'inventaire général du patrimoine culturel.
La commune est membre du réseau Pays d'art et d'histoire.

### Architecture civile

#### Prytanée national militaire

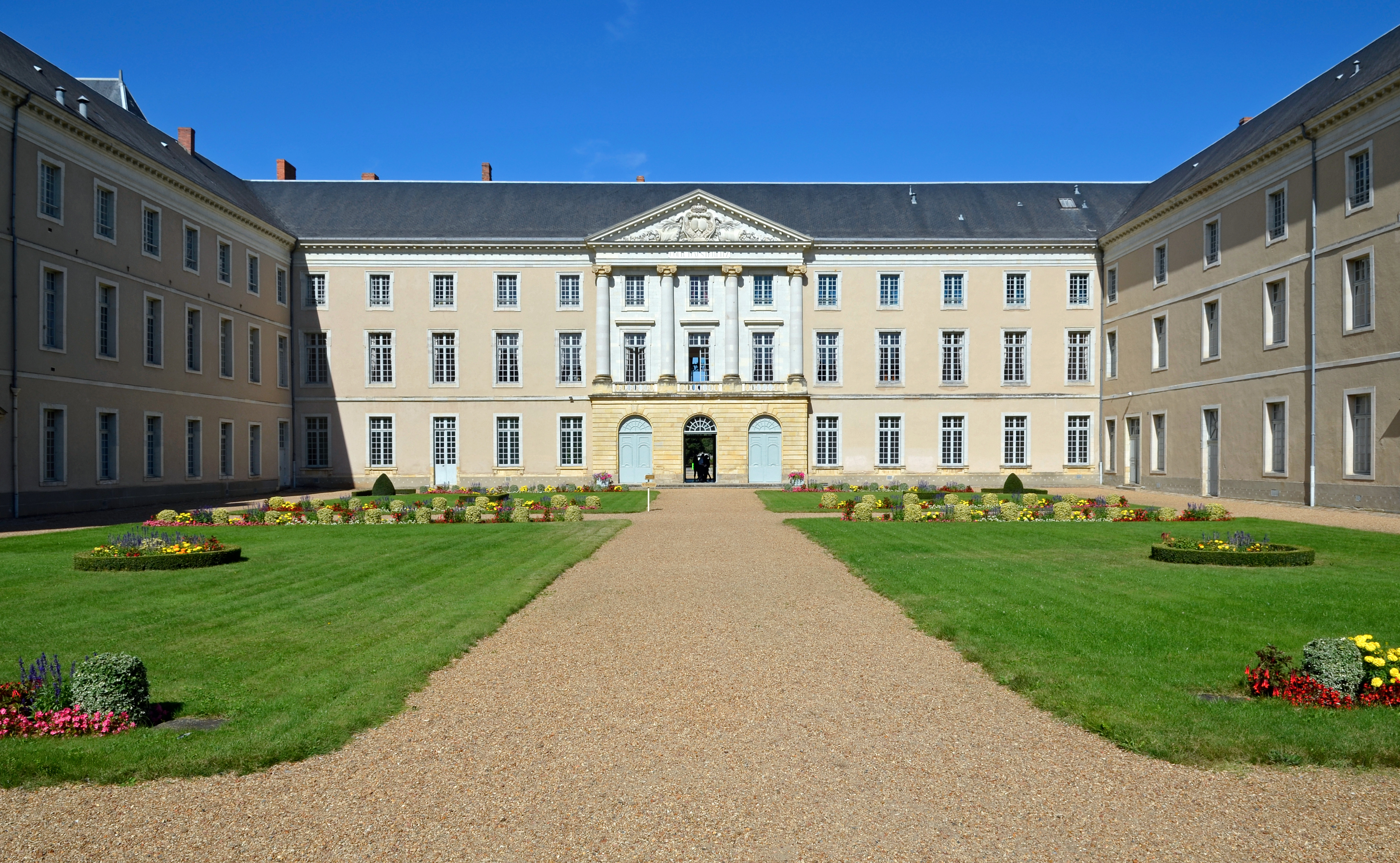
Le Prytanée national militaire de La Flèche (cour d'Austerlitz).

En 1603, le roi Henri IV cède son « Château-Neuf » de La Flèche, une importante maison de famille que sa grand-mère Françoise d'Alençon avait fait bâtir en 1540, pour y établir le « Collège royal Henri-le-Grand ». Le roi en confie la création aux jésuites. Devenu « Prytanée militaire » en 1808 sous l'impulsion de l'empereur Napoléon Ier, il abrite aujourd'hui dans ses murs l'un des six lycées militaires de France, appelés lycées de la défense depuis 2006. L'ensemble des bâtiments du Prytanée sont successivement classés aux monuments historiques depuis 1919.
D'architecture classique, le Prytanée se présente sous la forme de trois grandes cours successives que domine l'imposante stature de l'église Saint-Louis, dont la construction débute en 1607. Les travaux ont suivi un plan élaboré par Louis Métezeau, architecte du roi de France, avec des cours en enfilade, à peu près de même grandeur. L'église est achevée en 1621, et l'ensemble des travaux s'achèvent en 1655 par la construction de la porte d'honneur, avec sur le fronton, le buste d'Henri IV.

#### Château des Carmes

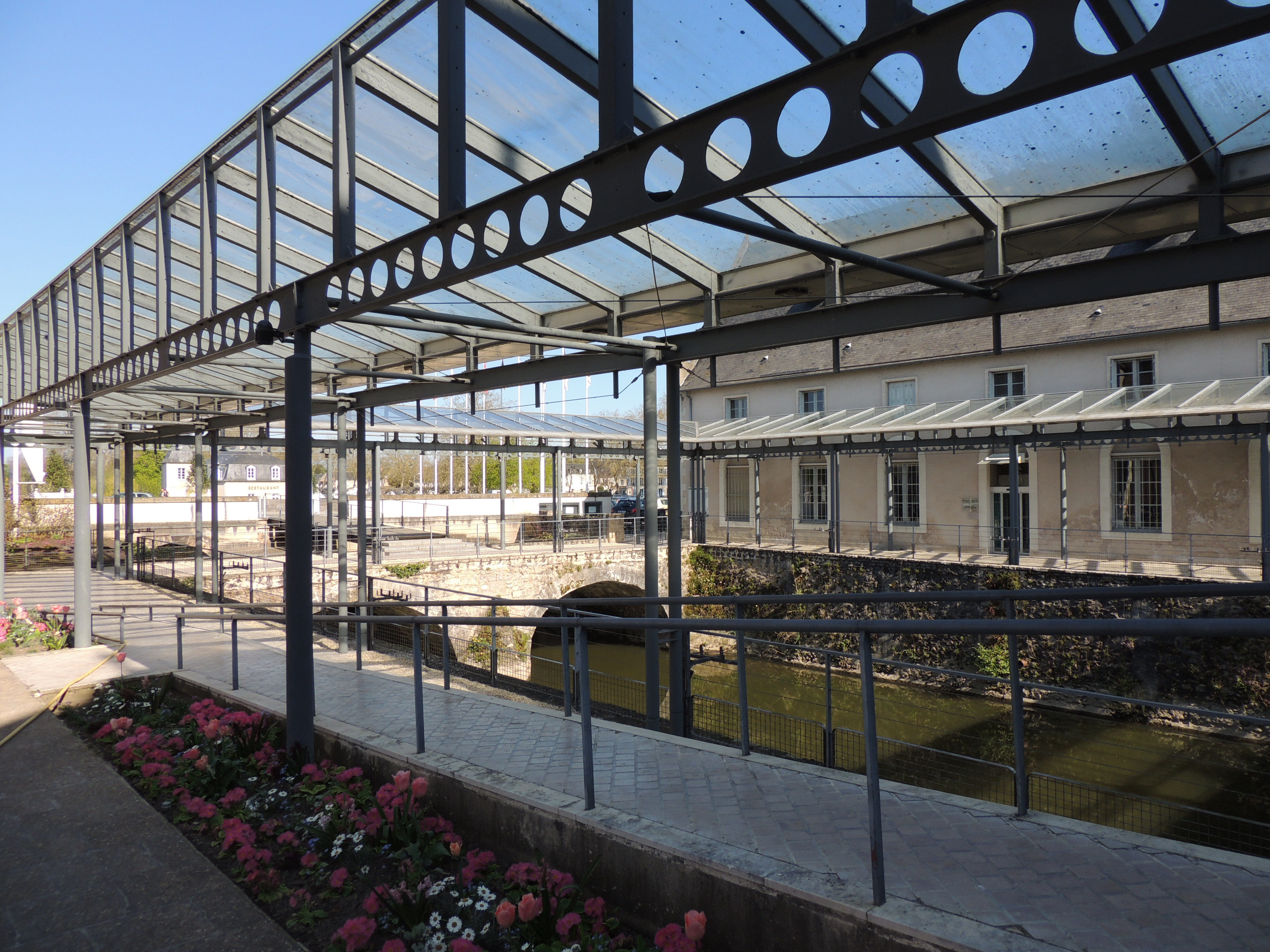
Le « cloître d'eau » du château des Carmes, liens entre les divers bâtiments de la mairie.

Situé au milieu du Loir, le château des Carmes est le premier château fléchois. Au XIe siècle, c'est une forteresse composée d'un simple donjon et d'un pont-levis qui défend le lieu de passage que constitue le gué à cet endroit. Jean de Beaugency, premier seigneur de La Flèche, est à l'origine de sa construction, et son fils Hélie, futur comte du Maine, le fait agrandir et renforcer vers la fin du XIe siècle. Pendant la guerre de Cent Ans, le château est plusieurs fois assiégé et incendié par les Anglais. Reconstruit à nouveau vers 1450, il dresse encore les vestiges du donjon de cette période (trace des flèches du pont-levis et des mâchicoulis). En 1620, Louis XIII en fait don aux Carmes établis en ville qui le transforment entièrement. Le bâtiment principal et le cloître datent de cette période. À la Révolution, il est mis en vente comme bien national et devient propriété privée de la famille Bertron-Auger qui le transforme à nouveau.
La municipalité en fait l'acquisition en 1909 pour y établir la mairie. Ravagé par un incendie en mars 1919, le château des Carmes est reconstruit dans les années qui suivent. Les bureaux de la mairie y sont de nouveau installés en novembre 1928. Depuis 1994, date de la construction des nouveaux bâtiments de l'hôtel de ville, le château est en partie utilisé pour diverses réceptions et manifestations ; il contient la salle des mariages de la ville de La Flèche, mais aussi deux salles d'expositions temporaires.

#### Le moulin de la Bruère
En 1096, le seigneur de Sainte-Colombe accorde aux moines du prieuré de ce même lieu la construction d'un moulin et d'une écluse sur le Loir. Au XVIIe siècle, le moulin devient la propriété de Guillaume Fouquet de la Varenne, seigneur de La Flèche, avant d'être vendu comme bien national en 1813. Des trois moulins que comptait La Bruère à cette époque, deux sont abandonnés vers 1900, il ne subsiste alors que le moulin en rive.
Le moulin de la Bruère connaît des productions variées au fil des siècles. Depuis le début du XXe siècle, il produit de l'électricité pour les besoins du meunier et de la glace à rafraîchir. Il cesse de fonctionner en 1992. La municipalité en fait alors l'acquisition et confie sa gestion à l'association « Les Amis du moulin de la Bruère », chargée de la rénovation et du maintien de l'activité sur le site. Le moulin de la Bruère est le dernier moulin de France à produire de la glace.

#### L'hôpital de la Flèche, ancien «monastère de la Visitation»

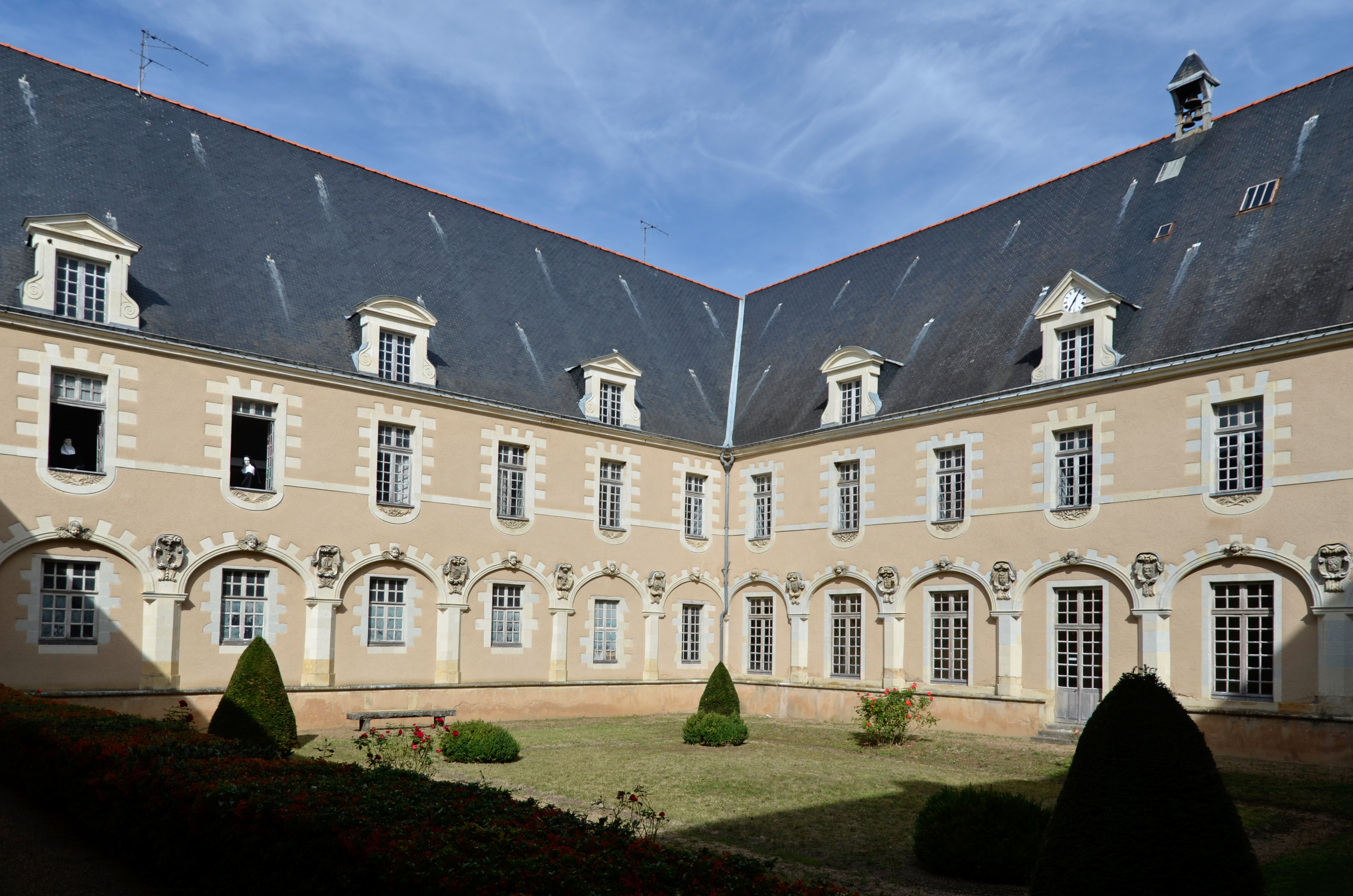
Le cloître de l'hôpital de La Flèche, ancien monastère de la Visitation.

En mars 1646, six Visitandines du couvent de Nantes s'installent à La Flèche. La construction du monastère de la Visitation de La Flèche débute en 1650. Les travaux sont confiés à Charles Cesvet, architecte originaire du Lude, qui se consacre aux ailes est et sud du cloître, tandis que les ailes ouest et nord sont élevées par Pierre Ricossé de la Brière à partir de 1679. À la Révolution, le monastère est fermé, puis en 1802 les sœurs hospitalières de Saint-Joseph de La Flèche y installent un hôpital. L'édifice subit quelques transformations au cours du XIXe siècle, c'est à cette époque qu'une chapelle est construite dans l'aile occidentale du bâtiment, en 1837. La restauration du cloître de l'hôpital est achevée au printemps 1979. L'ensemble de l'édifice est inscrit aux monuments historiques depuis le 19 décembre 1985.

#### Autres monuments

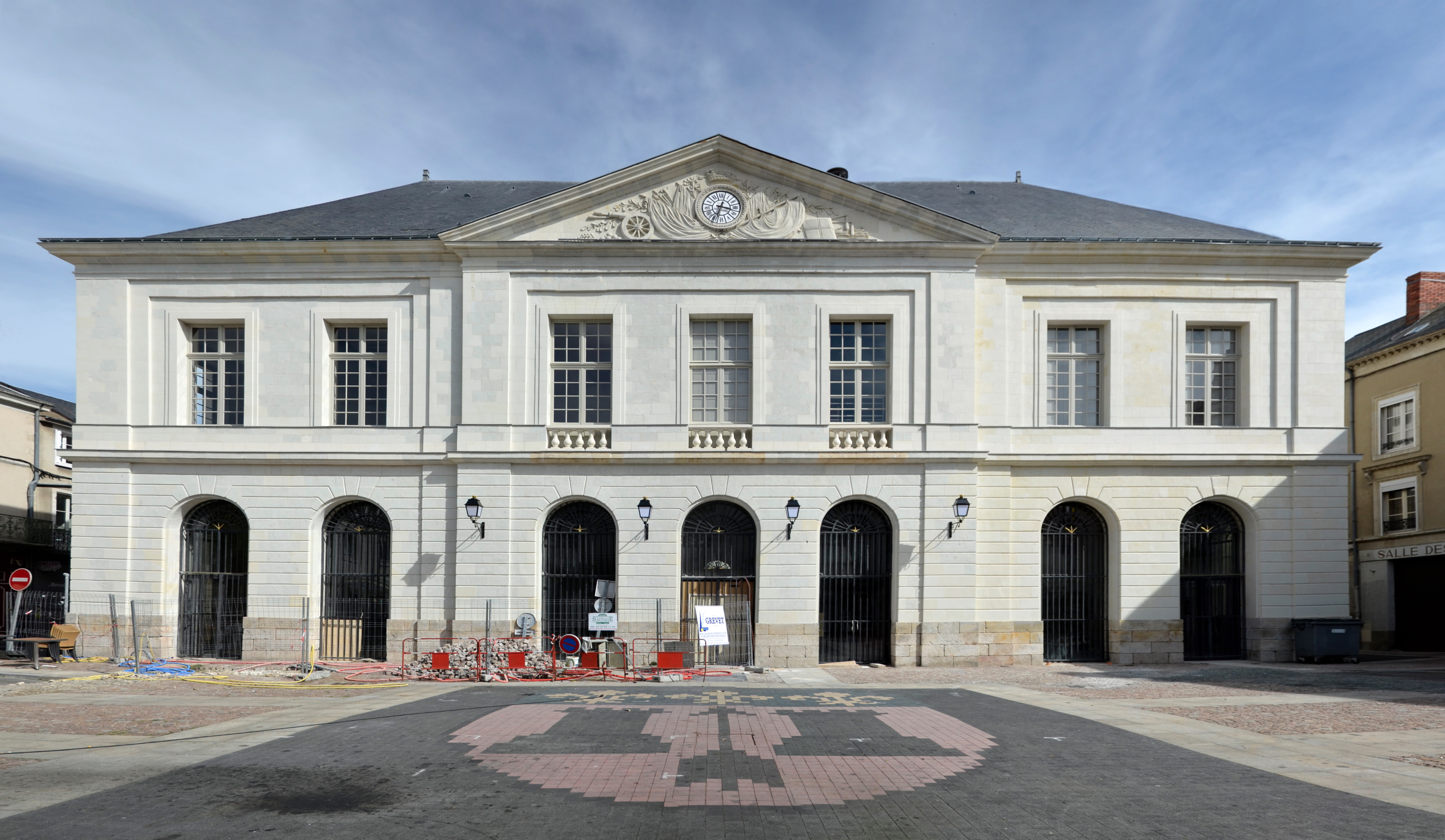
Les halles de La Flèche, après rénovation, abritant le Petit Théâtre.

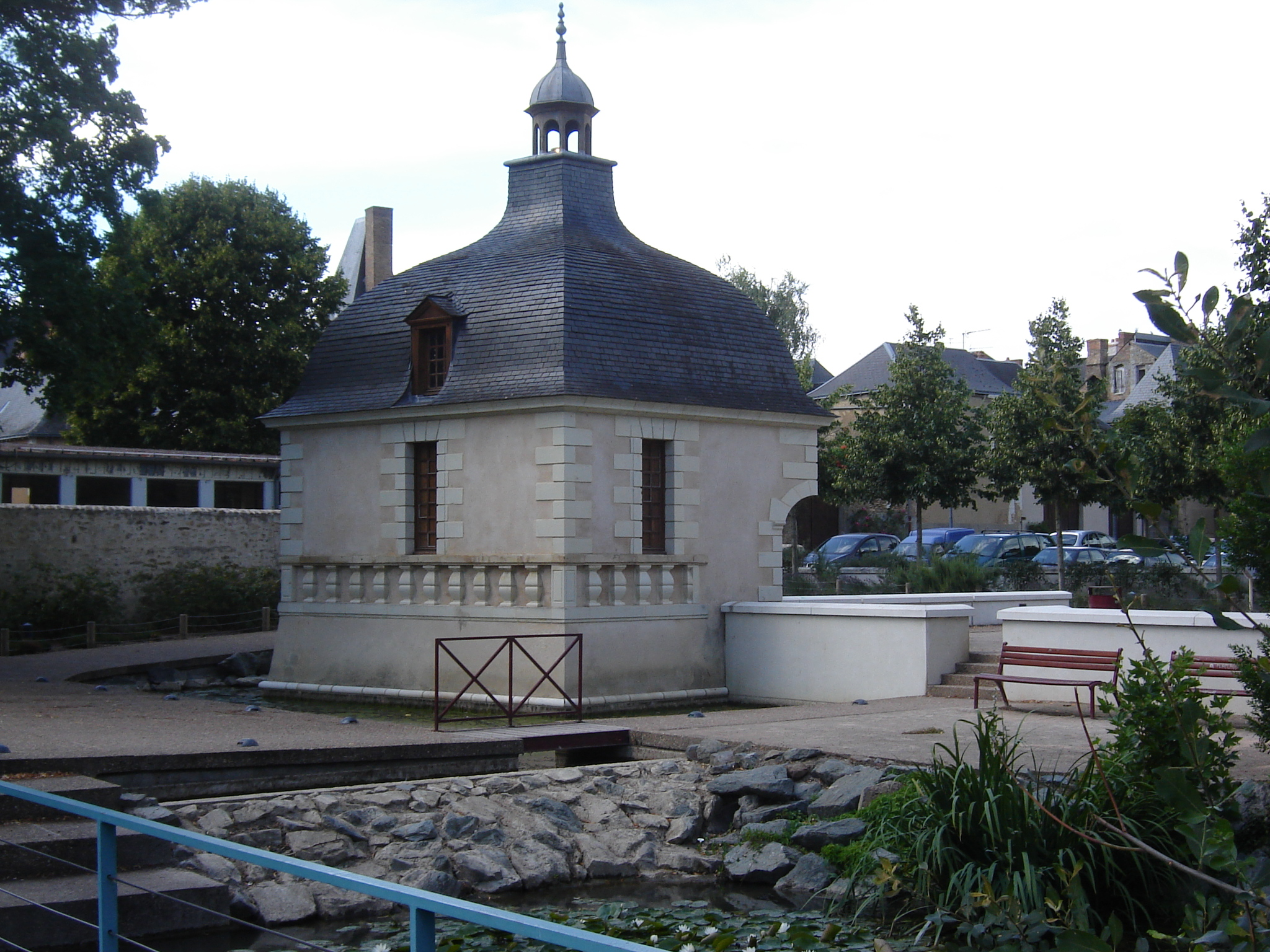
Le pavillon Fouquet de la Varenne.

La place Henri-IV, autrefois nommée place du Pilori sous l'Ancien Régime, est la plus ancienne des places fléchoises. Depuis 1857, elle accueille en son centre une fontaine monumentale surmontée d'une statue en bronze représentant Henri IV et réalisée par le sculpteur Jean-Marie Bonnassieux.
La Halle-au-Blé de La Flèche est inscrite aux monuments historiques depuis 1987. Des halles en bois existaient à La Flèche depuis le Moyen Âge. Celles-ci sont rebâties en pierre en 1737 puis agrandies en 1772 afin d'accueillir l'hôtel de ville. En 1839, un petit théâtre à l'italienne est aménagé au premier étage. La Halle-au-Blé a subi d'importants travaux de rénovation, entraînant une nouvelle inauguration en octobre 2012.
L'ancien Hôtel-Dieu de La Flèche est installé en 1638, sous la direction de Jérôme Le Royer de La Dauversière, à proximité de l'église Saint-Thomas. Les sœurs hospitalières en sont expulsées en 1793, pendant la Révolution. Le lieu est alors transformé en gendarmerie, en tribunal et en prison. En 1933, la maison d'arrêt de La Flèche est supprimée par décret présidentiel et les détenus sont transférés au Mans. Entre 1937 et 1939, les locaux sont occupés par des réfugiés espagnols fuyant la guerre civile. Rétablie pendant la Seconde Guerre mondiale, la prison fléchoise est définitivement supprimée en 1953. Au cours de travaux de réhabilitation, l'escalier magistral de l'ancien Hôtel-Dieu, qui avait été emmuré et oublié, est redécouvert. L'escalier en chêne est offert à la ville de Montréal en symbole de la longue alliance entre les deux villes puis est installé musée des Hospitalières de l'Hôtel-Dieu de Montréal,. L'Hôtel-Dieu proprement dit n'est plus visible aujourd'hui, séparé entre des logements et un tribunal d'instance.
Le pavillon Fouquet de la Varenne, entièrement restauré par la mairie, est le seul vestige de l'ancien château que le gouverneur de la ville Guillaume Fouquet de La Varenne avait fait construire au début du XVIIe siècle, sur des terres que lui avait cédées Henri IV. Le château, installé entre le Loir et la Grande-Rue, est édifié en trois années, de 1603 à 1606, en même temps que le collège royal. Il se composait d'un corps de logis de trois étages encadré de deux ailes en potence. Au début du XVIIIe siècle, le château de la Varenne est considéré comme la plus belle maison de particulier qu'il y ait dans aucune ville de France. Les Choiseul-Praslin, héritiers de la seigneurie de La Flèche, délaissent peu à peu la propriété. Le château de la Varenne est vendu par la comtesse de Choiseul, et démantelé entre 1818 et 1820. Les pierres et les matériaux de démolition ont alors été utilisés pour la construction de plusieurs habitations de la Grande-Rue.
Le centre ancien de La Flèche renferme plusieurs hôtels ou ancien logis remarquables. L'hôtel Huger, situé rue Vernevelle, est classé aux monuments historiques depuis le 13 mars 1987. D'architecture classique, il fut construit entre 1702 et 1704 par l'architecte parisien Jacques V Gabriel à la demande d'un avocat au présidial, Louis Huger de la Morlière, futur maire de la commune. L'édifice est bâti sur un plan en U composé d'un corps principal et de deux ailes de communs qui délimitent une cour pavée. L'hôtel Huger abrita les religieuses de Notre-Dame pendant quelques années au début du XIXe siècle. Aujourd'hui propriété privée, il accueille des expositions d'art contemporain. La rue Grollier, doyenne des rues fléchoises, abrite dans la cour du no 17 un bâtiment inscrit aux monuments historiques. Il s'agit d'une tour carrée du XVIe siècle percée de trois fenêtres à meneaux et ornée d'une poivrière en encorbellement. L'hôtel Bellœuvre, situé rue de la Dauversière, est un manoir du XVIIe siècle qui abrite de nombreuses peintures murales, dont une fresque représentant le Jugement de Pâris sur les voûtes du grenier.
La Flèche compte également sur son territoire de nombreux manoirs, châteaux ou gentilhommières. Situé sur un coteau dominant la route de La Flèche à Fougeré, le château de la Poissonnière date du XIXe siècle. Édifié vers 1832, le corps de logis central reçoit l'ajout de deux pavillons carrés à la fin du XIXe. À la limite ouest de la commune, le château de Biré est reconstruit dès le début du XIXe sur les bases d'un logis plus ancien, datant probablement du XVIe. Au sud de la commun, le château du Grand-Ruigné, logis du XVIIe, abrita pendant quelques années Marie de La Ferre, fondatrice de la congrégation des hospitalières de Saint-Joseph. Situé à quelques centaines de mètres, le château du Doussay est l'un des plus anciens domaines du pays fléchois. Largement remanié à la fin du XVIIIe et au début du XIXe, le château détient depuis 1793 le drapeau du général vendéen Charles de Bonchamps, mort à la bataille de Cholet,. Le château de Bouchevreau, qui a donné son nom à la cité scolaire abritant les lycées fléchois, est reconstruit vers 1854, tout en conservant quelques vestiges du XVIIIe. Le manoir de Bethète, du XVIIe, présente un corps de logis simple flanqué d'une tour octogonale.
À Verron, le manoir de la Cour des Pins, construit au XIVe ou XVe siècle, est ensuite fortement remanié dans le style Renaissance par Lazare de Baïf, ambassadeur du roi en Italie et père d'Antoine de Baïf, poète de la Pléiade. L'inscription « Hâte-toi avec lenteur » est gravée en grec sur la plate-bande de la porte d'entrée du manoir. On trouve plusieurs autres manoirs du XVIIe sur les coteaux de Verron, comme ceux de la Crochinière ou de Bourg-Joly. On peut également citer les châteaux d'Yvandeau, qui accueillit le philosophe britannique David Hume dans les années 1737-1738, et de l'Arthuisière sur l'ancienne commune de Saint-Germain-du-Val.
La croix des Vendéens, à l'ouest de la ville, commémore la mort de milliers d’hommes, femmes, enfants, prêtres massacrés ou morts d’épuisement lors de leurs passages à La Flèche pendant la Virée de Galerne les 1er et 9 décembre 1793.

### Art sacré et architecture religieuse

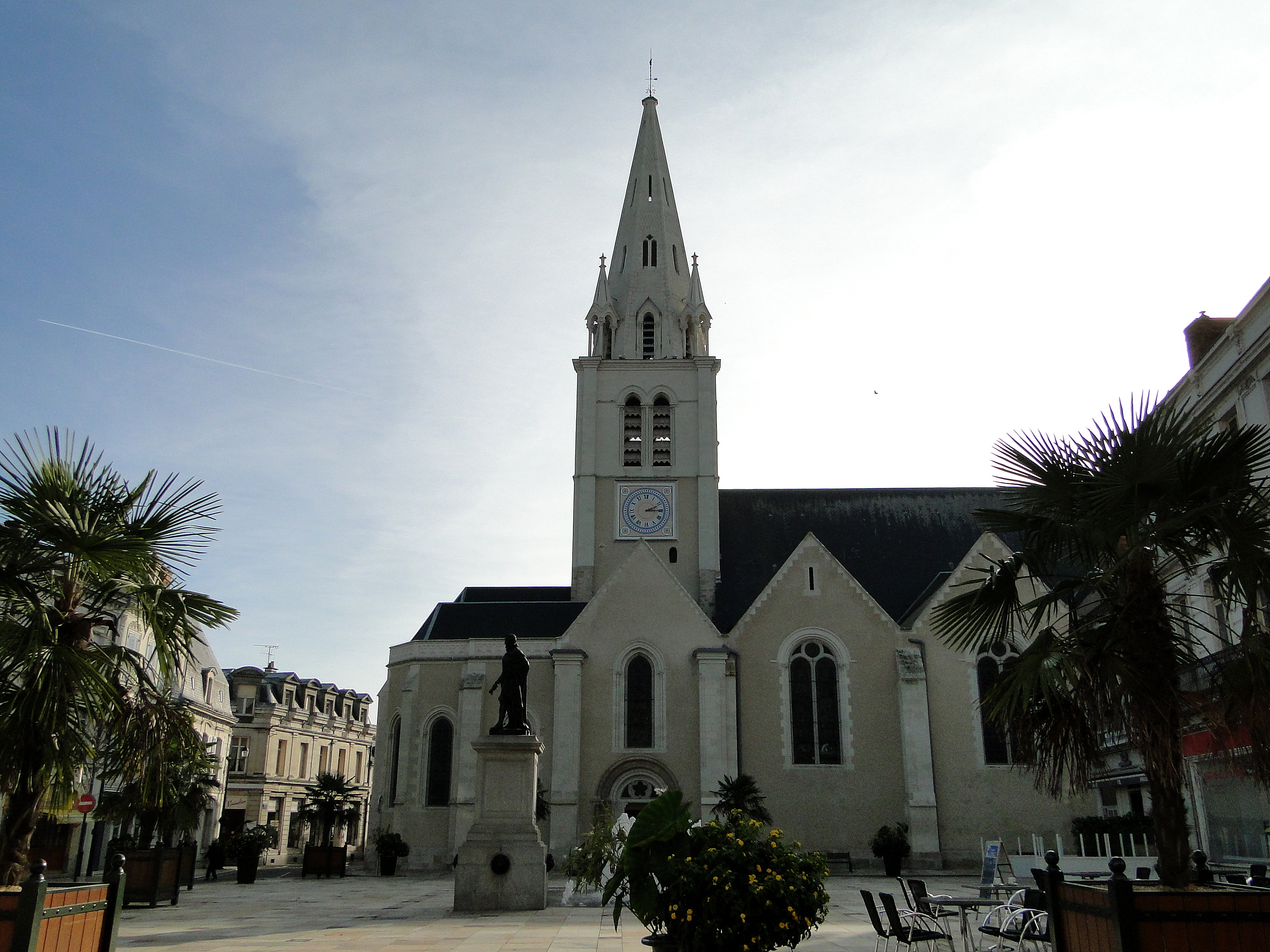
L'église Saint-Thomas et la place Henri-IV.

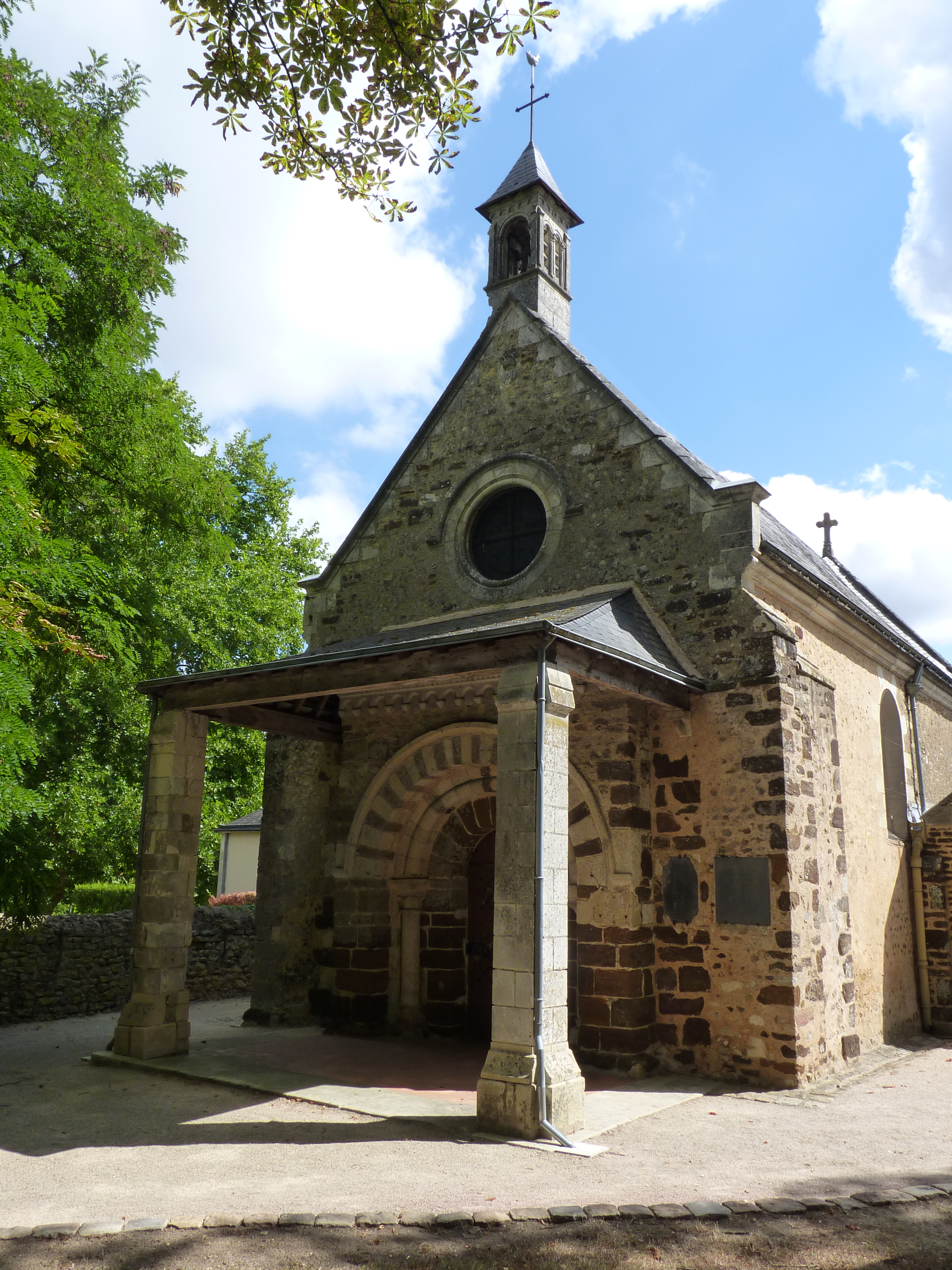
La chapelle Notre-Dame-des-Vertus.

La Flèche possède six églises. L'église Saint-Thomas est aujourd'hui le principal édifice religieux de la ville. En 1109, Hélie de la Flèche fonde le prieuré Saint-Thomas et en fait don aux bénédictins de l'abbaye Saint-Aubin d'Angers.
Cette église romane est remaniée de nombreuses fois au fil des siècles et notamment au cours du XIXe siècle. De 1839 à 1857, l'architecte Urbain Lemoine s'attelle à la reconstruction du bas-côté méridional, la construction de la chapelle du Sacré-Cœur, le prolongement de la nef et la nouvelle façade occidentale. Le chœur est augmenté et restauré en 1860 par Paul Lemesle, qui effectue aussi la reconstruction du clocher en pierre en 1862. La flèche qui domine ce clocher s'élève à 26 mètres de hauteur. L'église Saint-Thomas renferme de nombreux objets classés monuments historiques : des tableaux comme une « Assomption de la Vierge » du XVIIe siècle, classée en 1977, des sculptures en bois, en terre cuite ou en calcaire, comme la statue de Notre-Dame-du-Chef-du-Pont, du nom de l'ancienne chapelle du château des Carmes, datant du XIVe siècle et classée en 1908.
La chapelle Notre-Dame-des-Vertus est l'église la plus ancienne de la ville puisqu'elle fut édifiée à l'époque gallo-romaine avant d'être entièrement reconstruite au XIIe siècle. Les Jésuites de La Flèche la restaurent au milieu du XVIIe siècle afin d'y créer un lieu de pèlerinage pour les élèves du collège royal. Elle porte d'abord le nom de Saint-Ouen puis celui de Saint-Barthélemy au XIVe siècle avant d'adopter son nom actuel au milieu du XVIIe siècle. De construction romane, la chapelle Notre-Dame-des-Vertus est inscrite aux monuments historiques depuis 1934 et présente de nombreuses boiseries sculptées comme celle de la porte dite du « guerrier musulman ».
L'église Saint-Louis se situe dans l'enceinte du Prytanée. Cette chapelle, dont la construction débute au début du XVIIe siècle pour s'achever en 1621, est classée aux monuments historiques depuis 1919. Elle renferme dans le bras nord de son transept les cendres des cœurs du roi Henri IV et de Marie de Médicis.
L'église Sainte-Colombe est inscrite aux monuments historiques depuis 2007. De style néogothique, elle fut entièrement reconstruite entre 1859 et 1862 par l'architecte Paul Lemesle sur des fondations du XIe siècle. L'église de Saint-Germain-du-Val, village annexé par La Flèche en 1965, est construite au XIIe siècle, à l'époque romane, puis légèrement remaniée au XIXe siècle. L'église Saint-Pierre de Verron, commune qui fut rattachée en même temps que Saint-Germain-du-Val, date elle aussi de l'époque romane, avant d'être presque entièrement reconstruite entre 1893 et 1899 par l'architecte Henri Laffillée.
La Providence est un ensemble de bâtiments de la rue de la Beufferie, à Sainte-Colombe, siège de la congrégation des « Filles du Saint-Cœur de Marie » (dite de la Providence) fondée en 1806 par Françoise Jamin. Outre les bâtiments conventuels, reconstruits à partir de 1841 et aujourd'hui reconvertis en maison de retraite après avoir abrité une clinique privée, la Providence compte une chapelle de style néogothique édifiée entre 1845 et 1847 par l'architecte Urbain Lemoine,. Le chœur de la chapelle présente un ensemble de peintures murales, œuvres de l'artiste alençonnais Pierre-Honoré Chadaigne, ainsi que treize statues polychromes. Installé dans une partie de la maison de retraite, le musée de la Providence retrace la vie de Françoise Jamin à travers une collection de ses objets personnels.
L'ancien prieuré Saint-André est fondé à l'ouest de la ville en 1171 par les bénédictins de l'abbaye de Saint-Mesmin d’Orléans, sur des terres que leur avait cédé Henri II Plantagenêt. Au XVIIIe siècle, le prieuré comprend une chapelle, un logis, des granges et des étables. À la Révolution, le prieuré est vendu comme bien national et les bâtiments sont transformés en ferme, puis en logement depuis le milieu du XXe siècle. La Flèche possédait un autre prieuré, le prieuré-maladrerie Saint-Jacques, construit avant celui de Saint-André, sans doute au début du XIIe siècle. Desservi dans un premier temps par les bénédictins de Saint-Aubin d'Angers, puis par des moines augustins, le prieuré devient un lieu d'hospitalité pour les pèlerins de Saint-Jacques-de-Compostelle. À la demande d'Henri IV, les jésuites prennent possession du prieuré Saint-Jacques en 1604 et le transforment en infirmerie et maison de repos pour les Pères de la compagnie. Après la Révolution, le bâtiment devient un hôtel particulier. De la construction primitive du prieuré, il ne subsiste aujourd'hui que quelques colonnes de la chapelle ainsi qu'un corps de logis.
L'ancienne abbaye Saint-Jean de Mélinais est établie au sud-est de la ville en 1180 par Henri II Plantagenêt, roi d'Angleterre. Sa fondation pourrait être antérieure, saint Renaud, d'abord chanoine régulier à Soissons, ayant choisi la vie d'ermite en s'installant dans la forêt de Mélinais au début du XIIe siècle. L'abbaye de Mélinais a par ailleurs conservé les reliques du saint jusqu'à la Révolution. Dirigée par des moines de l'ordre de Saint-Augustin, l'abbaye a comme saint patron Jean l'Évangéliste. La construction du monastère et de la première église est achevée en 1195. Le monastère est l'un des plus richement dotés de l'Anjou et Mélinais devient très rapidement la deuxième abbaye angevine derrière Fontevraud. Le roi Henri IV réunit l'abbaye de Mélinais et plusieurs prieurés qui en dépendaient au collège des Jésuites de La Flèche. Le monastère et ses dépendances sont vendus comme biens nationaux sous la Révolution. L'église et la majeure partie des bâtiments du monastère sont détruits dans le premier quart du XIXe siècle pour laisser place à une maison bourgeoise.

### La Flèche dans les arts
Le téléfilm « Au feu le préfet ! », d'Alain Boudet, a été tourné en partie à La Flèche durant l'été 1979. Ce téléfilm, dans lequel apparaît notamment Lambert Wilson, relate un fait divers historique survenu en 1646 au Collège royal lorsque certains élèves avaient fomenté une révolte armée contre la direction ecclésiastique de l'établissement. Quelques scènes ont été également tournées dans l'ancien presbytère de la commune voisine de Clermont-Créans.
En 2013, plusieurs scènes du film La Chambre bleue, réalisé par Mathieu Amalric, sont tournées à La Flèche,.
Le 20 juin 1987 est émis un timbre postal représentant le Prytanée militaire de La Flèche, d'une valeur de 2,20 francs. À l'occasion de la Journée du timbre de 1946, un timbre postal est émis à l'effigie de Guillaume Fouquet de La Varenne, avec le commentaire « Vers 1598, met la poste d'État à la disposition du public ». Dessiné et gravé par Raoul Serres, il présente une valeur de 3 francs.
En 2016, une bande dessinée de 32 pages réalisée par Anthony Cocain et Bruno Deléonet, avec le soutien du service patrimoine de la commune, est éditée. Lucas d'Arthezé, voyageur de l'histoire, retrace la naissance de la municipalité au XVIIe siècle. Non mis à la vente, il est tiré à 1 000 exemplaires et distribué gratuitement aux élèves de CM2 des écoles fléchoises, mais également consultable à la bibliothèque municipale.

### Lieux

#### Zoo de La Flèche

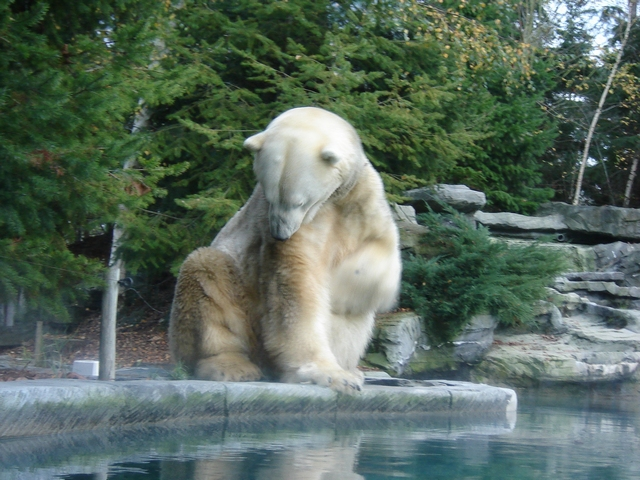
Ours blanc, zoo de La Flèche.

Créé en 1946 sur la colline du Tertre Rouge par Jacques Bouillault, naturaliste, le zoo de La Flèche est le plus ancien parc privé de France. Il regroupe 1 200 animaux appartenant à 150 espèces sur 14 hectares et participe au Programme européen d’élevage d’espèces menacées (EEP) depuis 1989. De nombreuses nouveautés sont présentées tous les ans, comme la crèche des éléphanteaux en 2007, les lions blancs du Kruger en 2008 ou encore un espace consacré aux lémuriens de Madagascar en 2012. Depuis avril 2013, des lodges sont installés au cœur du zoo pour permettre aux visiteurs qui y passent la nuit d'observer les animaux à travers des baies vitrées.
Le zoo de La Flèche constitue le 1er pôle touristique du département de la Sarthe en 2018, avec plus de 390 000 entrées, et le 3e de la région Pays de la Loire derrière le parc du Puy du Fou et les Machines de l'île de Nantes.

#### Le marais de Cré-sur-Loir/La Flèche
Le marais de Cré-sur-Loir/La Flèche est une réserve naturelle régionale classée depuis le 31 mars 2008. Constituée d'un ensemble de roselières, de bois alluviaux et de prairies humides, c'est la plus vaste zone de marais alluvial de la Sarthe avec ses 65 hectares. Le marais compte près de 150 espèces d'oiseaux, quinze espèces de poissons et près de 300 espèces végétales dont quatre sont protégées, telle la Grande Douve ou la Stellaire des marais, ainsi que de nombreuses espèces d'insectes. Des travaux de construction de passages à petite faune permanents (crapauducs) ont été menés au cours de l'année 2012, permettant la création de 19 tunnels sous la route, dans le but de préserver la biodiversité du marais.
Outre le marais, La Flèche compte d'autres espaces naturels protégés puisqu'on dénombre onze ZNIEFF sur le territoire de la commune.

#### Espaces verts

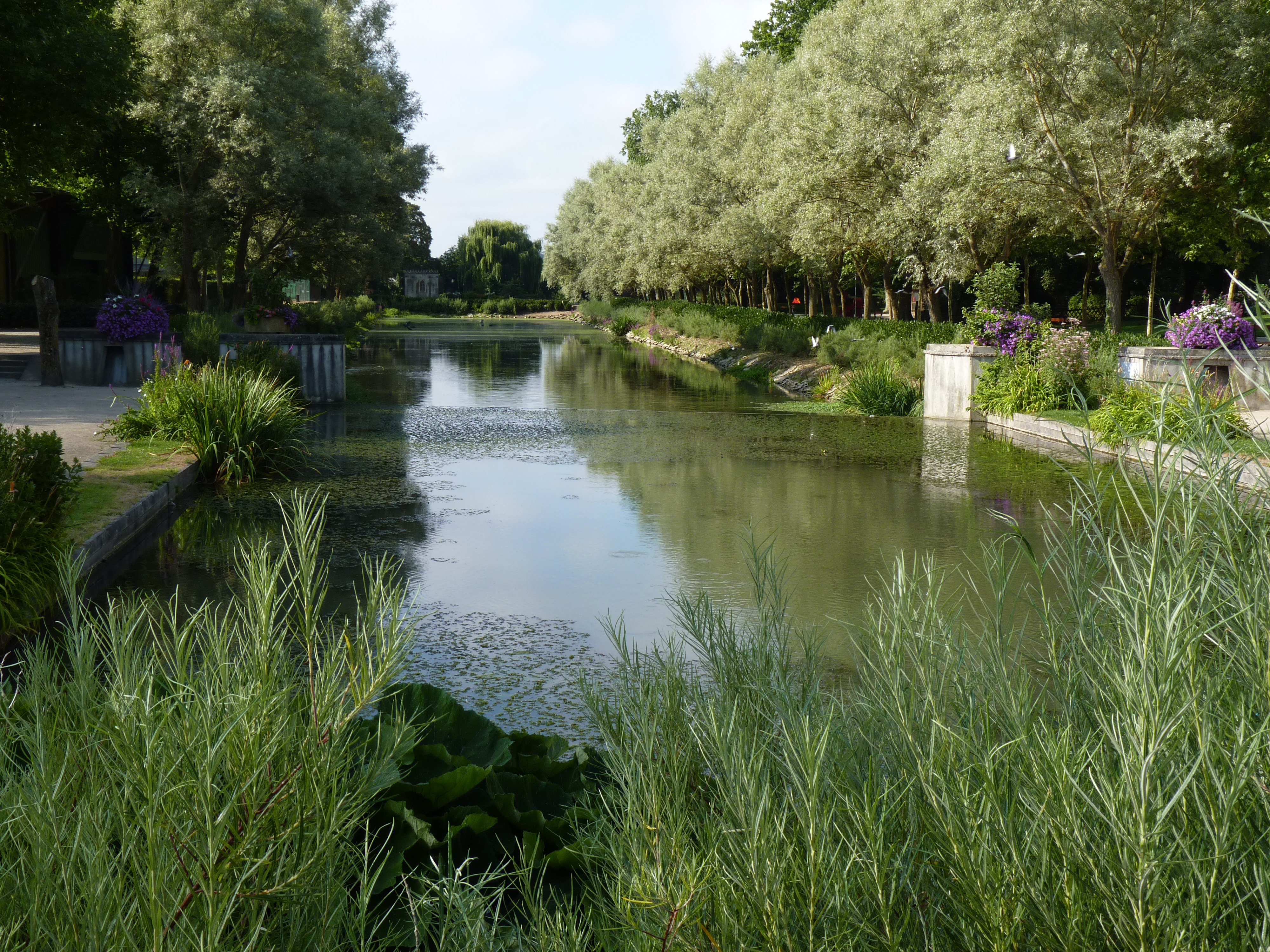
Parc des Carmes.

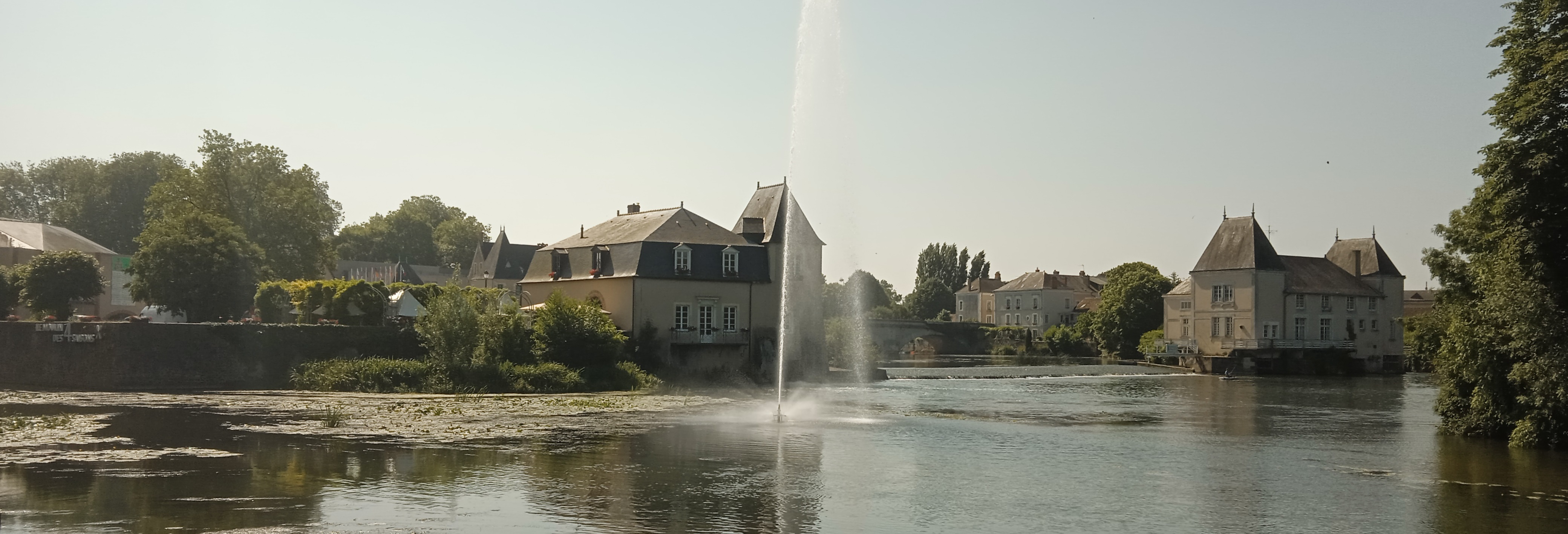
La Flèche et les bords du Loir.

Les bords du Loir avec le jardin public « parc des Carmes » et les ruines du château constituent un site naturel inscrit au titre du code de l'environnement depuis le 19 juillet 1944, pour une surface de 29,58 hectares s'étalant de part et d'autre du Loir.
Le « Parc des Carmes », situé au pied de la mairie, jouxte les anciens jardins du château de Guillaume Fouquet de La Varenne. Il fut réaménagé au début des années 1990.
Les « Jardins du Prytanée » s'étendent sur 13 hectares. Au XVIIIe siècle, le jardin Renaissance est redessiné pour laisser place à un jardin à la française.
Les « Lacs de la Monnerie », situés dans un méandre du Loir, recouvrent une zone de cinquante hectares et se composent d'un lac de baignade bordée par une plage et d'un lac de pêche. Une piste cyclable et piétonne a été aménagée autour du plan d'eau. Les lacs, issus de l'exploitation d'une gravière, présentent une biodiversité très riche. On compte près de 50 espèces d'oiseaux qui bâtissent leur nid pour s'y reproduire, comme le guêpier d'Europe, et 80 espèces d'oiseaux migrateurs, 30 espèces d'odonates (comme la cordulie à corps fin) et 27 espèces d'orthoptères.

### Gastronomie

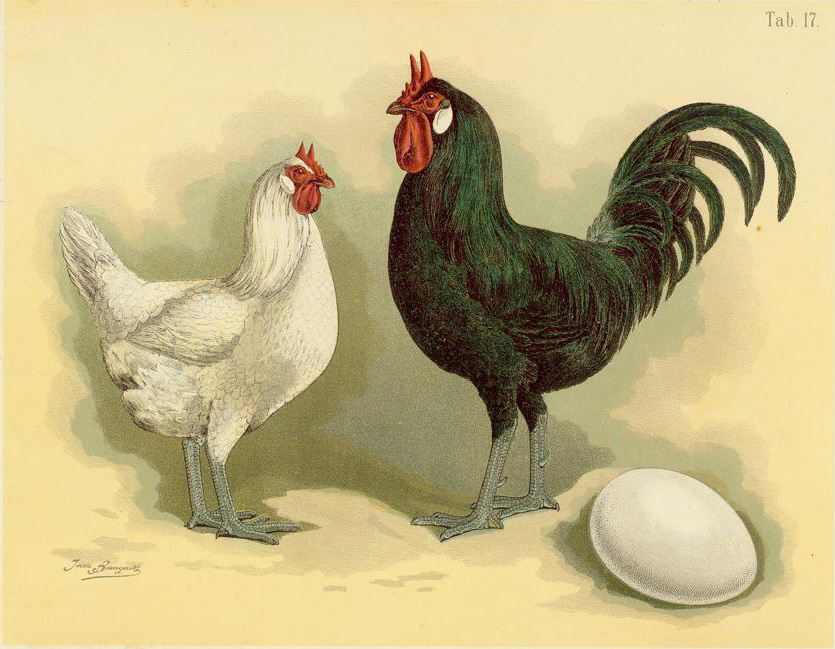
Poule et coq de La Flèche avec leur crête caractéristique.

La gastronomie fléchoise est largement influencée par la gastronomie sarthoise et s'accompagne de rillettes, de volailles et de vins de Jasnières ou de Coteaux-du-loir.
La « poule noire », originaire des cantons de La Flèche et de Malicorne, est une race avicole qui remonte au XVe siècle. Elle est connue pour la finesse de sa chair et sa crête caractéristique en « V ». Servie sur les plus grandes tables sous le nom de « poularde du Mans », elle fit autrefois la renommée de La Flèche. Elle fait l'objet d'un programme de sauvegarde lancé depuis 2011 par le Conservatoire des races animales en Pays de la Loire.
Les macarons aux parfums assortis, les « Prytanéens », chocolats au goût de praliné avec de la nougatine concassée, nommés ainsi en référence au Prytanée national militaire, les « Fiches », de petites confiseries en forme de pieux au chocolat noir, orange et nougatine, le « Plantagenêt » ou encore les « Gourmandises d'Henri » sont des spécialités pâtissières et chocolatières réalisées par l'atelier « Guillemard Création ».
La commune compte un restaurant étoilé au Guide Michelin. Le « Moulin des quatre saisons », situé au bord du Loir, en face du château des Carmes, obtient sa première étoile en 2014.

### Labels
Depuis 2006, La Flèche et la vallée du Loir sont labellisées pays d'art et d'histoire. La commune possède sept monuments historiques inscrits ou classés, et bénéficie du label « ville fleurie » avec trois fleurs attribuées par le Conseil national des villes et villages fleuris de France. Elle est aussi membre de l'association Les Plus Beaux Détours de France.
Gage de la qualité de l'eau de baignade et de son environnement préservé, le label Pavillon bleu récompense la plage de la base de loisirs des lacs de la Monnerie depuis 2015.
La Fédération française de cyclotourisme (FFCT) a décerné en 2015 le label Territoire vélo (anciennement Ville et territoire vélotouristiques) à la ville de La Flèche. Une distinction renouvelée en 2018 pour 3 ans.
En 2018, la Fédération française des usagers de la bicyclette (FUB) place La Flèche en tête de son baromètre des villes cyclables, ex aequo avec Sceaux (Hauts-de-Seine), dans la catégorie des villes de moins de 20 000 habitants, après une enquête ouverte à tous destinée à recueillir le ressenti des habitants et des cyclistes.
Le 16 décembre 2017 à Rezé, le Comité régional olympique et sportif des Pays de la Loire a décerné le challenge de la ville la plus sportive des Pays de la Loire à La Flèche, dans la catégorie ville de plus de 15 000 habitants, devant des villes comme Angers, Saumur, Saint-Sébastien-sur-Loire et Les Herbiers.
En novembre 2018, la ville est récompensée pour ses actions en faveur de la biodiversité et son rucher municipal en obtenant les trois abeilles du label APIcité, soit le titre maximum que peut décerner l’Union nationale des apiculteurs de France (Unaf) pour ce prix.
Outre le Prytanée, la ville est connue pour son zoo, objet de la série documentaire Une saison au zoo sur France 4 depuis avril 2014.

### Personnalités liées à la commune
De nombreuses personnalités ont vu le jour ou sont liés à la commune ; écrivains, philosophes, hommes d'état, scientifiques…

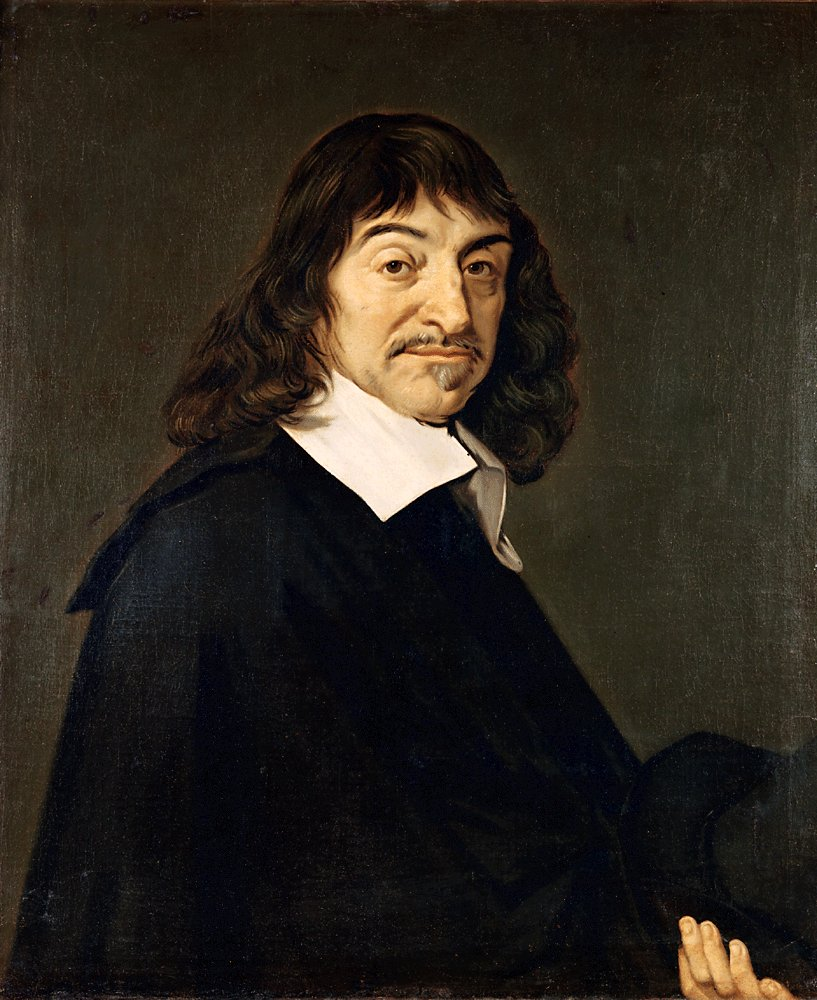
René Descartes, élève du collège royal de La Flèche.
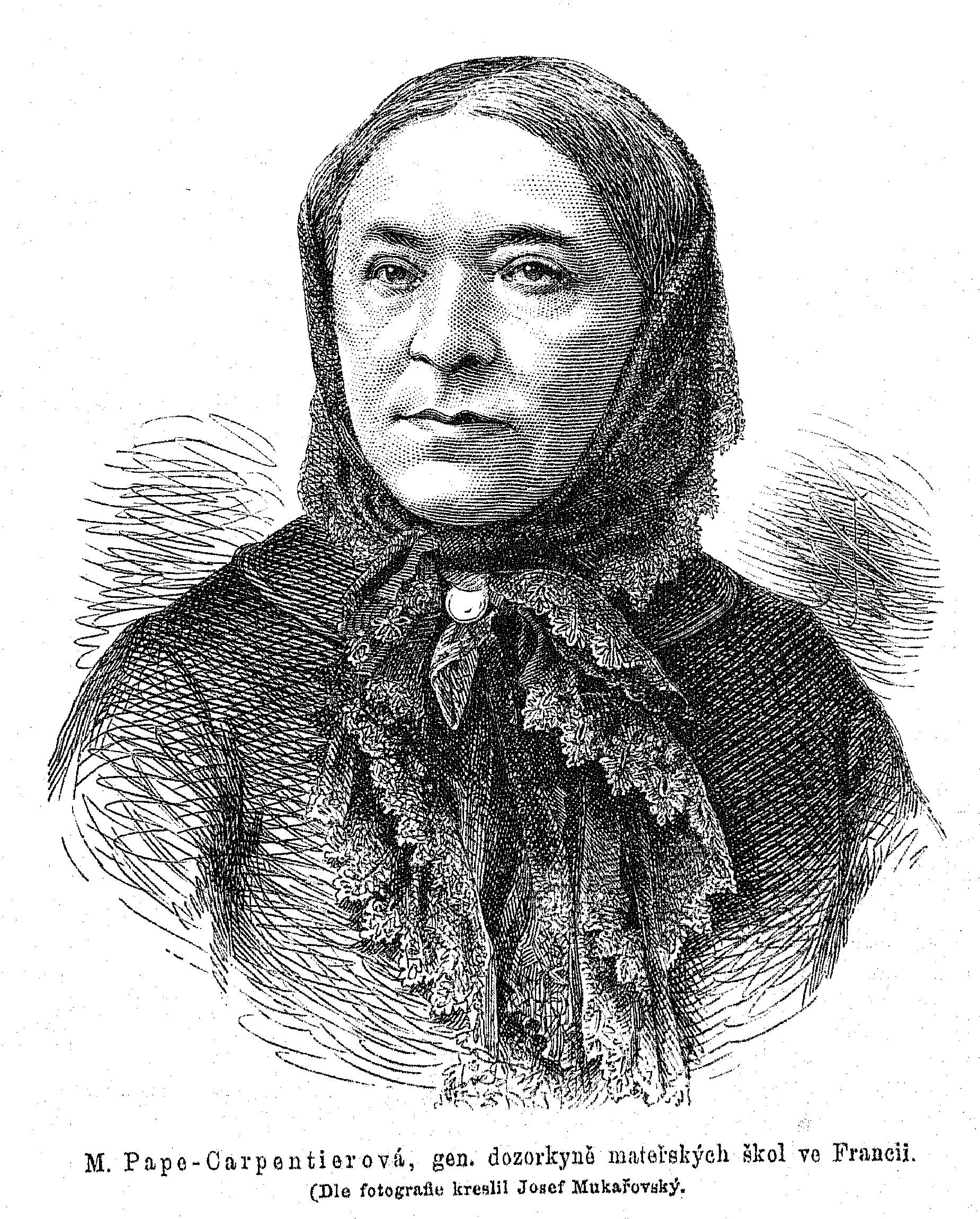
Marie Pape-Carpantier.
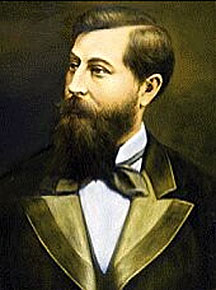
Léo Delibes, compositeur fléchois.
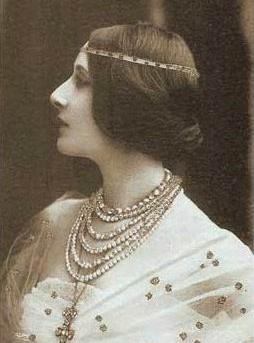
Liane de Pougy.
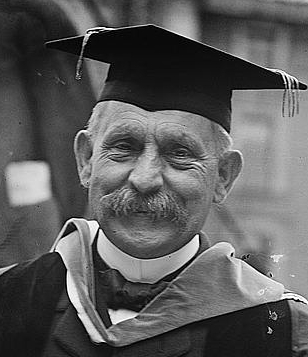
Paul d'Estournelles de Constant, prix Nobel de la paix 1909.

### Héraldique
| Armes de La Flèche | Les armes officielles de La Flèche (choisies par la municipalité en 1961 et initialement attribuées par D'Hozier — sous Louis XIV — au Corps des Officiers de la ville), se blasonnent ainsi : De gueules à une flèche d’argent posée en pal la pointe haute, accostée de deux tours du même maçonnées de sable ; au chef cousu de France. |

| Armes de La Flèche | Les armes originales de La Flèche, attribuées à la ville par D'Hozier sous Louis XIV, se blasonnent ainsi : Écartelé de sinople à la bande d’or, et du même au pal du premier. |

## Jumelages
- Huelma (Espagne)